# Электровоз

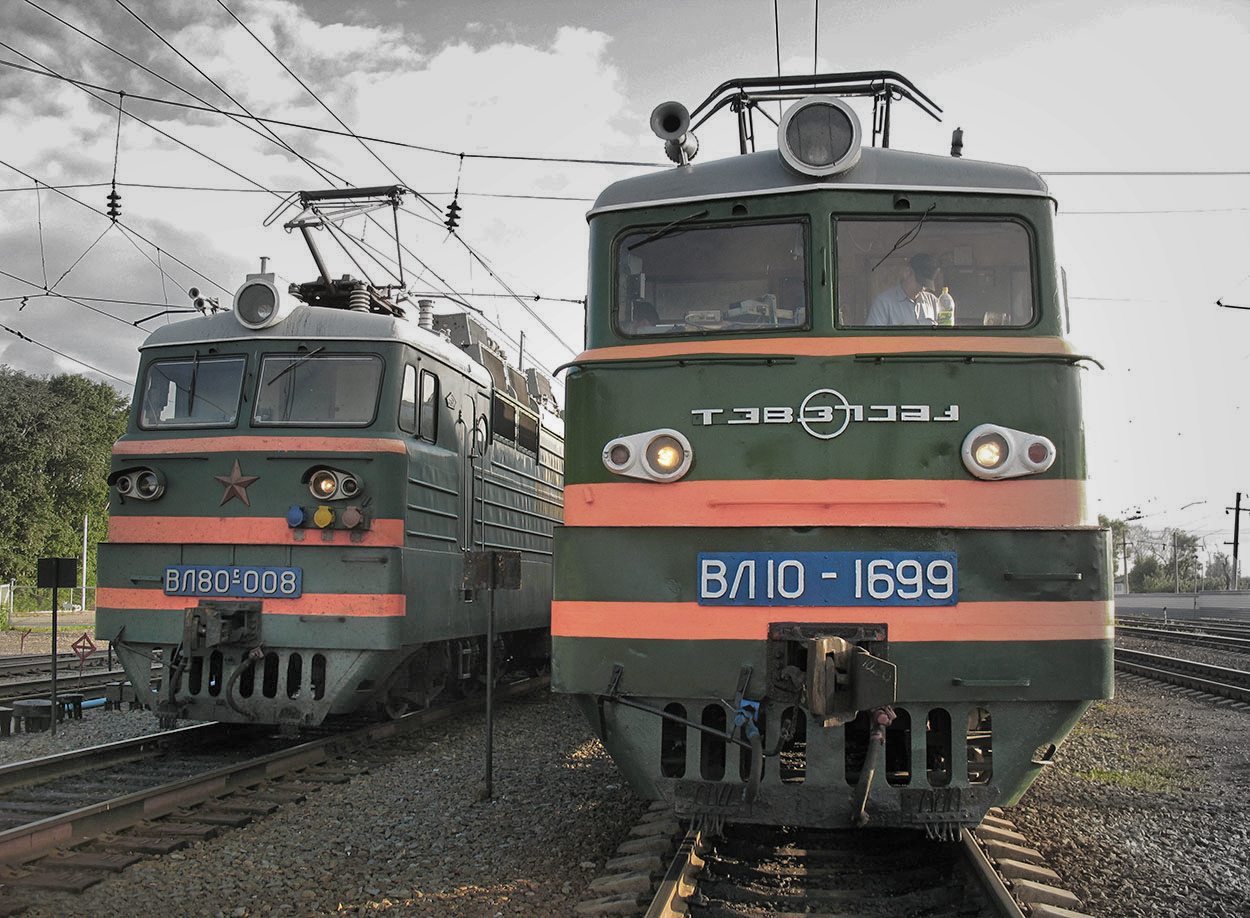
Локомотивы серий ВЛ80 (слева, переменного тока) и ВЛ10 (справа, постоянного тока) — самые массовые электровозы железных дорог стран СССР и СНГ

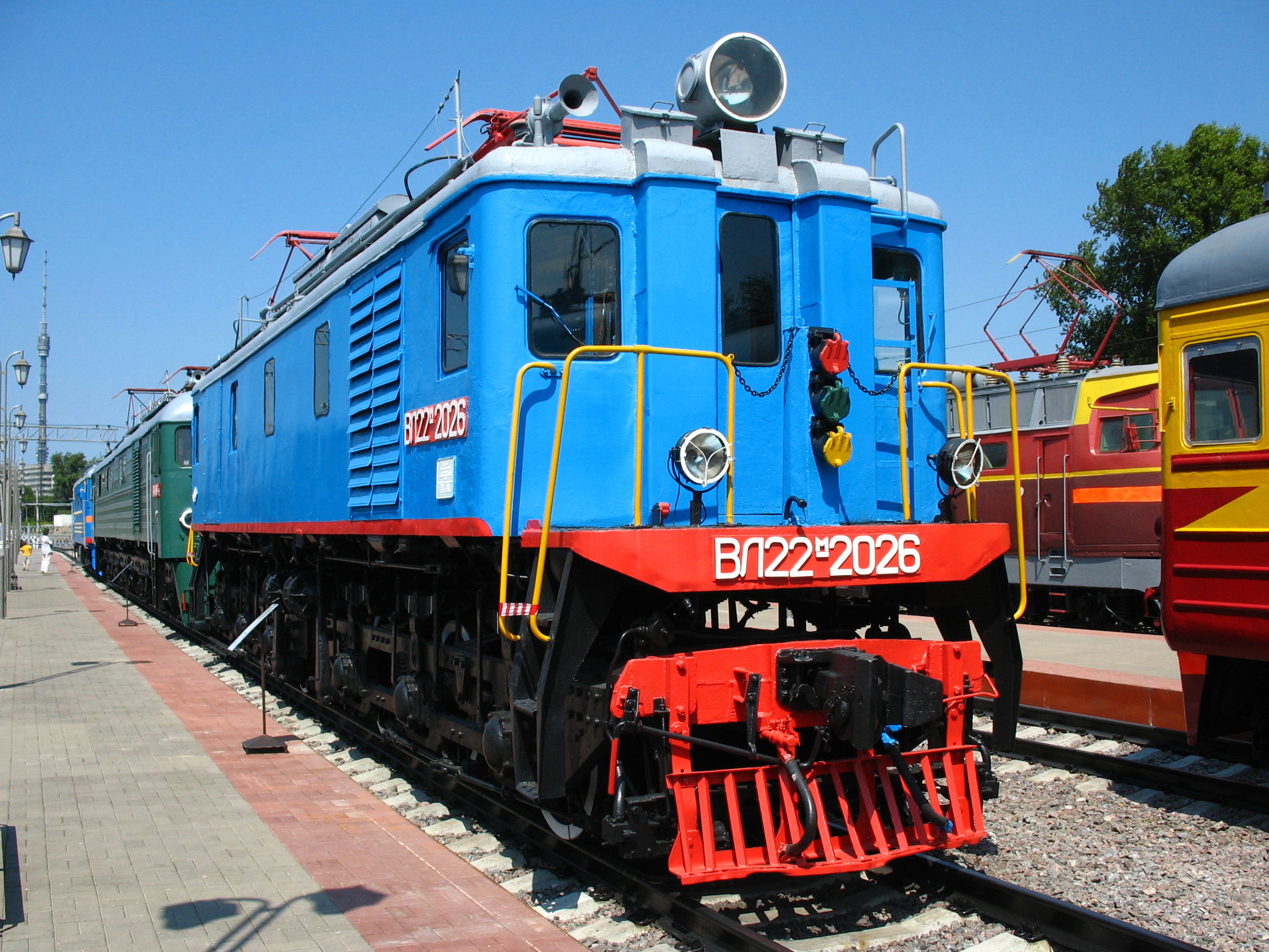
ВЛ22^{м} — классический электровоз середины XX века 1946—1958 гг. выпуска. Экземпляр №2026 в Музее Московской железной дороги

Электрово́з — неавтономный локомотив, приводимый в движение установленными на нём тяговыми электродвигателями, питаемыми от внешних источников электроэнергии через тяговые подстанции по контактной сети (в отдельных случаях — от бортовых аккумуляторов).

## Классификация
Различные электровозы имеют свою конструктивную специфику, связанную с возможностями производства и особенностями поездной работы в разных странах, операторах и на дорогах с разной шириной колеи, габаритами, скоростными и весовыми нормами. При классификации электровозов можно выделить следующие признаки

### По роду службы
Электровозы по роду службы подразделяются на два принципиально различающихся класса: магистральные (поездные) и маневровые/промышленные. Первые предназначены для длительного движения в одном направлении с высокими средними скоростями между станциями, вторые предназначены для повторно-кратковременного движения с низкими скоростями внутри станций и промышленных ж/д линий промышленных предприятий, строек, открытых горных разработок, карьеров и шахт. В реальной поездной работе электровозы одного класса могут в некоторых случаях заменять электровозы другого класса, но какая-либо длительная их эксплуатация не по назначению не практикуется. 
- Магистральные электровозы по роду службы различаются на грузовые, пассажирские и универсальные грузопассажирские. Пассажирские электровозы предназначены для вождения пассажирских составов с высокими скоростями, в то время как грузовые — для вождения грузовых составов большой массы с высокой силой тяги. По своим характеристикам пассажирские электровозы по сравнению с грузовыми одинаковой мощности имеют более высокую скорость длительного режима и конструкционную скорость, но меньшие сцепной вес, нагрузку от колёсных пар на рельсы, и величину касательной силы тяги, при этом в целом грузовые электровозы превосходят пассажирские по мощности и количеству осей. У грузопассажирских электровозов тягово-скоростные характеристики имеют усреднённые значения, что позволяет им эксплуатироваться как с пассажирскими, так и с грузовыми поездами, хотя и не с такой эффективностью, как специализированные электровозы[3][4].

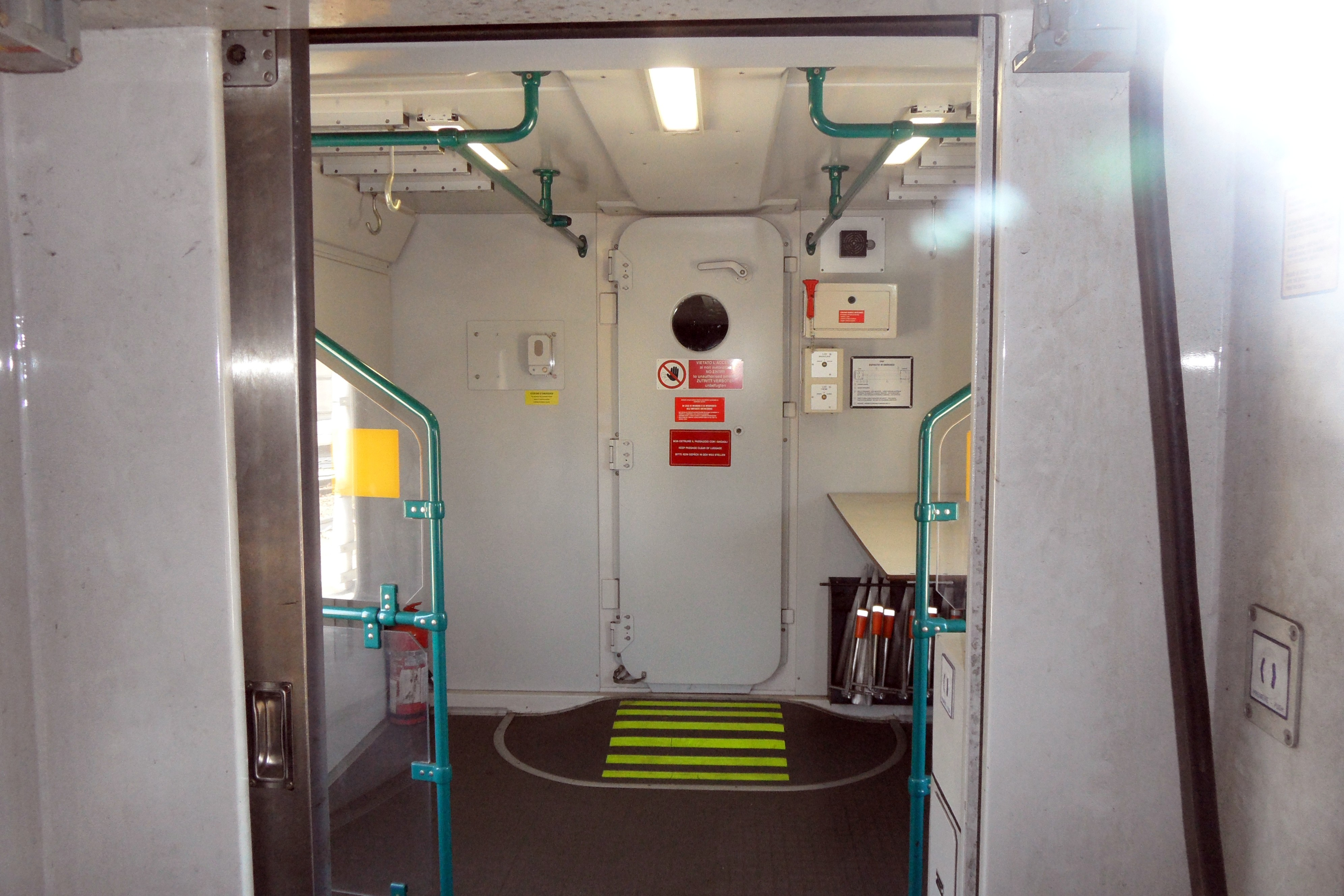
Багажное отделение в хвостовой части электровоза E.464

Конструктивно грузовые и пассажирские электровозы различаются:.
- передаточным отношением тяговой передачи (меньшее значение у пассажирского, большее у грузового и среднее у грузопассажирского);
- грузовые и грузопассажирские электровозы имеют усиленную конструкцию кузова, лобовой части, сцепки и её поглощающего аппарата, рассчитанную на более высокие продольные нагрузки, дополнительный балласт для увеличения сцепного веса, а также зачастую оснащаются системой дистанционного управления для возможности эксплуатации по системе многих единиц, которые на пассажирских локомотивах как правило не применяются;
- пассажирские и грузопассажирские электровозы по сравнению с грузовыми обычно оснащаются электропневматическими тормозами в дополнение к пневматическим, системой высоковольтного электроснабжения пассажирского состава, а при эксплуатации в составе пассажирских поездов постоянного формирования типа «тяни—толкай» — системой контроля и управления системами вагонов (например, открытие и закрытие дверей или связь машиниста с пассажирами в вагонах) и дистанционного управления из головного вагона либо электровоза на другом конце состава.

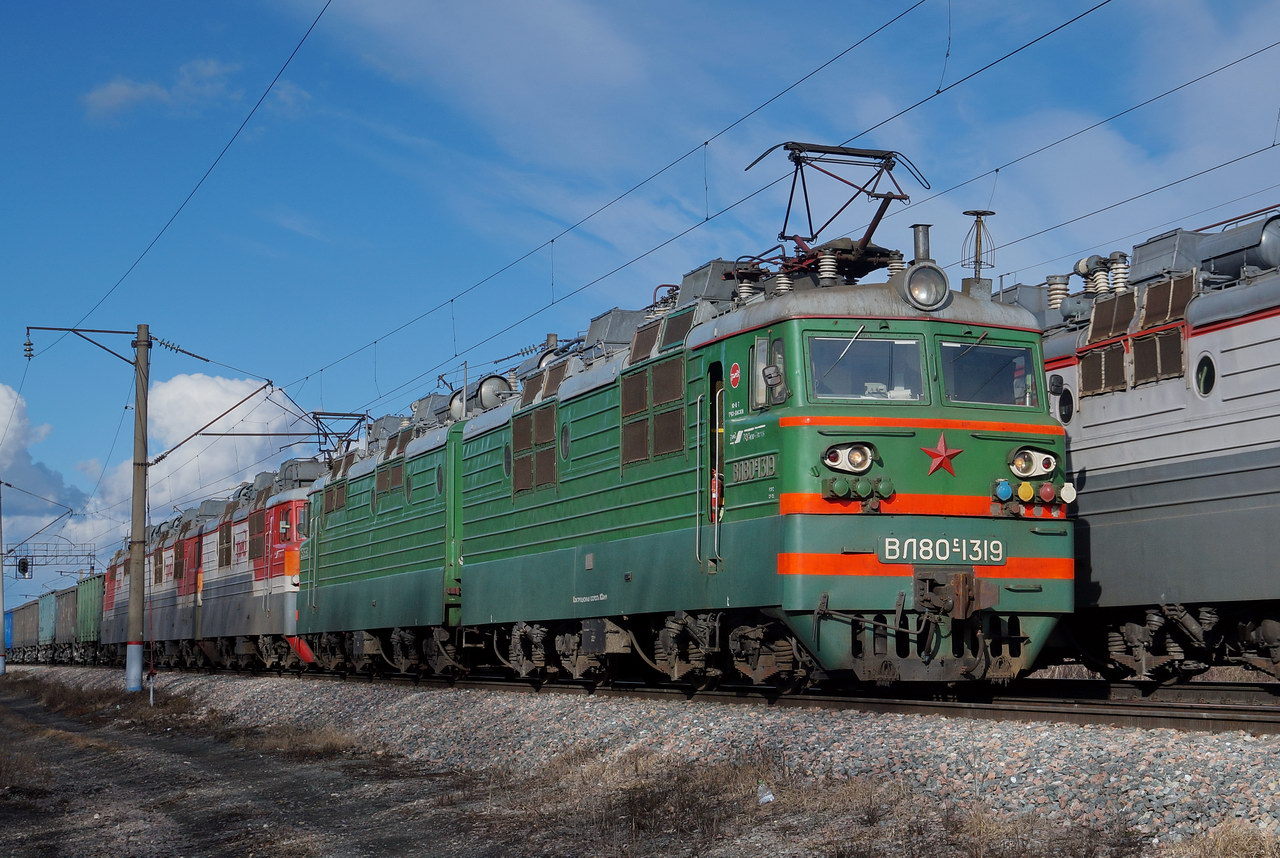
Грузовые электровозы ВЛ80С с поездом (конструкционная скорость — 110 км/ч)
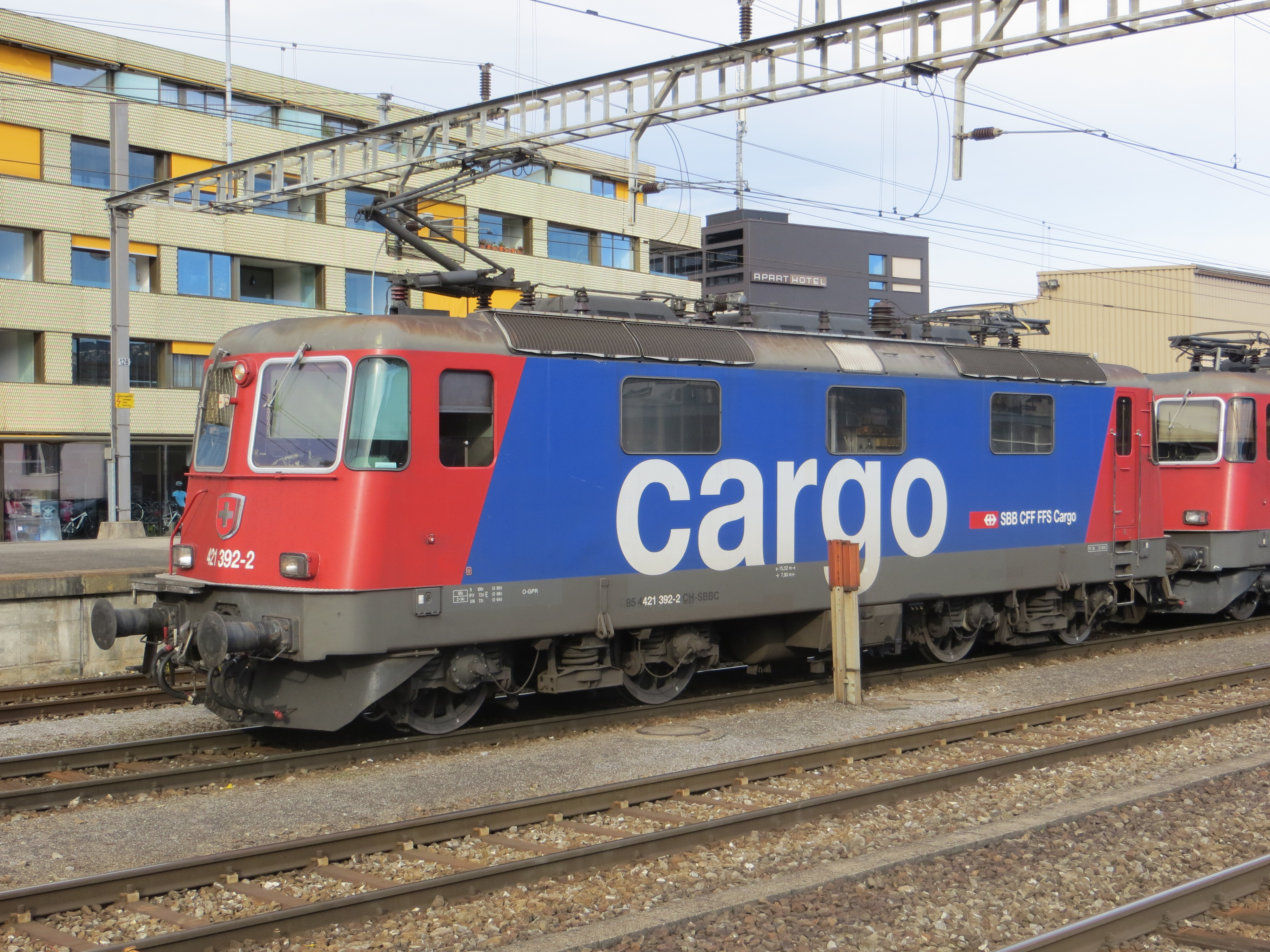
Грузопассажирские электровозы Re 420 (конструкционная скорость — 140 км/ч)
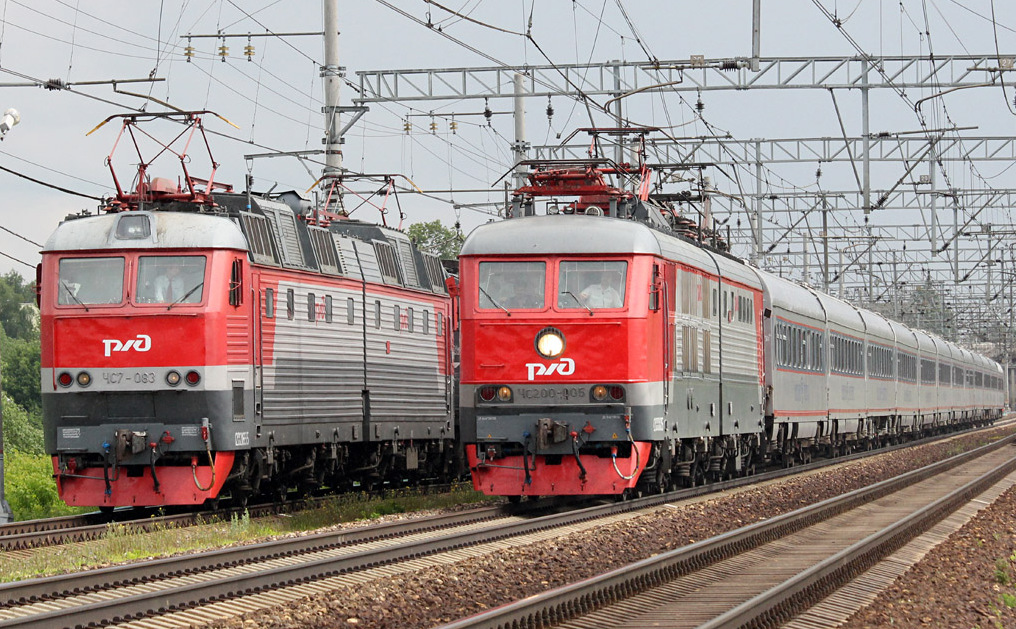
Пассажирские электровозы ЧС7 и ЧС200 с поездом (конструкционная скорость — 160 и 200 км/ч)

Среди магистральных электровозов, преимущественно пассажирских, существуют специальные подвиды, которые в ряде случаев могут быть классифицированы как локомотивы, так и моторные вагоны:
- Электровозы-мотрисы как правило переделываются из обычных электровозов путём ликвидации части электрооборудования в машинном отделении и размещении в нём пассажирского салона, что превращает локомотив в моторный вагон, при этом электрооборудование может быть вынесено на крышу. В случае с двухсекционными электровозами переделке может подвергаться только одна секция, в которой всё основное электрооборудование ликвидируется, в то время как другая продолжает выполнять роль электровозной. Такие электровозы-мотрисы могут использоваться как инспекционные либо диагностические лаборатории. В России подобным переделкам подвергались односекционные электровозы ЧС2, ЧС3, двухсекционные ВЛ10, ВЛ11 и ЧС200.
- Багажные электровозы имеют небольшое отделение для перевозки багажа и по сути являются вариацией электровоза-мотрисы, но как правило производятся изначально в таком виде. Багажное отделение может располагаться либо в середине машинного отделения, либо между машинным отделением и одной из кабин, либо если электровоз односторонний — с торца противоположного кабине (в последнем случае электровоз может иметь межвагонный переход для пассажиров в своё багажное отделение). Такие электровозы получили распространение в основном на железных дорогах Швейцарии метровой колеи, где могут классифицироваться и как локомотивы, и как моторные вагоны, а также единичные серии выпускались и для других железных дорог.

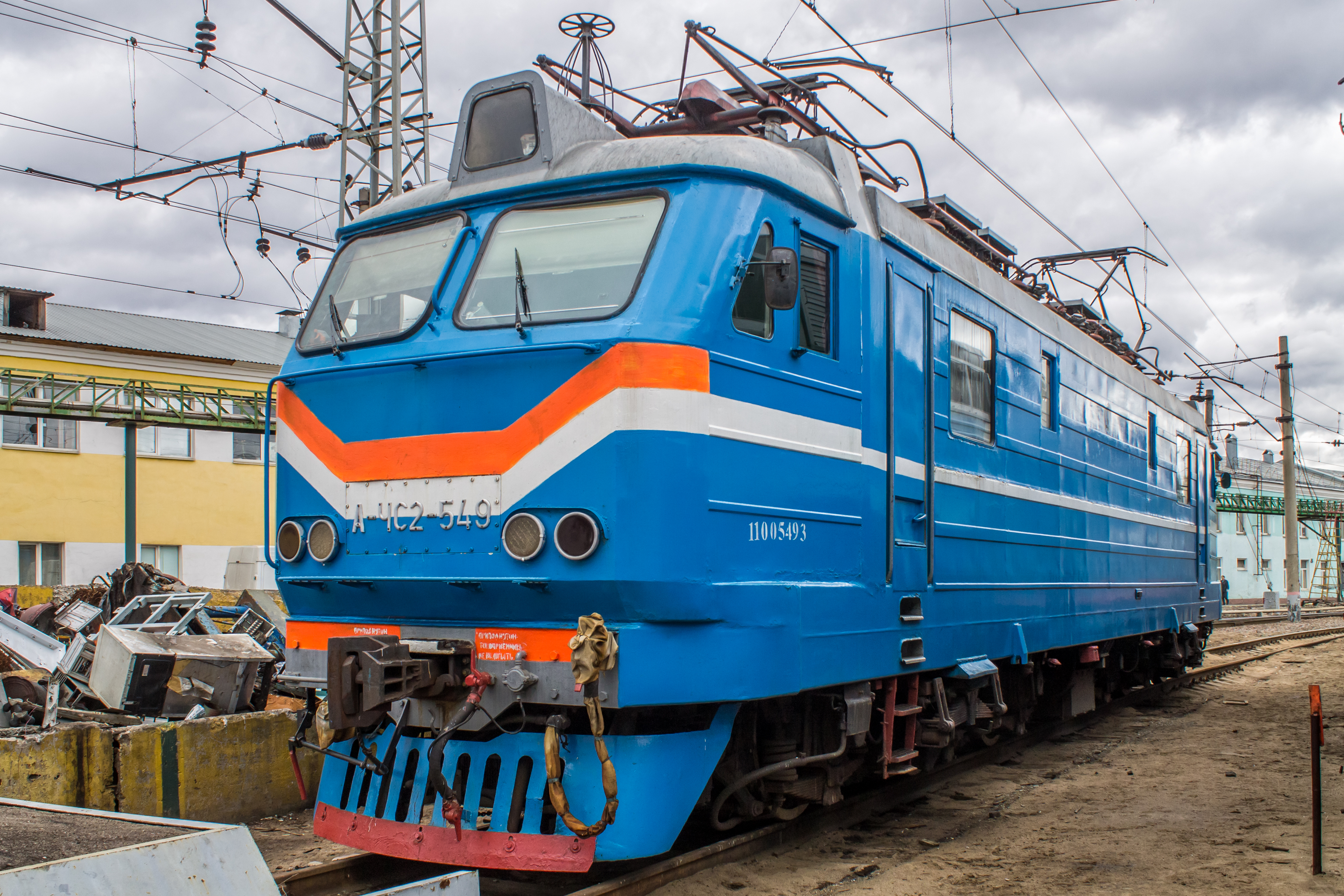
Односекционный электровоз-мотриса А-ЧС2
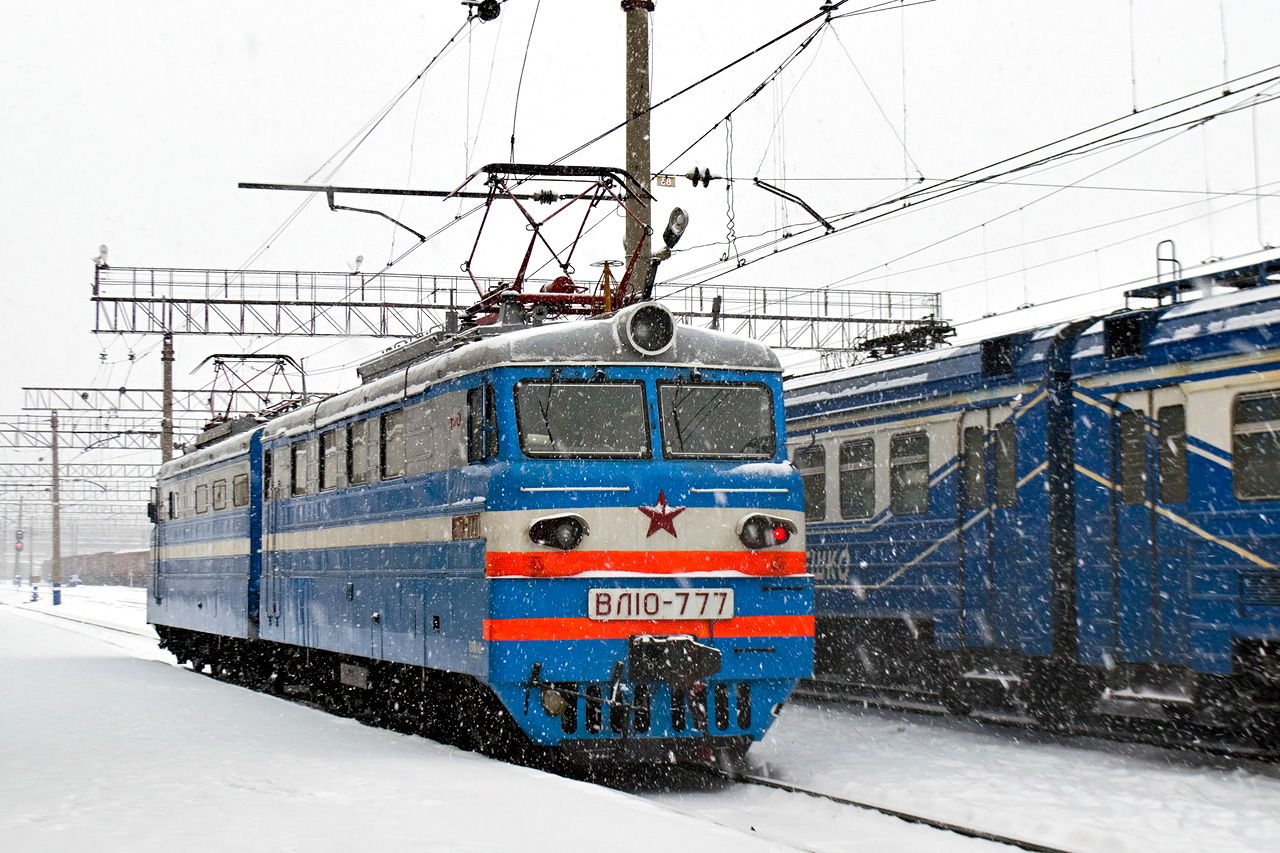
Двухсекционный электровоз-мотриса ВЛ10-777
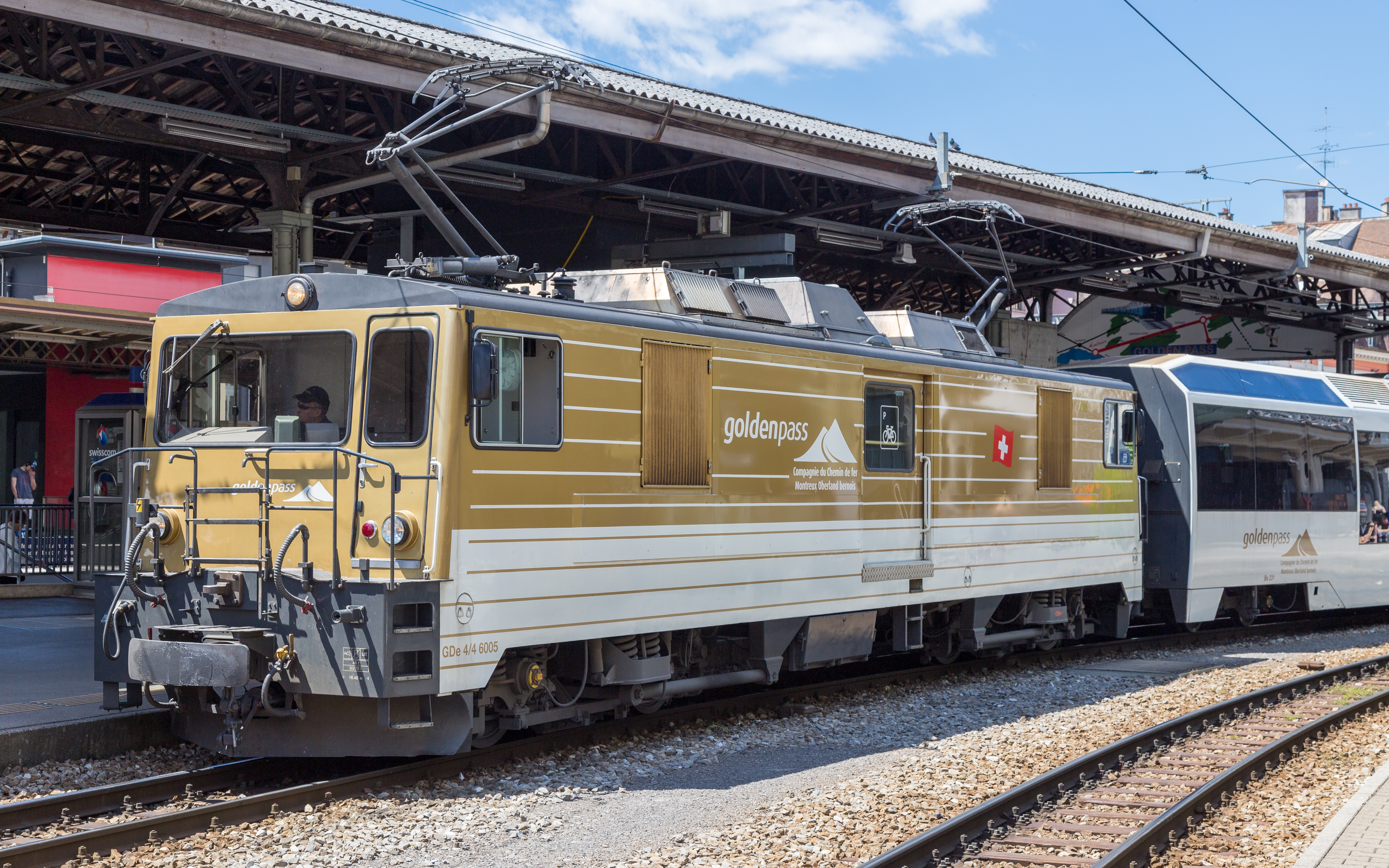
Багажный электровоз GDe 4-4 железных дорог Швейцарии с багажным отделением в середине
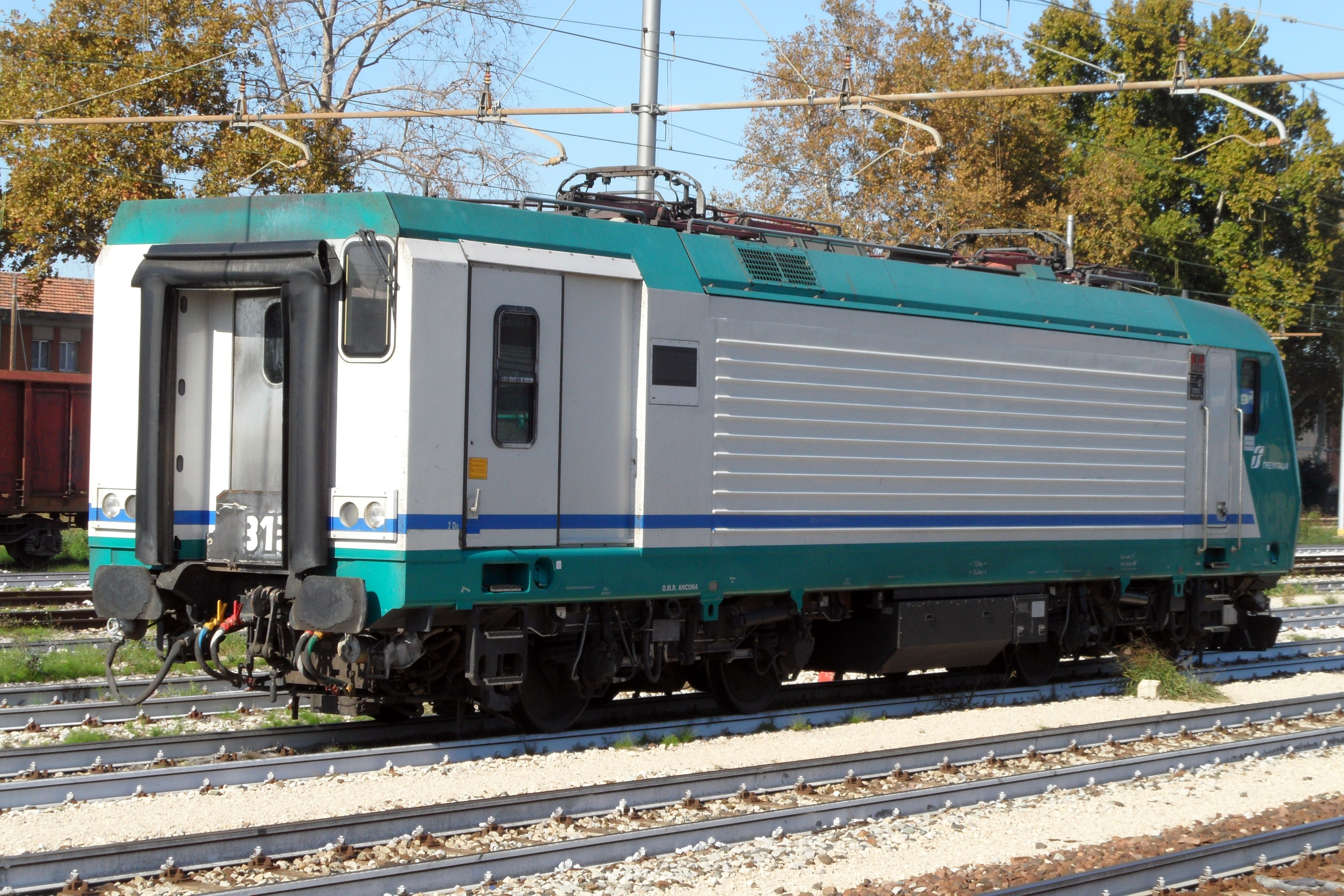
Электровоз E.464 железных дорог Италии с багажным отделением и межвагонным переходом в конце, адаптированный для поездов типа «тяни—толкай»

- Электровозы-головные вагоны для электропоездов электровозной тяги. В отличие от большинства других электропоездов моторвагонной тяги, в электропоездах этого типа всё силовое и тяговое оборудование сосредоточено в одном или двух головных моторных вагонах, которые не имеют мест для перевозки пассажиров или грузов и технически представляют собой односторонние однокабинные электровозы. Отличием от полноценных электровозов является то, что при этом они унифицированы с вагонами по конструкции, дизайну и габаритам и предназначены только для совместной эксплуатации с ними в составе электропоезда, и поэтому как правило не имеют отдельного обозначения серии (возможность эксплуатации с другими типами вагонов зачастую затруднена из-за специфической конструкции межвагонных сцепных устройств, переходов и электрических соединений). Такой головной вагон-электровоз принято называть «тяговой головой». Такую схему имеют многие высокоскоростные электропоезда, такие как французские TGV, немецкие ICE1/ICE2, испанские Talgo 250/350/AVRIL, итальянские ETR500, шведские X2000, американские Acela Express, корейские KTX-I и KTX-Sancheon, китайские DDJ1, DJJ1, DJJ2, CR200J и другие; аналогичную компоновку имеют узкоколейные электропоезда Новоафонской пещеры ЭП «Турист» и Эп-563. Промежуточные вагоны в составе таких поездов являются как правило безмоторными, однако в некоторых случаях отдельные вагоны могут оснащаться тяговыми двигателями, питающимися от оборудования головных вагонов, как например у TGV Sud-Est, TGV TMST и V150. Особым случаем является британский электропоезд APT-P класса 370, который имеет два непассажирских промежуточных моторных вагона, подобных средним бустерным секциям многосекционных электровозов.

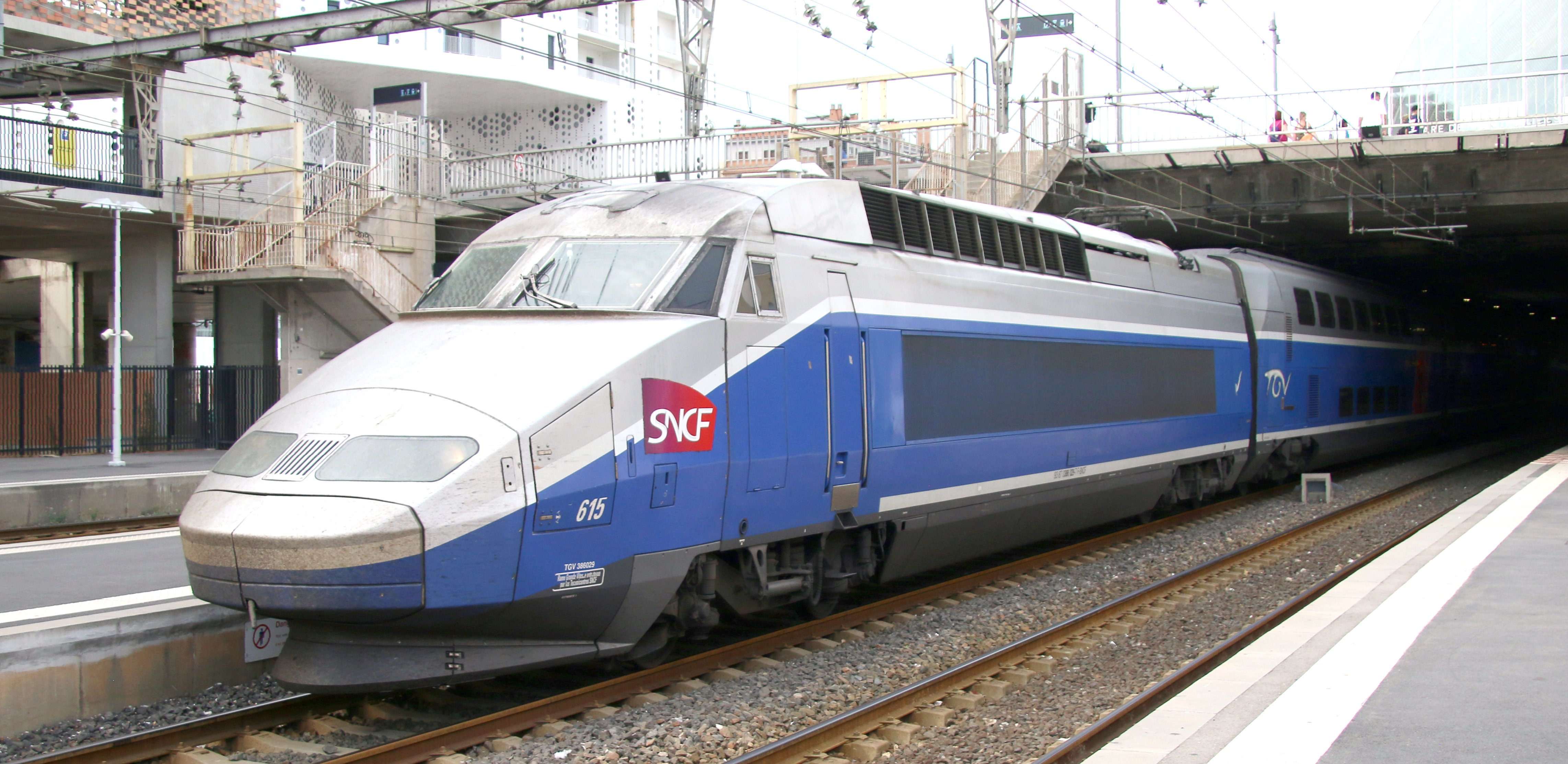
Головной вагон-электровоз в составе скоростного электропоезда TGV Reseau Duplex (Франция)
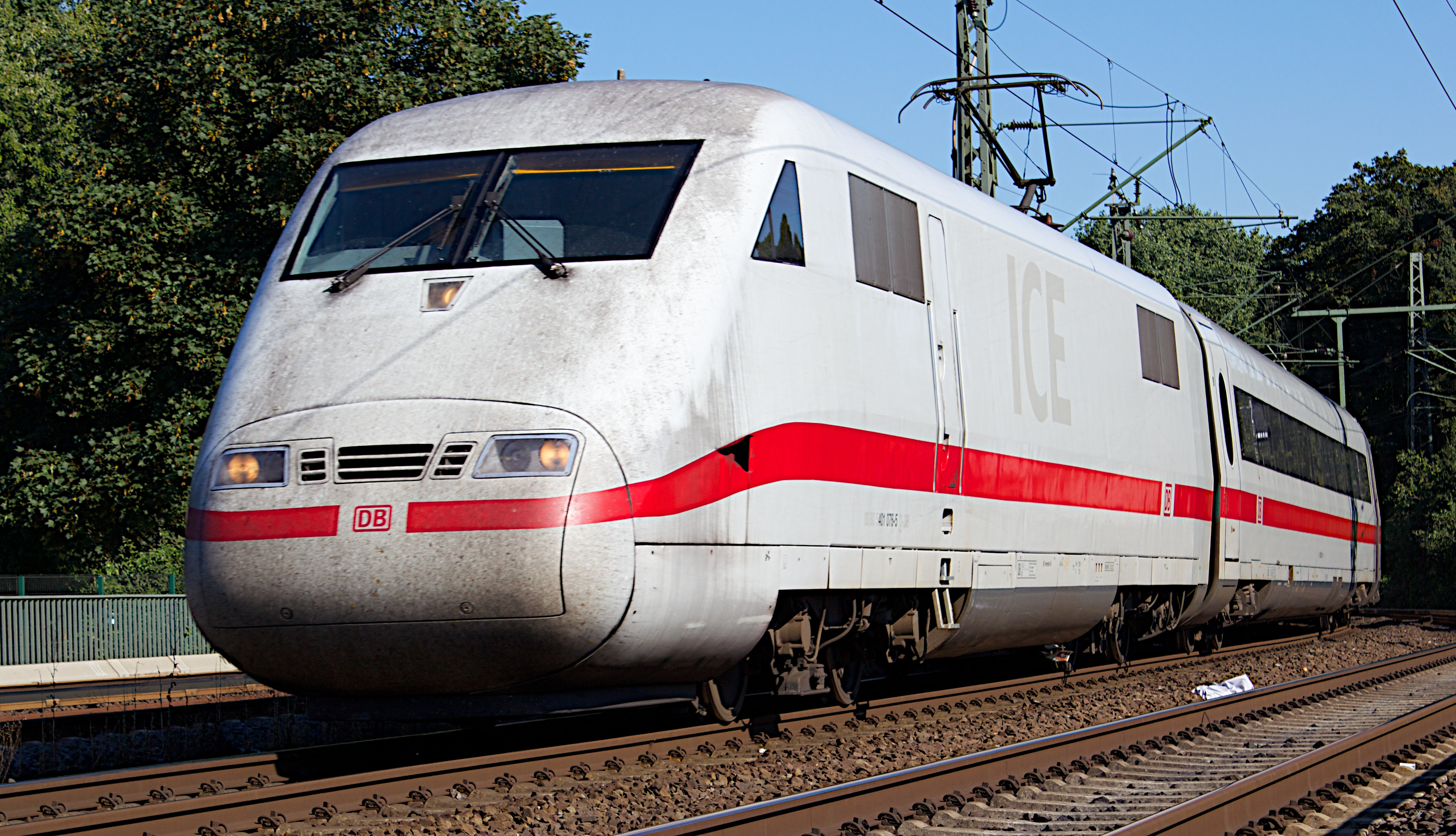
Головной вагон-электровоз в составе скоростного электропоезда ICE1 (Германия)
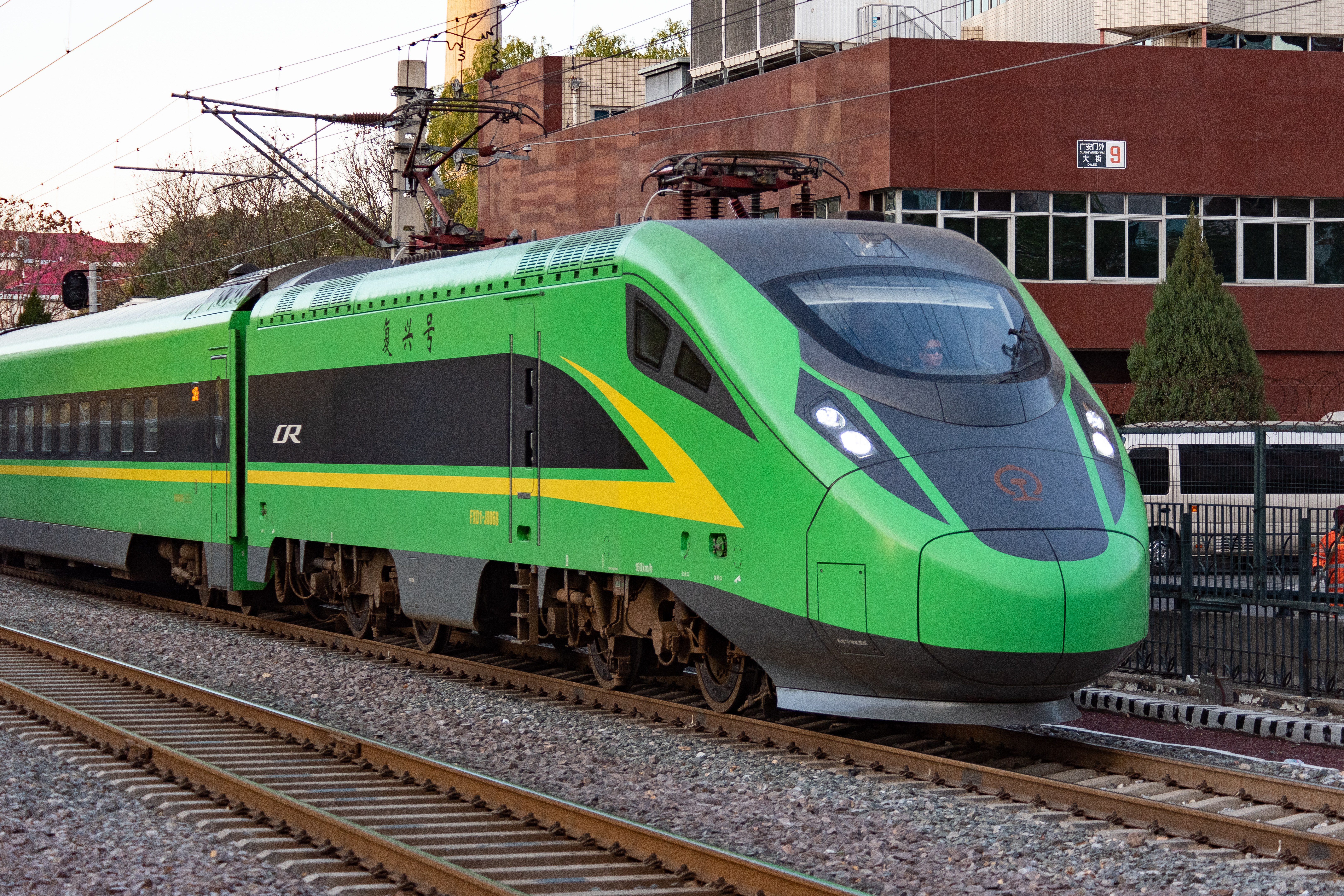
Головной вагон-электровоз в составе скоростного электропоезда CR200J (Китай)
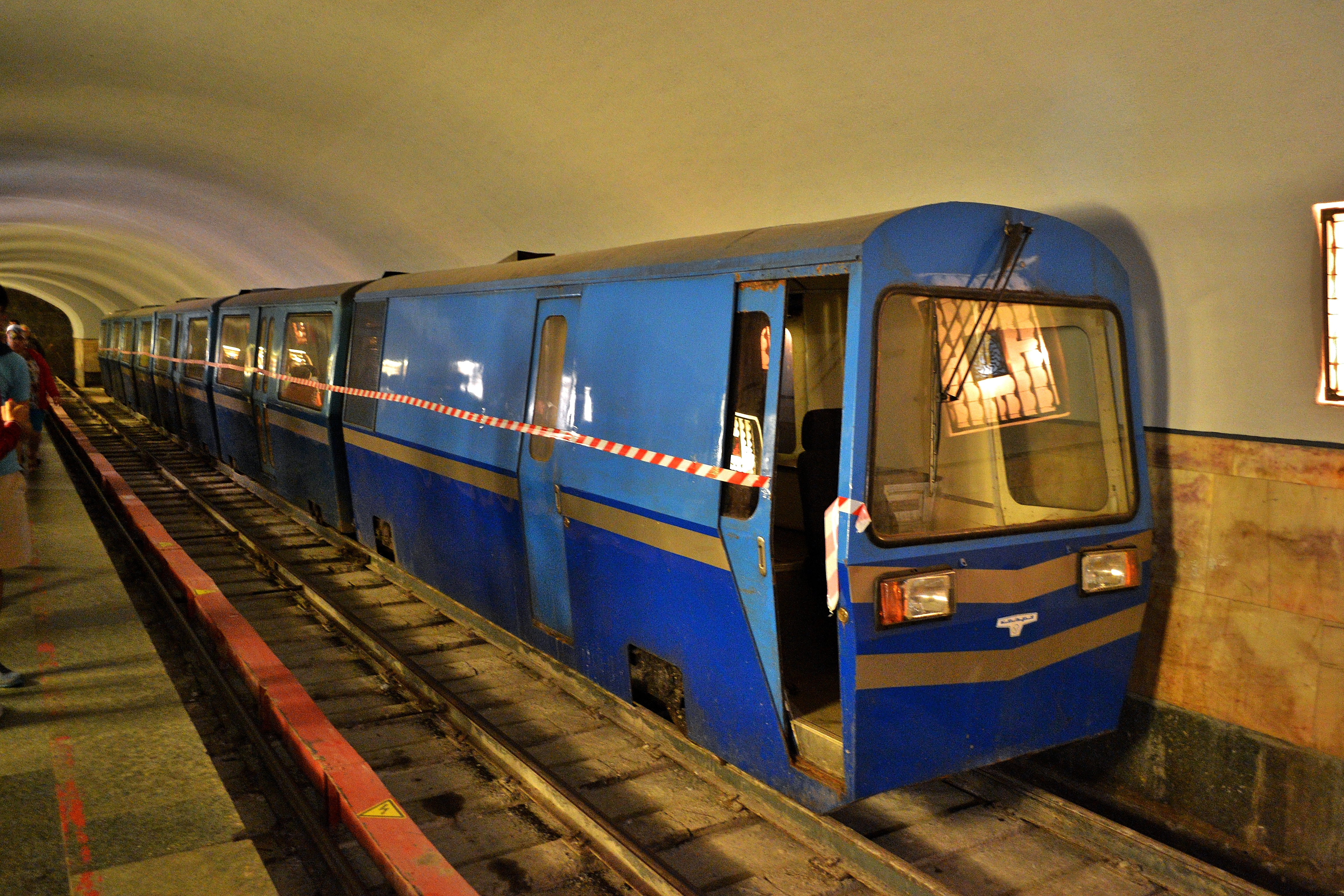
Головной вагон-электровоз в составе узкоколейного электропоезда ЭП «Турист» (Грузия/Абхазия)

- Электровозы для поездов типа «тяни-толкай». По концепции сходны с тяговыми головами для электропоездов, но при этом классифицируются как отдельные локомотивы и могут не иметь конструктивной унификации с вагонами. В целом в составе типа «тяни-толкай», который имеет кабины управления по обоим концам в виде локомотивов или головных вагонов, как правило эксплуатируются обычные серийные пассажирские электровозы, многие из которых снабжены системой дистанционного управления из головного вагона, но в некоторых случаях создаются специализированные ассиметричные локомотивы. В одних случаях такие электровозы выполняются односторонними и эксплуатируются с вагонами одного типа, имея с ними высокую степень унификации (например швейцарские Re 450), в то время как в других они могут эксплуатироваться с вагонами разных типов и иметь принципиально отличную от вагонов конструкцию кузова и габариты (например электровозы Класса 9, используемые для вождения автомобильных поездов-шаттлов в Евротоннеле, значительно уже и ниже вагонов и имеют иной дизайн). В некоторых случаях электровозы выполняются двухкабинными, что позволяет им эксплуатироваться как обычные локомотива, но при этом основная кабина имеет обтекаемую форму, а резервная — спрямлённую форму для улучшения аэродинамики, и на практике используется редко (такую конструкцию имеют британские электровозы Класс 91, используемые для вождения поездов InterCity 225).

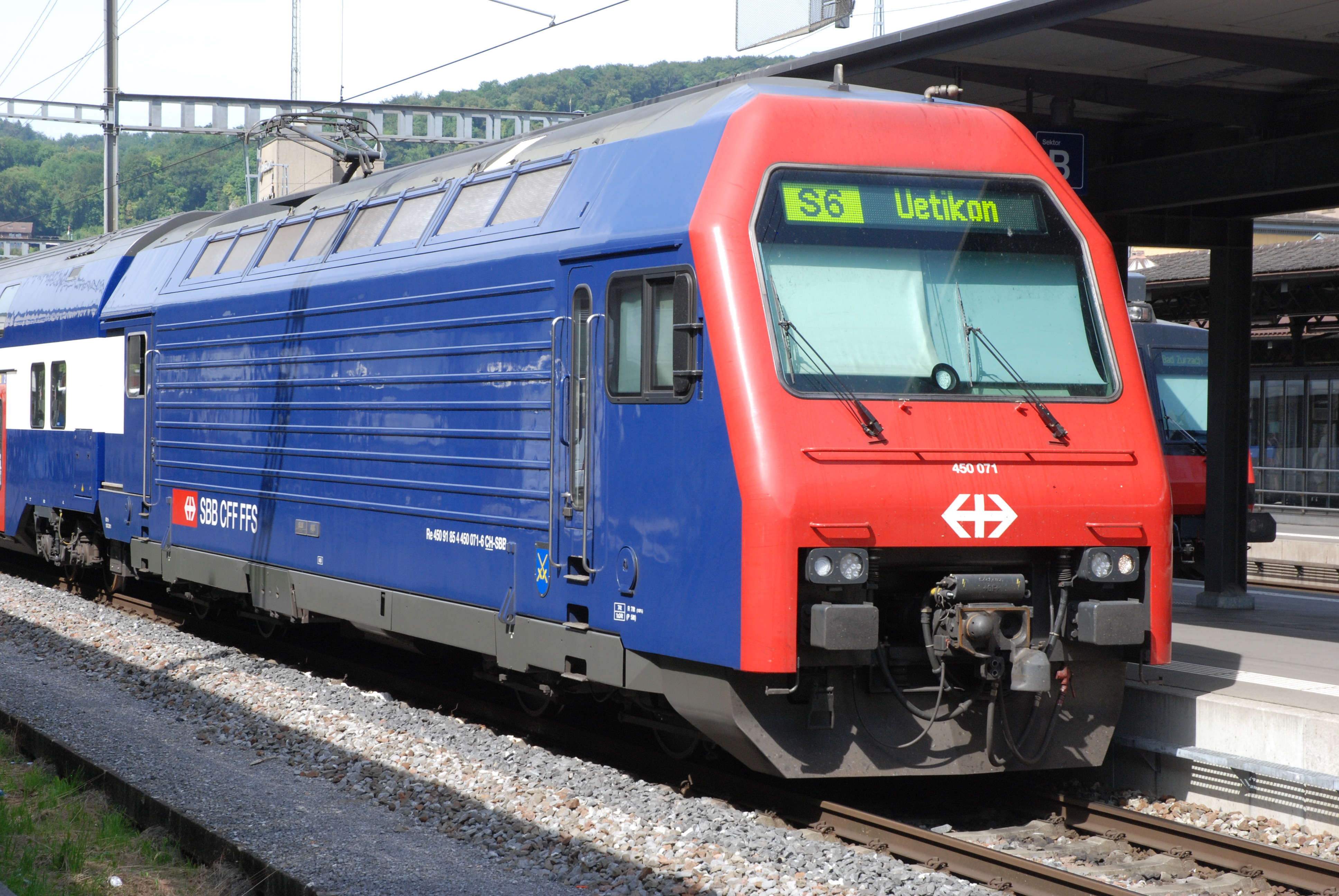
Однокабинный электровоз Re 450 железных дорог Швейцарии с багажным отделением и межвагонным переходом в конце, используемый только в составе поездов DPZ и во многом унифицированный с их вагонами
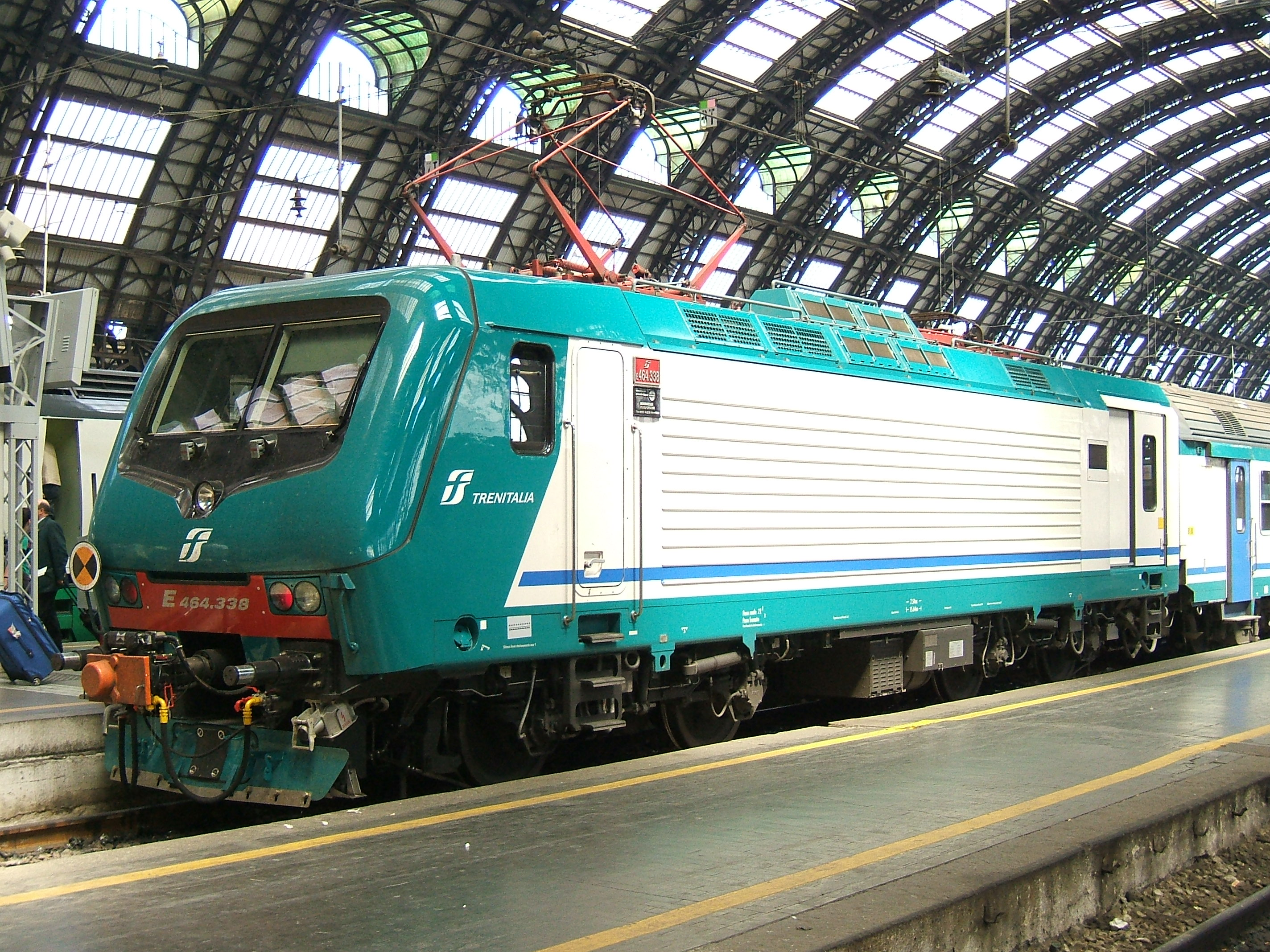
Однокабинный электровоз E.464 железных дорог Италии с багажным отделением и межвагонным переходом в конце, используемый с разными типами вагонов
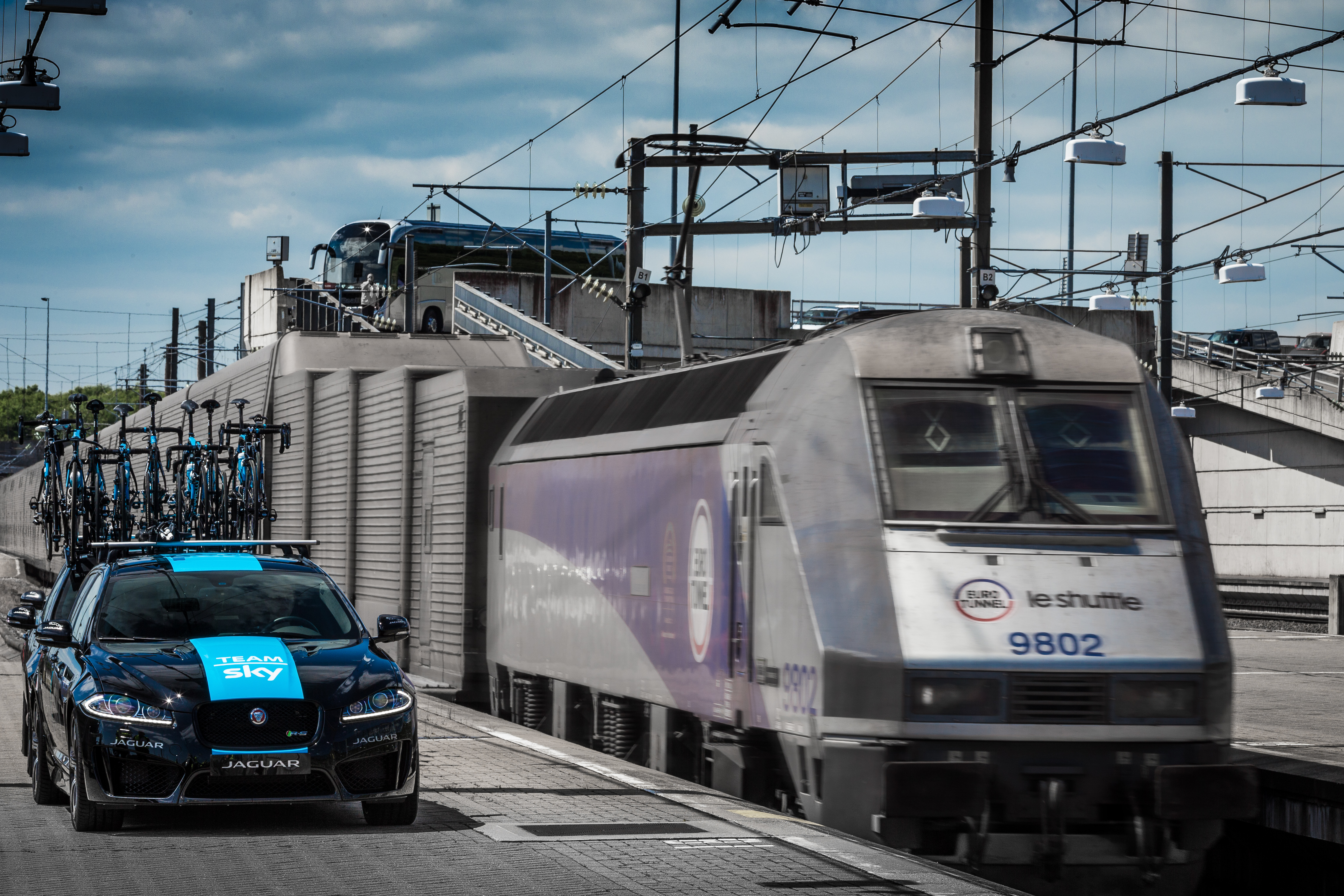
Однокабинный электровоз Класс 9, используемый для вождения поездов Eurotunnel Shuttle, не унифицированный по конструкции с вагонами и имеющий значительно меньшие габариты
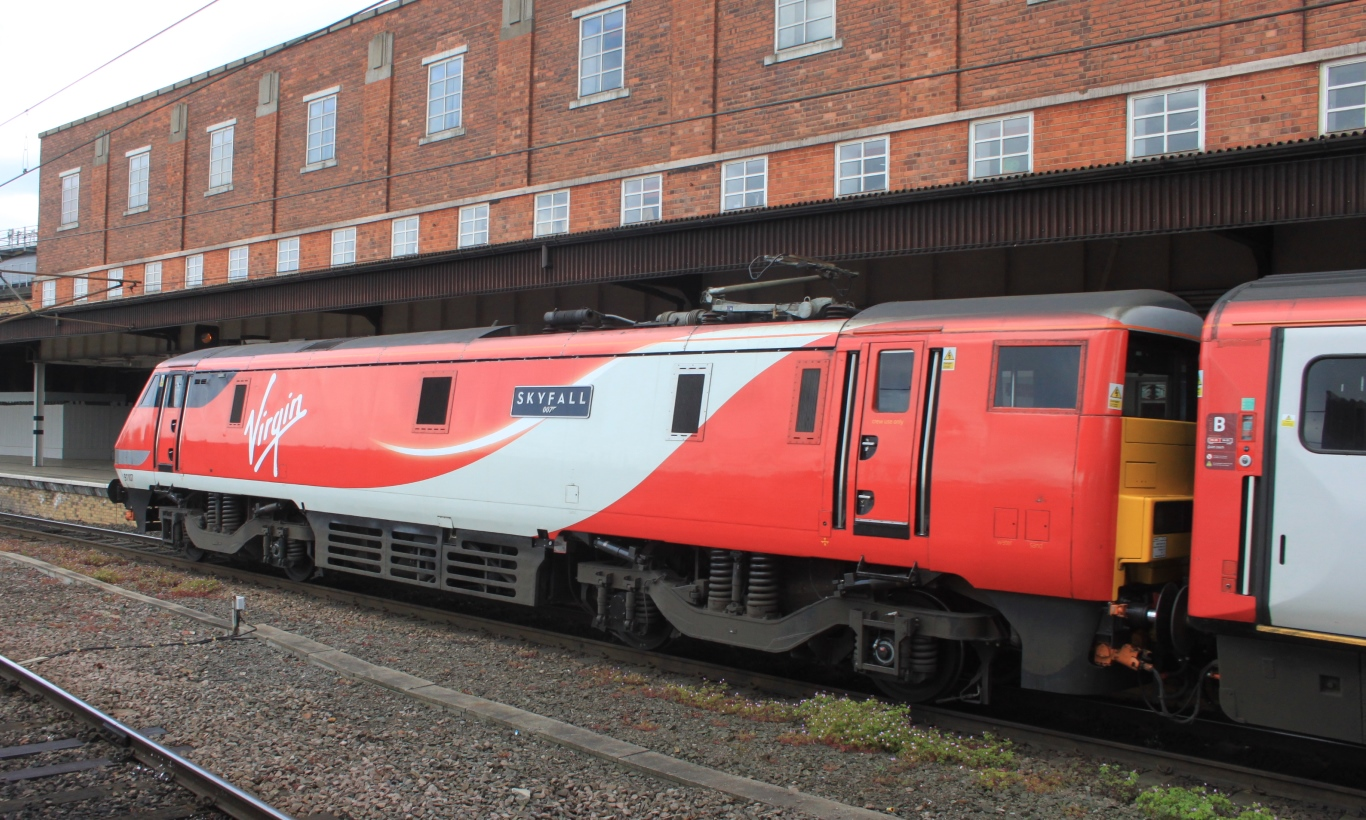
Двухкабинный электровоз Класс 91 железных дорог Великобритании с дополнительной плоской кабиной с задней стороны в составе поезда InterCity 225

- Маневровые и промышленные электровозы по сравнению с магистральными обычно имеют меньшую мощность и большинство из них снабжается дополнительным источником тока — аккумуляторной батареей или дизель-генератором — для движения по неэлектрифицированным путям[8]. В зависимости от назначения промышленные электровозы подразделяются на маневрово-промышленные, карьерные, специальные и рудничные:[9][10]
  - Маневрово-промышленные электровозы предназначены для выполнения маневровых, передаточных и других видов работ на металлургических заводах и промышленных предприятиях в крупных промышленных узлах, а также крупных сортировочных станциях с электрифицированными путями[9].
  - Карьерные промышленные электровозы предназначены для использования на горнодобывающих предприятиях средней и высокой мощности, таких как карьеры строительных материалов и рудные карьеры, угольные разрезы. Эти электровозы имеют повышенные осевые нагрузки (245—300 кН для путей стандартной ширины колеи) и осевые мощности (250—400 кВт), что обеспечивает им возможность двигаться на крутых (до 40%) подъёмах в выездных траншеях карьеров с гружёными составами. На наиболее крупных карьерах для работы с тяжёлыми составами карьерные электровозы часто дополняются одним или двумя моторными думпкарами, получающими питание от электровоза и позволяющими в несколько раз увеличить сцепной вес и мощность локомотива (такие сцепы электровозов и моторных вагонов называют тяговыми агрегатами)[9].
  - Специальные промышленные электровозы обслуживают вагоны промышленного транспорта и некоторые типы технологических установок. Подразделяются на множество подвидов, имеющих различное исполнение, такие как коксотушильные электровозы, электровозы для перевозки химических веществ и вывоза ракет на стартовые площадки космодромов, дистанционно управляемые электровозы-вагонотолкатели и другие. По сравнению с обычными маневрово-промышленными электровозами они эксплуатируются на ограниченном участке пути на территории предприятия и как правило рассчитаны на движение с очень низкой скоростью (вплоть до 0,1—0,5 км/ч) для обеспечения плавного перемещения составов, в том числе с опасными грузами, в то время как их максимальная скорость обычно не превышает 20-30 км/ч[11][12][13][9];
  - Шахтные (рудничные) промышленные электровозы предназначены для эксплуатации на подземных путях шахт и рудников и отличаются от других видов промышленных электровозов небольшими габаритами, обусловленными эксплуатацией в стеснённых тоннелях, и выпускаются только для железных дорог узкой колеи (от 450 до 1000 мм)[9].

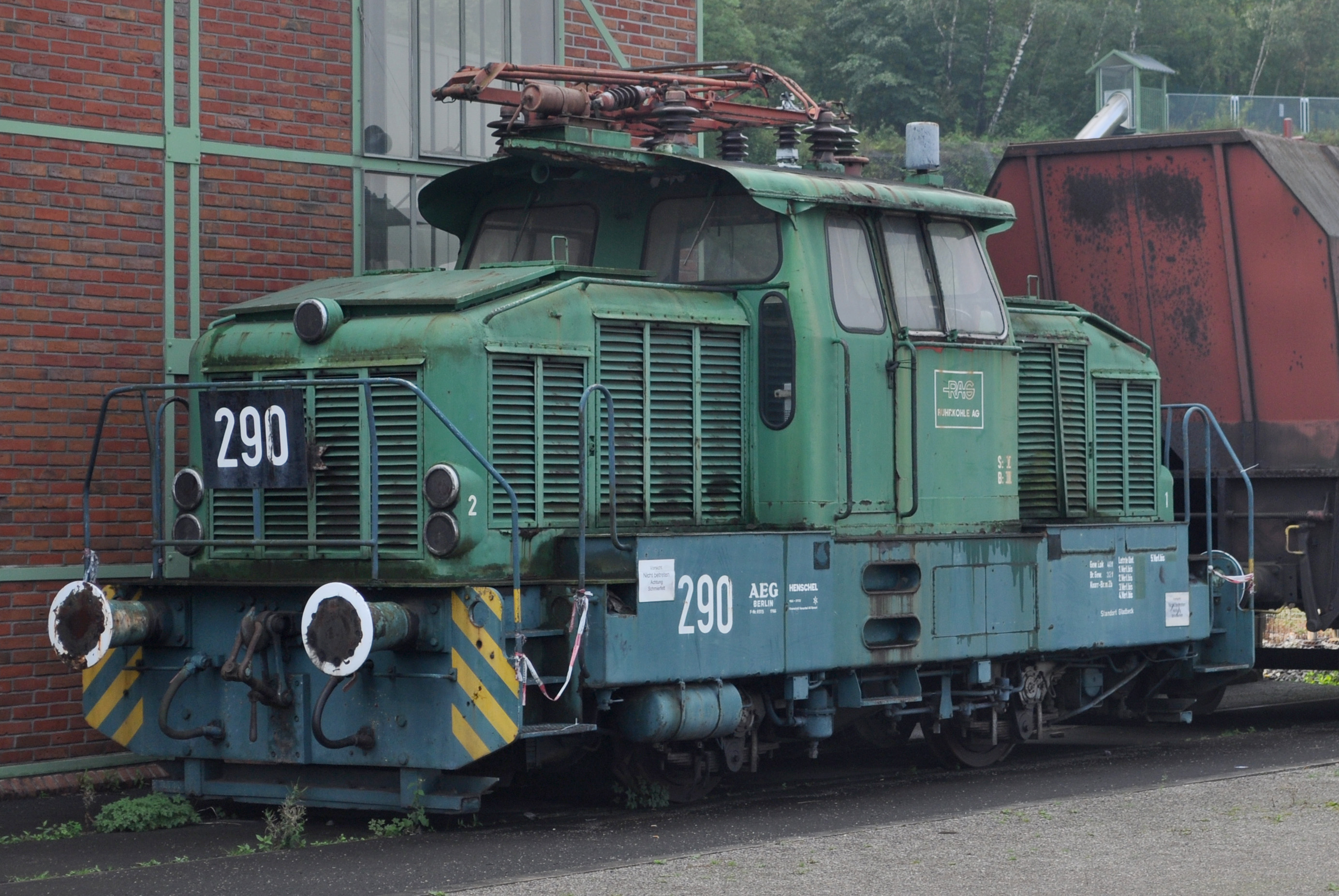
Двухосный маневрово-промышленный электровоз Henschel EA 500
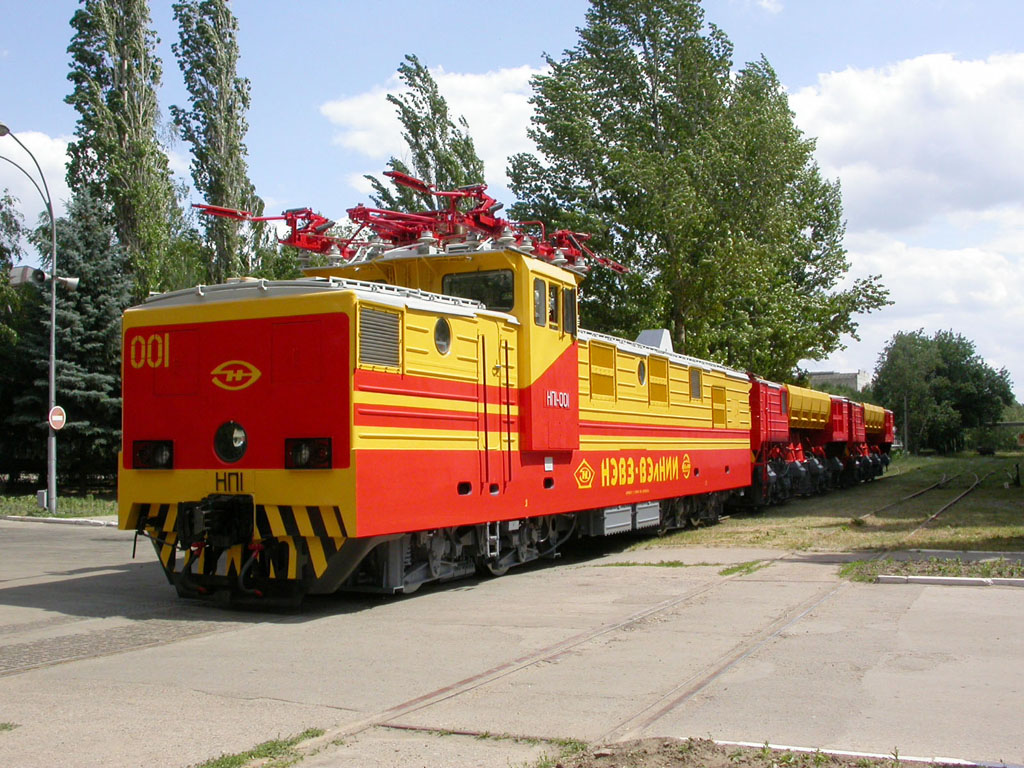
Четырёхосный карьерный промышленный электровоз НП1 с двумя моторными думпкарами
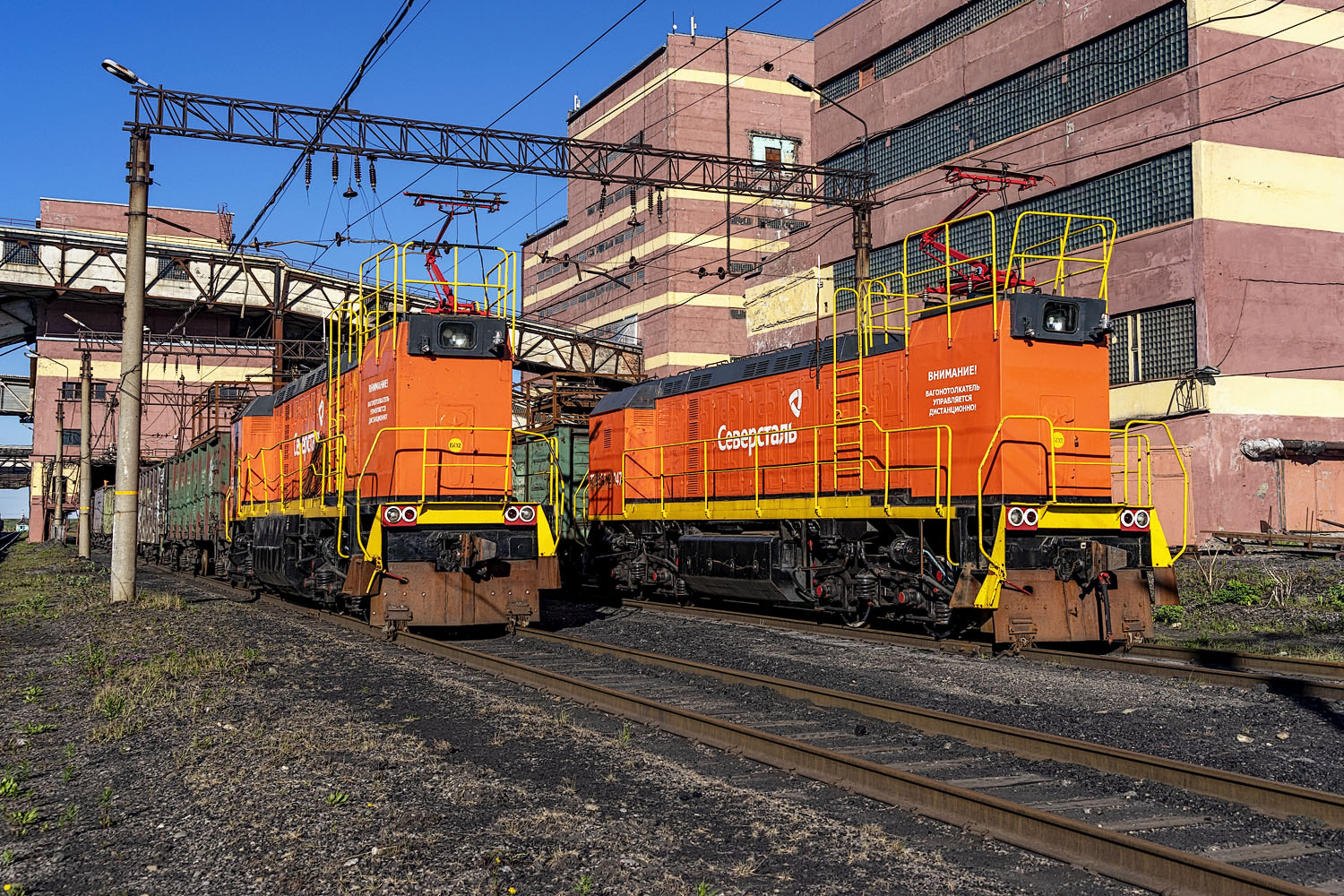
Промышленные электровозы-вагонотолкатели ТЭВ35
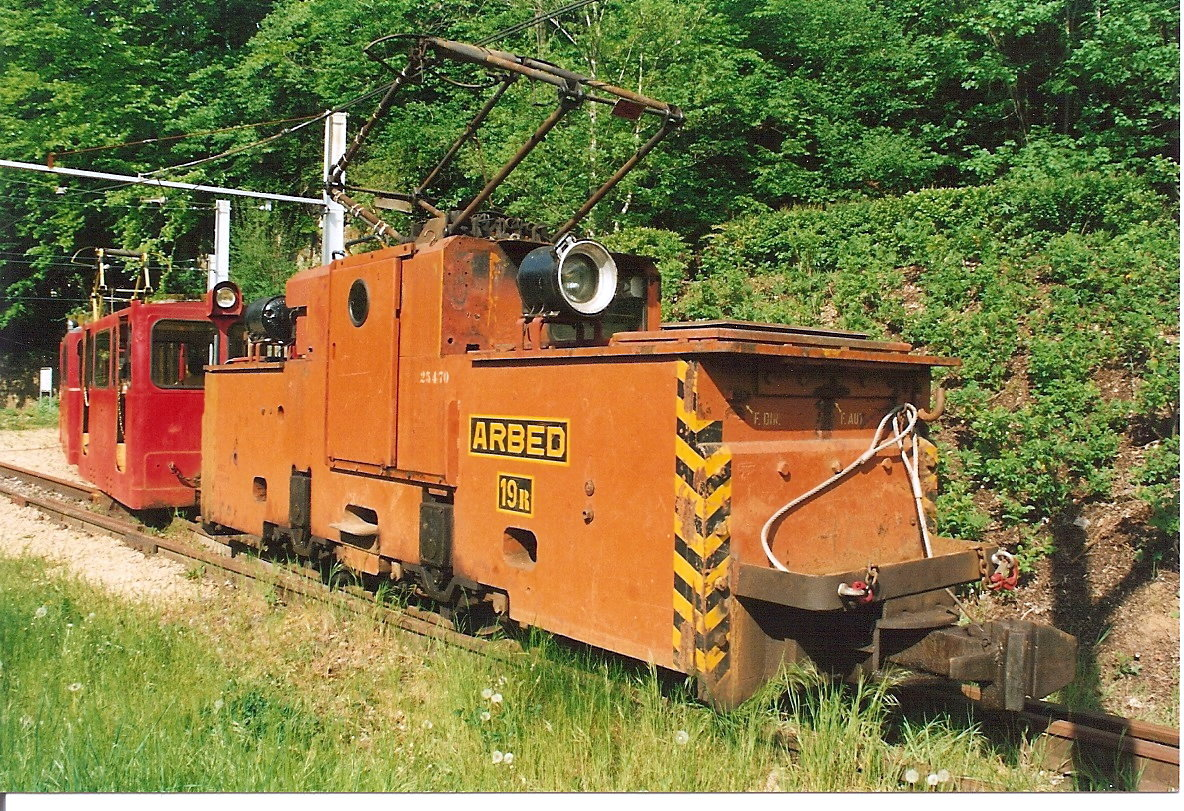
Рудничный промышленный электровоз HF7, выпускавшийся германской фирмой AEG

### По конструкции электрической части
- По типу питания:[10]
  - контактные — самый распространённый тип электровозов, получающих питание через токоприёмник от расположенной вдоль путей контактной сети (контактного провода или рельса). Эти электровозы, в свою очередь, различаются по виду токоприёмников и расположению контактной сети. Наиболее распространённым видом токосъёма на всех железных дорогах, кроме метрополитена, является верхний токосъём с токоприёмником пантографного типа. На ряде промышленных линий, где подвешивание контактного провода сверху невозможно (например, из-за необходимости насыпания грузов) применяется верхний боковой или боковой токосъём, в этом случае чаще всего токоприёмники имеют форму штанг или реек. В большинстве метрополитенов и на некоторых городских железных дорогах применяется нижний боковой или нижний межрельсовый токосъём, в этом случае в роли контактной сети используется контактный рельс, а на электровозе устанавливается рельсовый токоприёмник, как правило, имеющий форму полоза.
  - аккумуляторные — не имеют токосъёмных устройств и питаются только от собственной аккумуляторной батареи, подзаряжаемой на станциях или в депо. Такие электровозы применяются в основном на шахтах и промышленных железных дорогах, где токоведущие части не могут применяться или представляют опасность по условиям эксплуатации (например, на космодромах и предприятиях нефтяной и химической промышленности, где перевозятся горючие и взрывоопасные вещества), а также иногда в качестве маневровых локомотивов (например, электровозы ЛАМ).
  - контактно-аккумуляторные — оборудованы токоприёмниками и аккумуляторными батареями и могут работать как от контактной сети, одновременно подзаряжая аккумуляторные батареи, так и от своих аккумуляторов при следовании на неэлектрифицированном участке. Используются в основном в шахтах и в качестве маневровых локомотивов, а также для служебных целей в некоторых метрополитенах.
  - контактно-кабельные — оборудованы барабаном с намотанным на него кабелем, один конец которого подсоединён к электровозу (на барабане), а другой — к источнику питания в начале линии. При движении электровоза от источника питания кабель разматывается вдоль пути, а при движении в обратном направлении — наматываются на барабан. Используются только на промышленных предприятиях на ограниченном участке.
  - бесконтактные — наименее распространённый тип электровозов, применяемых в основном в шахтах. Вдоль путей прокладывается индукционная шина, в которую подаётся ток высокой частоты, и за счёт электромагнитной индукции вокруг неё создаётся переменное магнитное поле, а на электровозе устанавливается катушка, в которой этим полем индуцируется ток тяговых электродвигателей.

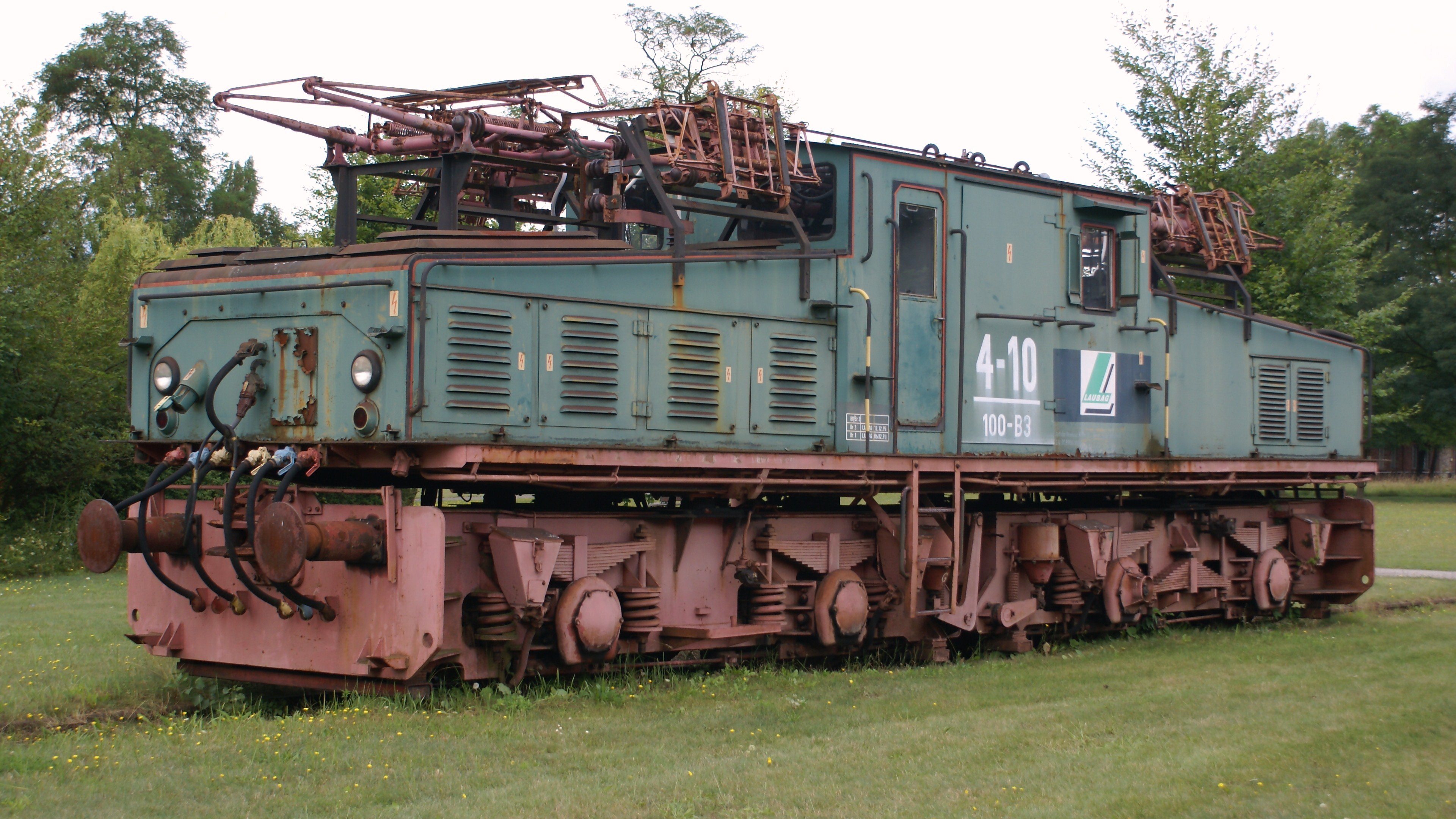
Контактный электровоз EL2 с двумя типами токоприёмников — верхними и боковыми
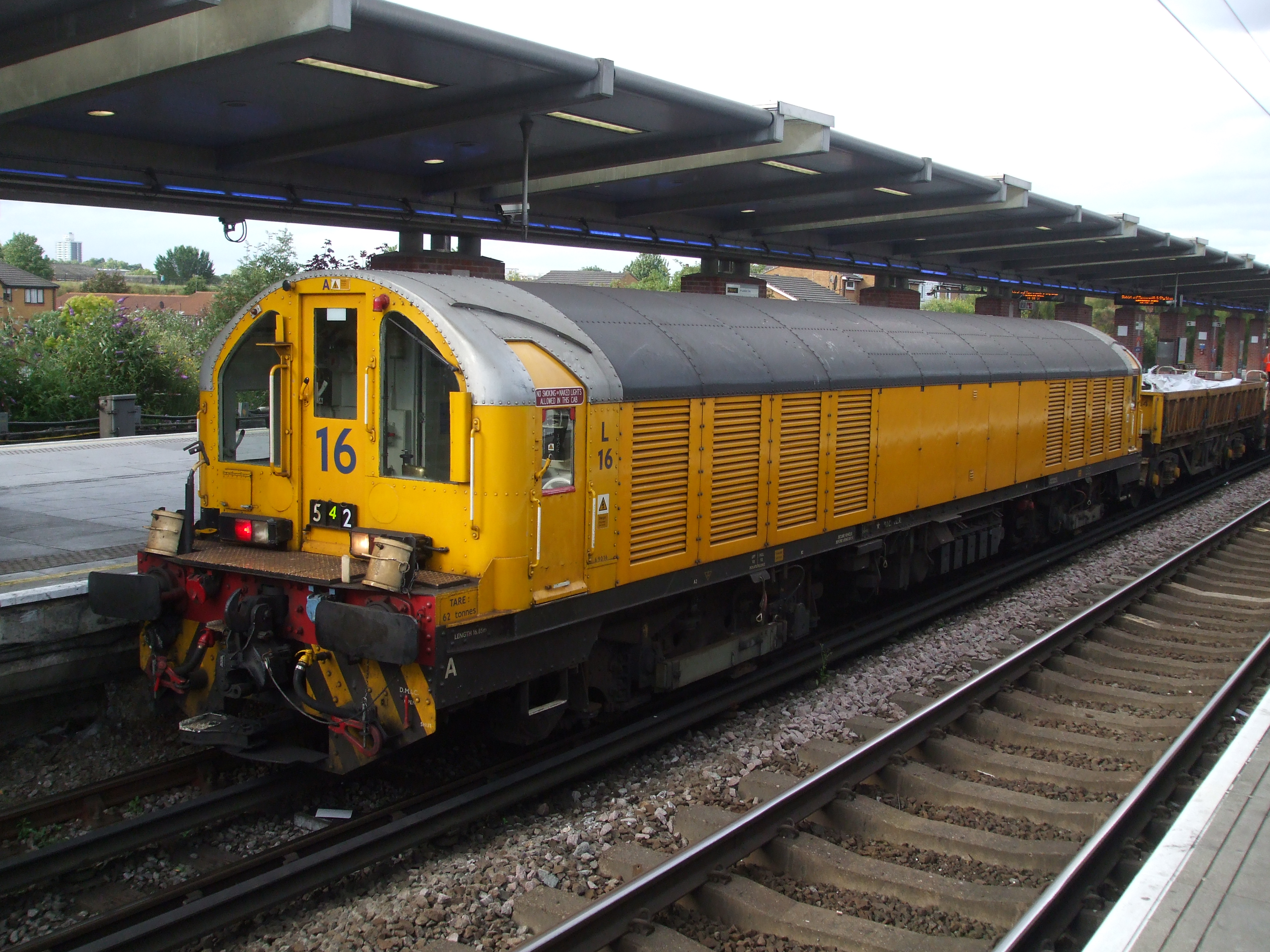
Контактно-аккумуляторный электровоз Лондонского метрополитена
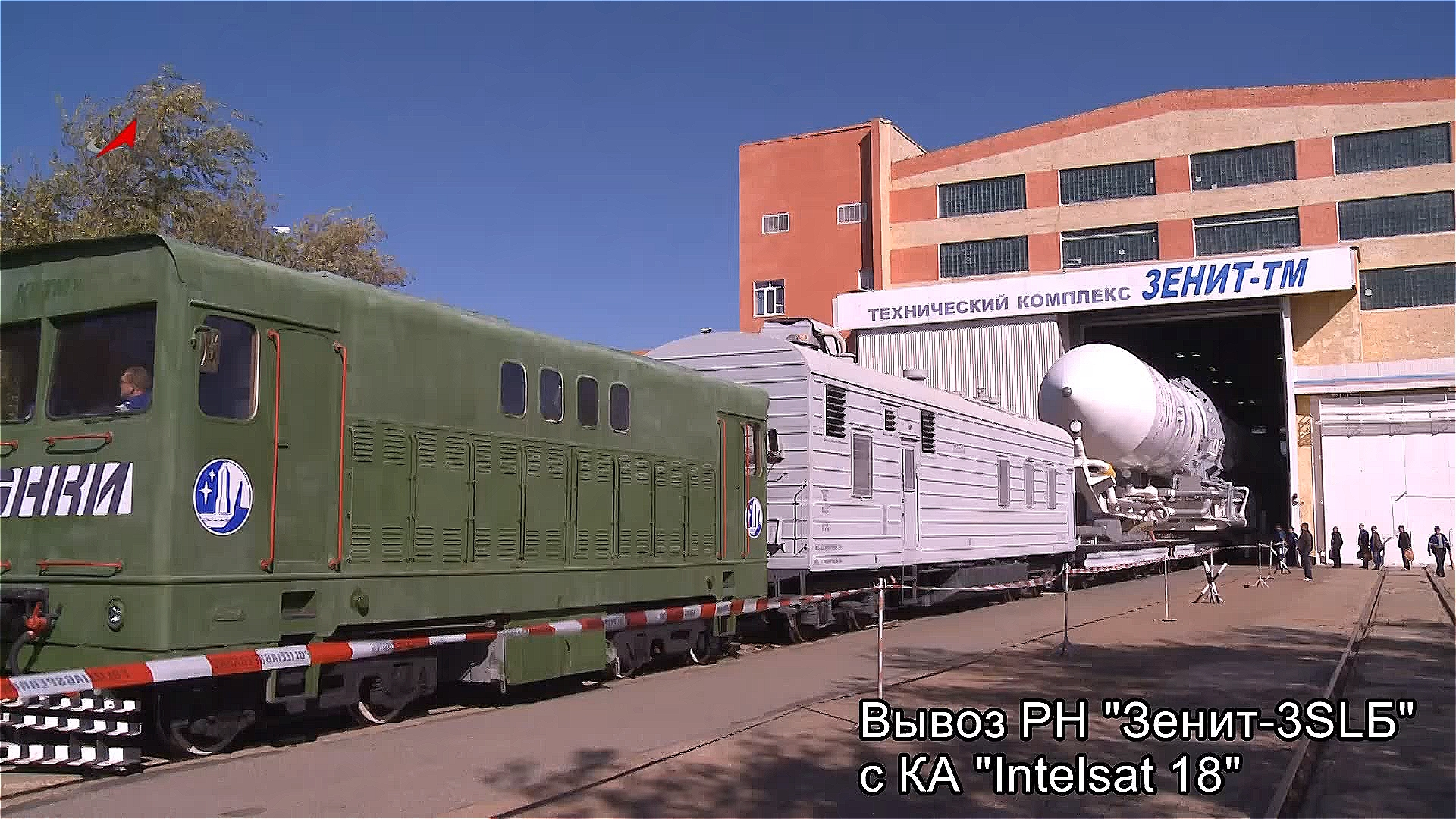
Аккумуляторный электровоз 11Т186, используемый для вывоза ракет на стартовую площадку
- Электровоз-вагонотолкатель ТЭВ5 с контактным барабаном

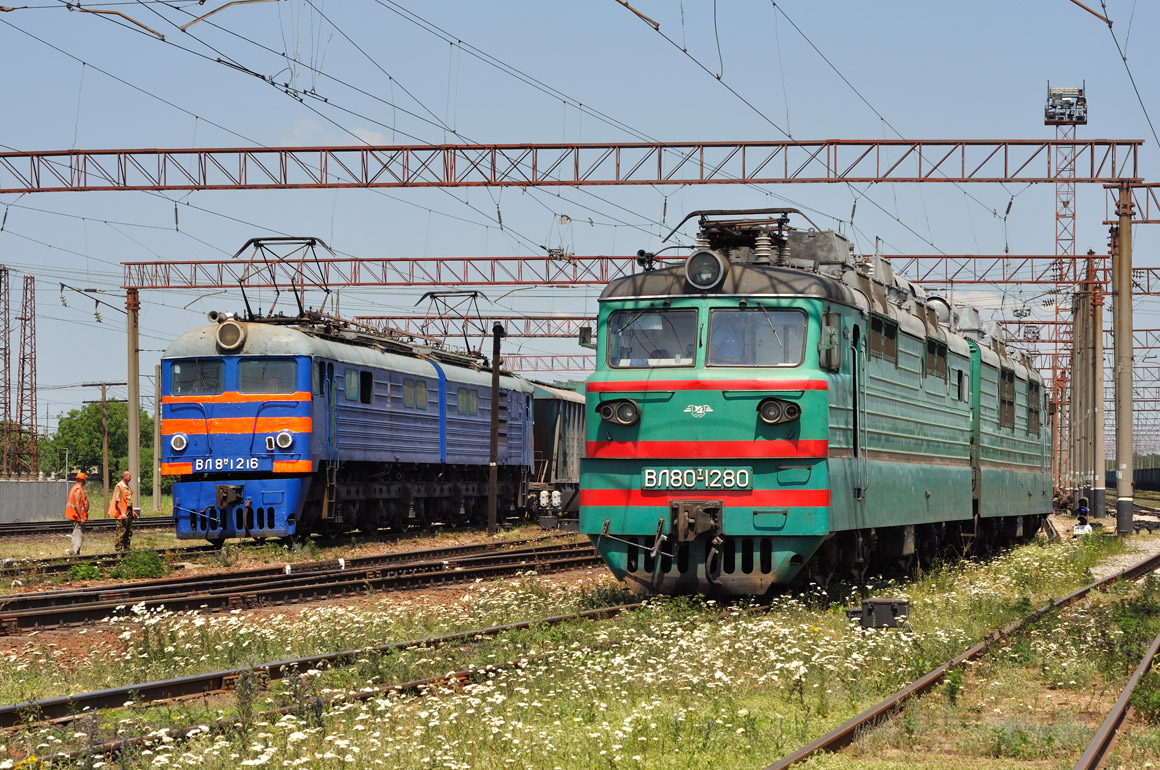
Грузовые двухсекционные электровозы разных систем тока на станции стыкования:
слева электровоз постоянного тока ВЛ8^{М},
справа электровоз переменного тока ВЛ80^{Т}

- По роду тока питания — электровозы постоянного тока, в которых питающее напряжение подаётся на тяговое оборудование, и переменного тока, в которых оно понижается и выпрямляется перед подачей на тяговое оборудование. Электровозы каждого из родов тока делятся на множество классов в зависимости от величины напряжения, а в случае переменного тока — частоты. Например, в России на магистральных железных дорогах используются два типа: переменного тока — 25 кВ, 50 Гц (например, ВЛ80, ЧС4, ВЛ85, ЧС8, ВЛ41, Э5К, ЭП1, 2ЭС5) и постоянного тока — 3 кВ (например, ВЛ10, ЧС2, ЧС7, ВЛ15, ВЛ26, 2ЭС6, ЭП2К, 2ЭС4К)[1]. В других странах мира, в зависимости от принятых стандартов в системе питания электрифицированных железных дорог, применяются электровозы с другими системами питания, например, переменного тока напряжением 15 кВ, 16 2/3 Гц. Для эксплуатации на участках с разным типом электрификации существуют многосистемные (двух-, трёх- и четырёхсистемные) электровозы (например, в России используются двухсистемные электровозы ВЛ82, ЭП10, ЭП20). Для эксплуатации на промышленных предприятиях, в карьерах и рудниках выпускаются электровозы с другими типами электрификации, например в России используются электровозы постоянного тока с напряжением питания 1500 В, 550 В, 250 В, переменного тока 10 кВ. Существуют также электровозы трёхфазного переменного тока, получающие питание от трёхфазной контактной сети и применяемые в основном на промышленных предприятиях (на железных дорогах общего пользования такие электровозы не нашли широкого применения ввиду сложности контактной сети). Различие в применяемом токе и напряжении в первую очередь определяет различие в конструкции тяговых преобразователей и схеме электрической цепи, а также влияет на тип применяемых тяговых двигателей, вспомогательных машин и аппаратов[14]. Электровоз Е 630 на Ferrovie Nord Milano

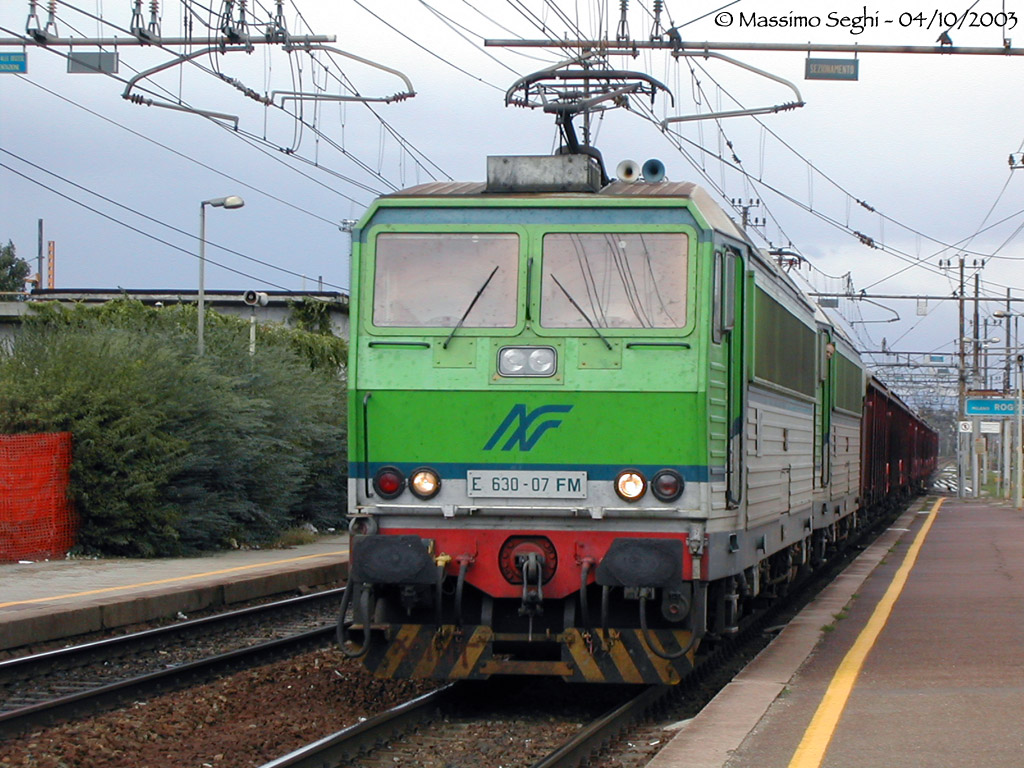
Электровоз Е 630 на Ferrovie Nord Milano

- По системе управления тяговыми электродвигателями:
  - Реостатно-контакторная система управления. Ток двигателей изменяется механическими переключениями в силовой цепи. На электровозах советского производства с такой системой переключения осуществляются групповым переключателем с пневматическим или электрическим приводом. На электровозах российского производства начала применяться усовершенствованная версия РКСУ, где переключения осуществляются независимыми контакторами с электронным управлением, также иногда выделяемая в отдельную, контакторно-транзисторную систему управления. Наиболее простая и дешёвая система регулирования, имеющая, однако, ряд серьёзных недостатков, такие как возможность питать только коллекторные тяговые электродвигатели, невозможность плавного изменения мощности двигателей (существенность этого недостатка может быть значительно уменьшена при использовании независимого возбуждения ТЭД от электронного преобразователя), высокие энергопотери в реостатах (уменьшены в современных электровозах с независимым возбуждением ТЭД, см. 2ЭС6).
  - Тиристорно-импульсная система управления. Ток двигателей регулируется импульсно при помощи тиристоров, что исключает пускотормозные реостаты и обеспечивает плавное регулирование мощности. На всех серийных советских и российских электровозах с ТИСУ (ВЛ80Р, ВЛ85, ВЛ65, ЭП1, Э5К) эта система выполнена в виде выпрямительно-инверторных преобразователей (ВИП), регулирующих напряжение по зонно-фазовой схеме, путём подачи питания с различных отводов тягового трансформатора (зоны) и открытия тиристоров на определённый угол синусоиды входного напряжения (фазовое регулирование). Двухсистемный пассажирский электровоз переменного тока Siemens ES64U2 (Класс 182) с частотными регулированием отправляется в хвосте поезда типа «тяни-толкай». При отправлении электровоз издаёт один из наиболее мелодичных звуков работы инвертора
  - Частотно-регулируемый привод. Принцип работы во многом схож с ТИСУ, используется для питания электродвигателей переменного тока (чаще всего трёхфазных асинхронных). Использует в своём составе инверторы, модулирующие для ТЭД переменный ток и регулирующие мощность за счёт изменения частоты и длительности импульсов при формировании аппроксимации синусоиды. При работе электровоза на переменном токе инверторы получают питание от выпрямителя или ВИП, при работе на постоянном — от входного фильтра. При движении со включёнными электродвигателями, особенно при разгоне и торможении, электровозы издают характерный свист изменяющейся частоты. Все российские серийные электровозы такого типа (ЭП10, ЭП20, 2ЭС10, 2ЭС5) используют в составе привода тяговые преобразователи иностранного производства, исключение — промышленный электровоз НПМ2, однако существуют перспективы применения на магистральных электровозах полностью отечественного асинхронного привода.
- По типу тяговых электродвигателей. Электровоз постоянного тока с асинхронными двигателями 3ЭС10 (слева) и переменного тока с коллекторными двигателями 4ЭС5К (справа). За счёт применения более мощных асинхронных двигателей трёхсекционный 3ЭС10 немного мощнее четырёхсекционного 4ЭС5К

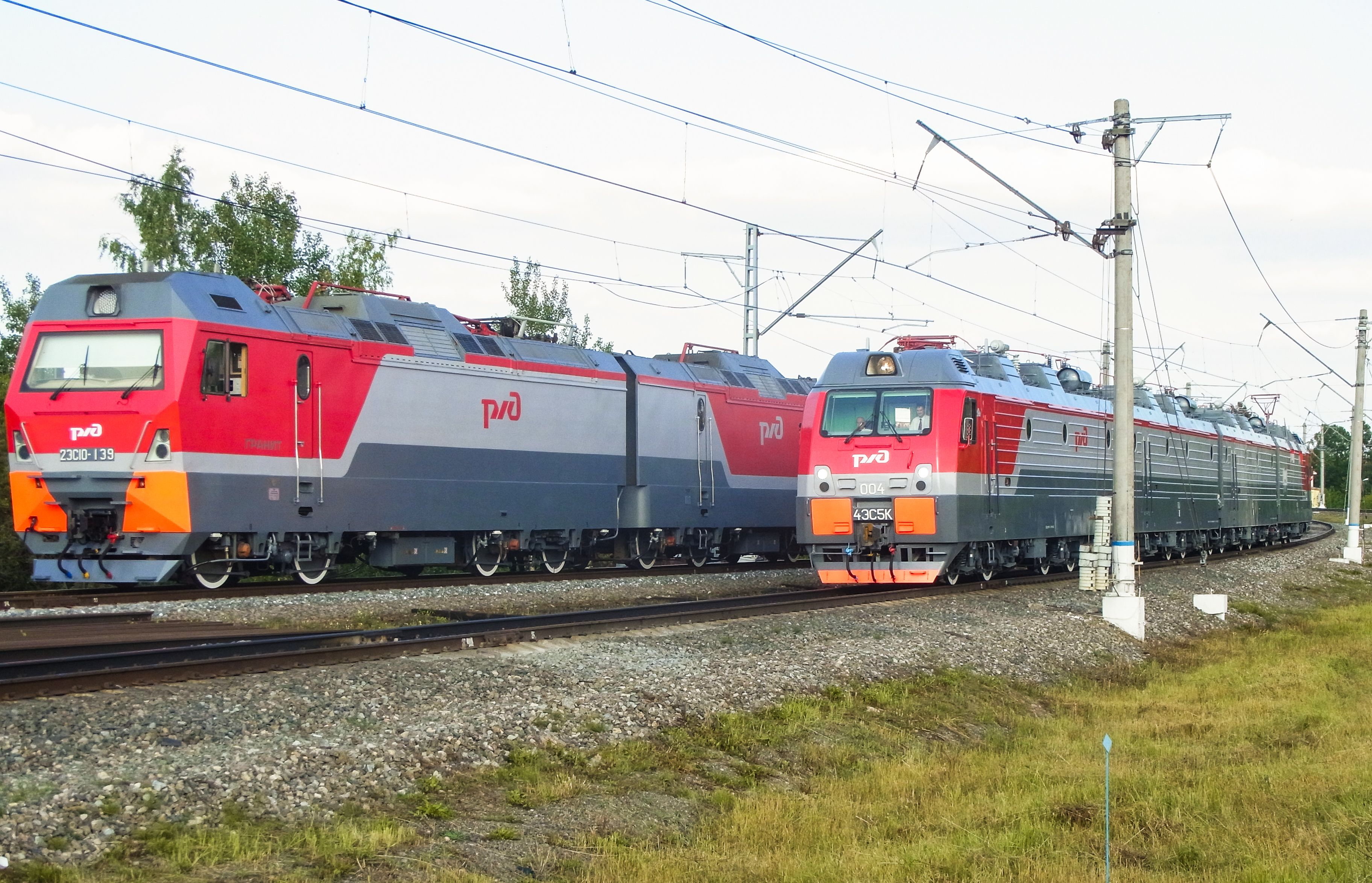
Электровоз постоянного тока с асинхронными двигателями 3ЭС10 (слева) и переменного тока с коллекторными двигателями 4ЭС5К (справа). За счёт применения более мощных асинхронных двигателей трёхсекционный 3ЭС10 немного мощнее четырёхсекционного 4ЭС5К

  - С коллекторными двигателями. Сложны в обслуживании и в эксплуатации, так как имеют коллектор (фактически коллектор — постоянно работающий тяжелонагруженный механический переключатель со скользящими контактами), а при питании электровоза постоянным током требуют громоздких балластных реостатов, снижающих КПД. На электровозах переменного тока управление существенно проще и экономичнее за счёт коммутации секций главного трансформатора. Такой тип привода с освоением мощной силовой электроники стал постепенно выходить из эксплуатации, однако в России до сих пор массово выпускаются некоторые серии электровозов с коллекторным приводом, в основном, за счёт дешевизны и хорошей освоенности такого типа привода.
  - С асинхронными двигателями. Двигатель конструктивно очень прост, легко переносит механические перегрузки, но требует для питания трёхфазный переменный ток. Это, в свою очередь, требует либо подвода к электровозу трёхфазного питания непосредственно, как сделано на некоторых железных дорогах Италии, либо выработки его на локомотиве с помощью статических (на современных и перспективных машинах) или машинных преобразователей (устаревшее и нетехнологичное решение, практически нивелирующее преимущества асинхронных двигателей перед коллекторными).
  - С вентильными двигателями. Сочетают некоторые преимущества обоих предыдущих типов. Например, отсутствие коллектора положительно сказывается на долговечности и простоте в обслуживании, и, в то же время, в тяговом приводе могут быть использованы более дешёвые незапираемые тиристоры. Однако синхронные двигатели уступают асинхронным в простоте и стоимости производства, так как либо на них должны применяться мощные постоянные магниты, либо они всё же имеют скользящий контакт подвода постоянного тока к ротору, снижающий надёжность электромашины. Такой тип привода имел, в частности, российский электровоз ЭП200, не пошедший в серию.
- По наличию и типу электрического торможения — с рекуперативным, реостатным торможением, их сочетанием или вовсе отсутствием электрического торможения.

### По конструкции механической части
- По типу тягового привода (тяговой передачи). В России применяется следующая классификация электровозов[15][16]:
  - Тяговый привод 1-го класса: опорно-осевое («трамвайное», хотя именно на трамваях широко применялось до начала 30х годов XX века, а ныне используется исключительно редко) подвешивание тягового электродвигателя. Двигатель через моторно-осевые подшипники опирается на ось колёсной пары, за счёт жёсткой связи очень прост редуктор. На оси двигателя и колёсной пары насажены зубчатые колёса, централь между которыми поддерживается моторно-осевыми подшипниками.
Для данной конструктивной схемы характерны большие разрушающие нагрузки на двигатель, однако для грузовых электровозов она до сих пор считается допустимой, в особенности для электровозов с более устойчивыми к динамическим нагрузкам асинхронными двигателями. Ныне в России такая конструктивная схема применяется на всех грузовых и некоторых грузопассажирских электровозах. Современные колёсно-моторные блоки с тяговым приводом первого класса обычно имеют моторно-осевой подшипник качения.
  - Тяговый привод 2-го класса: опорно-рамный двигатель и опорно-осевой редуктор. Типичен для пассажирских электровозов. Двигатель в данной конструктивной схеме обрессорен и соединён с редуктором посредством муфты. Это обеспечивает снижение воздействия на путь и на двигатель.
  - Тяговый привод 3-го класса: опорно-рамные двигатель и редуктор. Редуктор связан с колёсной парой посредством полого карданного вала и муфт(ы). Это полностью исключает из необрессоренной массы не только двигатель, но и редуктор. Из серийных электровозов, построенных в СССР и России, такое подвешивание имеют только пассажирские электровозы ЭП2К и ЭП20, выпускающиеся, соответственно, на Коломенском и Новочеркасском заводах.

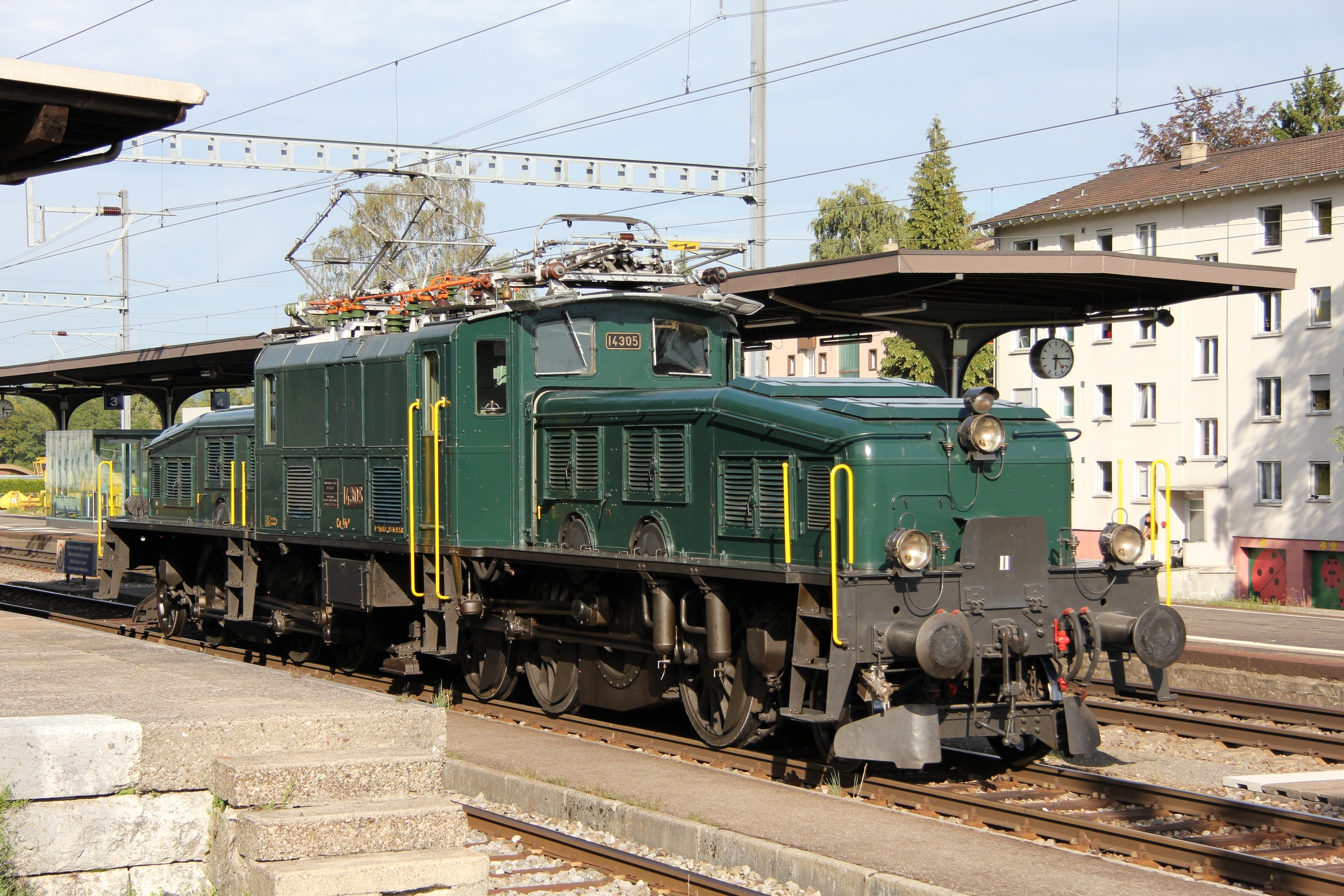
Электровоз Ce 6/8 III 14305 типа «крокодил» с двумя ведущими тележками с групповым приводом и бегунковыми колёсными парами с осевой формулой (1’C)(C1’)

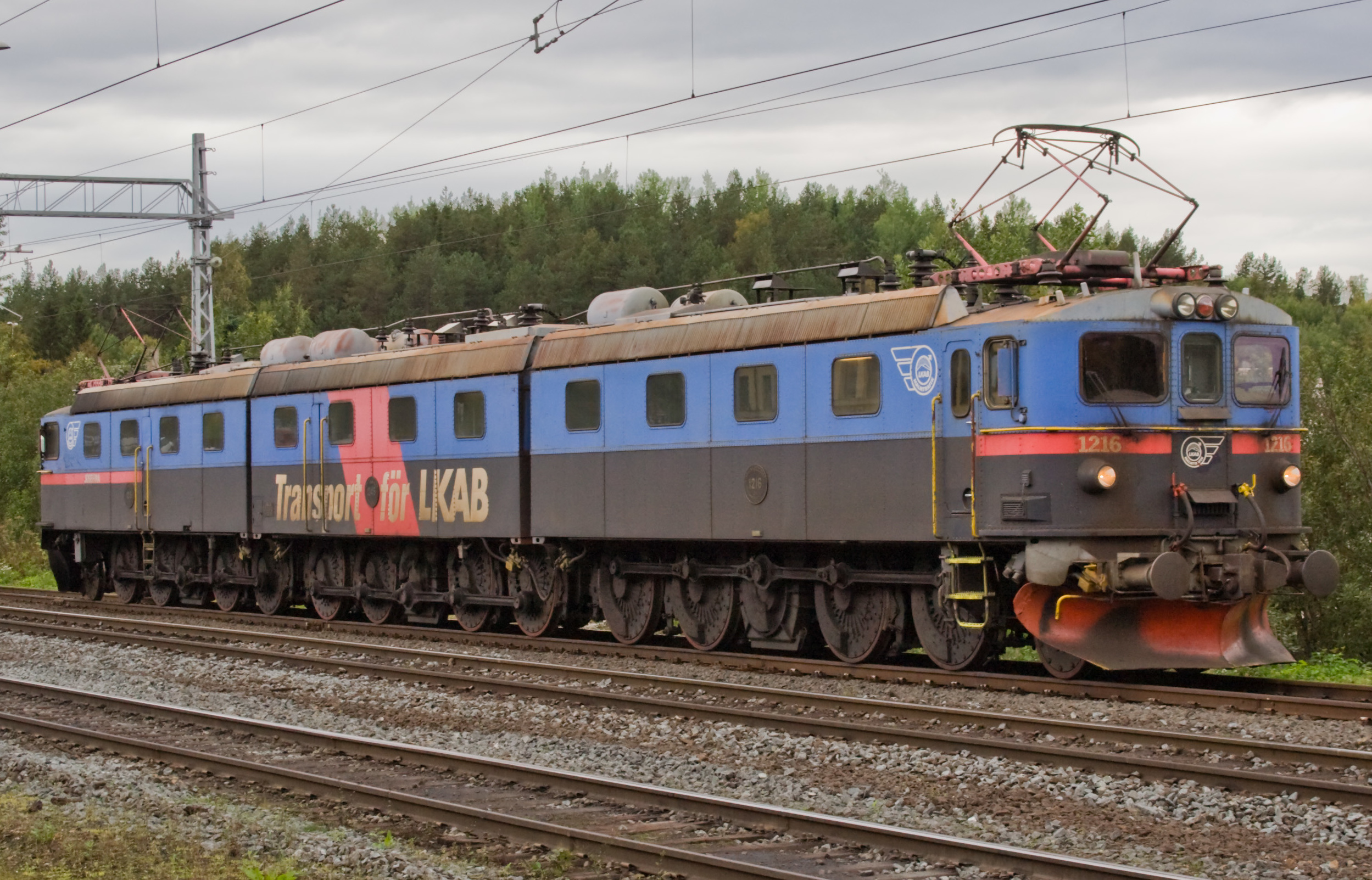
Трёхсекционный электровоз Dm3 железных дорог Швеции с групповым приводом и осевой формулой 1'D+D+D1'

- По конструкции ходовой части электровозы делятся тележечные и бестележечные. У тележечных электровозов колёсные пары размещены в специальных тележках, которые могут поворачиваться относительно кузова, в то время как у бестележечных колёсные пары жёстко соединены с рамой кузова. Практически все современные магистральные и большая часть маневровых электровозов являются тележечными, в то время как ряд исторических электровозов, выпускавшихся XIX и начале XX века и некоторые маломощные двухосные промышленные и шахтные электровозы — бестележечными. У тележечных электровозов каждая секция как правило опирается на две или реже три тележки, которые могут быть двух, трёх и четырёхосными. В современных электровозах как правило все оси являются ведущими, однако встречаются также электровозы, у которых часть осей не имеет двигателей и являются бегунковыми или поддерживающими.
- По типу передачи вращающего момента с тяговых двигателей на колёсные пары различают электровозы с групповым и индивидуальным приводом. Под индивидуальным приводом понимается такая передача, при которой вращающий момент передаётся на каждую движущую колёсную пару от одиночного или сдвоенного тягового двигателя. Под групповым приводом понимается такая передача, при которой вращающий момент одного или двух тяговых двигателей передаётся группе движущих колёсных пар, соединённых между собой спарниками или зубчатой передачей. Многие бестележечные и некоторые тележечные электровозы (например, ВЛ40, ВЛ83) имели групповой привод. Современные электровозы, как правило, имеют индивидуальный привод, который удобнее как в эксплуатации, так и в ремонте[17].
- По осевой формуле — электровозы разделяются в соответствии с числом и размещением движущих и поддерживающих (бегунковых) колёсных пар. В большинстве стран мипа число и размещение колёсных пар каждого вида обычно обозначается буквенного-цифровыми формулами по европейской системе UIC или американской AAR, а В России и СНГ— цифровыми формулами. 
  - в советско-российских формулах одноосная бегунковая тележка обозначается цифрой 1, двухосная — цифрой 2, затем следует знак «тире» (—) и цифровое обозначение числа движущих колёсных пар, расположенных в каждой движущей тележке либо бестележечной рамной группе. Если тележки имеют сочленение, то между цифрами, обозначающими число колёсных пар, в них ставится знак «плюс» (+). В конце формулы указывается число колёсных пар в задней бегунковой тележке. Если поддерживающих осей электровоз не имеет, то в начале и в конце формулы ставится цифра 0. В случае применения на электровозе индивидуального привода очень часто цифровое обозначение числа движущих колёсных пар дополняется индексом 0. Размещение группы колёсных пар в тележке специфического обозначения не имеет. Для обозначения разделения секций используются скобки и знак тире (например (20–20)—(20—20) для двухсекционного электровоза с четырёхосными двухтележечными секциями).
  - в системах UIC и AAR количество ведущих осей обозначается заглавной буквой латинского алфавита (для тепловозов и электровозов A=1, B=2, C=3, D=4), ведомые оси обозначаются цифрами. В системе AAR знаки «дефис» (—) для несвязанных и «плюс» (+) для сочленённых групп колёсных пар ставятся аналогично советской системе, в то время как в системе UIC знаки между группами колёсных пар одной секции не ставятся, а «плюс» ставится только для многосекционных локомотивов для обозначения раздела между секциями. Латинская строчная буква «o» после заглавной буквы в обеих системах играет аналогичную роль цифры «ноль» в нижнем индексе советской формулы, но обозначает именно индивидуальный привод каждой оси (не ставится, если привод не индивидуальный). Тележечные группы колёсных пар в системе UIC заканчиваются символом ' после буквы или цифры, а бестележечные — нет; в системе AAR обозначение размещения в тележке группы колёсных пар электровоза как и в советской системе не указывается. На железных дорогах России нормальной колеи эксплуатировались электровозы с четырёхосными (две двухосные тележки с осевой формулой 0—20—20—0 / Bo'Bo' / B—B), шестиосными (две трёхосные тележки с осевой формулой 0—30+30—0 или 0—30−30—0 /  Co'Co' / Co'Co либо три двухосные тележки с осевой формулой  0—20—0—20—20−0 / Bo'Bo'Bo' / Bo—Bo—Bo') и восьмиосными секциями (две сочленённые четырёхосные тележки с осевой формулой 0—20+20—20+20—0 / Bo'Bo'Bo'Bo' / B+B-B+B). У многосекционных электровозов тележки между различными секциями, как правило, не имеют сочленения и чаще всего применяются независимые тележки, однако встречаются и двухсекционные электровозы с тележками, сочленёнными между секциями (осевая формула — 0—20+20+20+20—0), например ВЛ8[18]. На узкоколейных железных дорогах встречаются электровозы с одноосными тележками (осевая формула — 0—10−10—0) или жёсткой базой (осевая формула — 0—20—0).
- По конструкции кузова электровозы делятся на локомотивы с кузовом вагонного типа и кузовом капотного типа, а также на кузов несущего и рамного типа. Также кузова секций различаются по количеству и типу кабин управления: с двумя односторонними кабинами по концам, с одной односторонней кабиной на одном конце, с одной двухсторонней кабиной на одном из концов либо в середине или без кабин управления;
- По количеству секций электровозы делятся на одно-, двух- и многосекционные (как правило трёх-, реже четырёх-, пяти- и шестисекционные), при этом многосекционные электровозы делятся на сочленённые и несочленённые. Большинство пассажирских и маневрово-промышленных электровозов являются односекционными или реже двухсекционными, в то время как грузовые в основном имеют две или три секции, реже — одну или четыре и более. Большинство магистральных односекционных электровозов с кузовом вагонного типа имеет по две односторонние кабины управления по обоим концам локомотива, что позволяет им менять направление движения путём перехода локомотивной бригады в другую кабину, в то время как большинство односекционных электровозов с кузовом капотного типа выполняются однокабинными. У маневрово-промышленных однокабинных односекционных электровозов кабины являются двухсторонними, имея пульты управления и окна по обоим бортам локомотива, в то время как у магистральных электровозов с кузовом капотного и особенно вагонного типа кабины зачастую выполняются односторонними. Двухсекционные магистральные электровозы как правило состоят из двух одинаковых секций, каждая из которых имеет по одной кабине управления с крайней стороны и межсекционный переход со стороны сцепа с другой секцией[2]. Многосекционные электровозы помимо двух секций с кабинами имеют промежуточные секции, которые либо не имеют кабин управления, либо имеют упрощённую кабину для маневровых передвижений, не предназначенную для длительного управления из неё при движении по магистрали. Чаще всего эти секции также имеют полный комплект электрооборудования, но в некоторых случаях они имеют только тяговые двигатели и часть вспомогательного оборудования, получая питания от первичного силового оборудования (подобное распространено у некоторых моделей промышленных электровозов)[2].

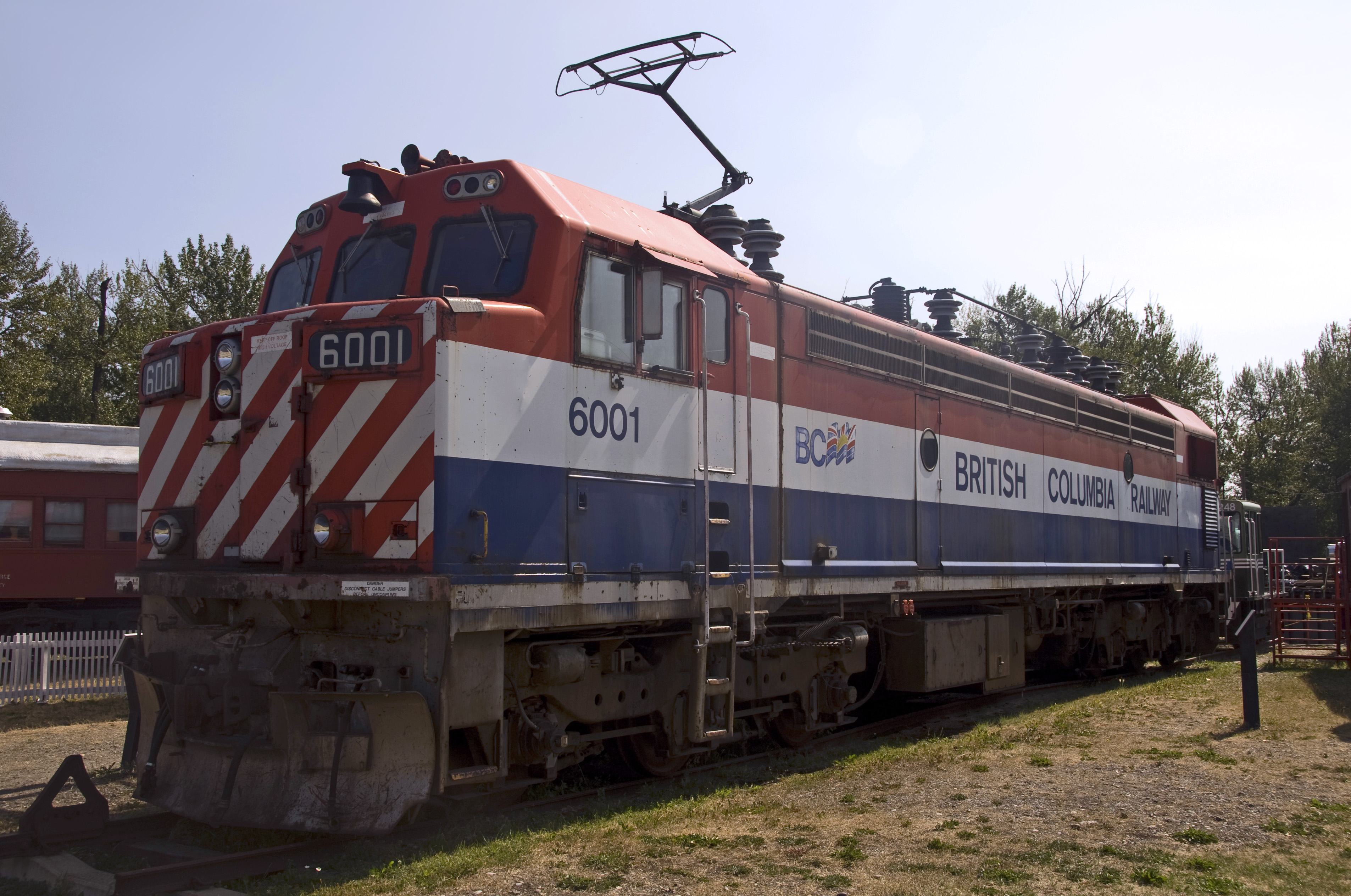
Односекционный однокабинный шестиосный грузовой электровоз GF6C с односторонней кабиной (Канада)
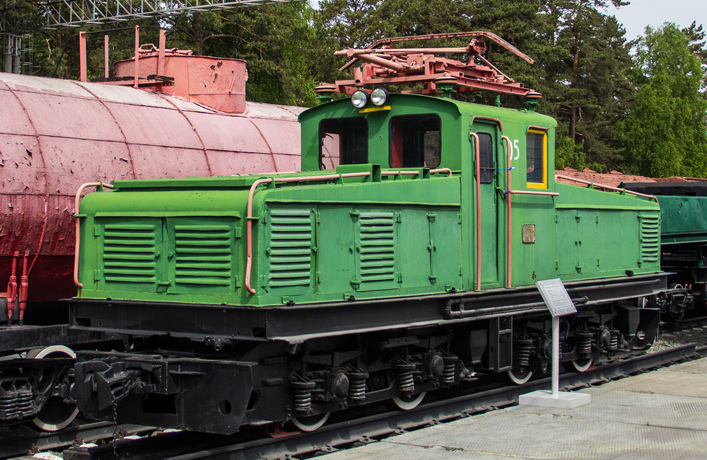
Односекционный однокабинный четырёхосный промышленный электровоз II-КП2А с двухсторонней кабиной (Россия)
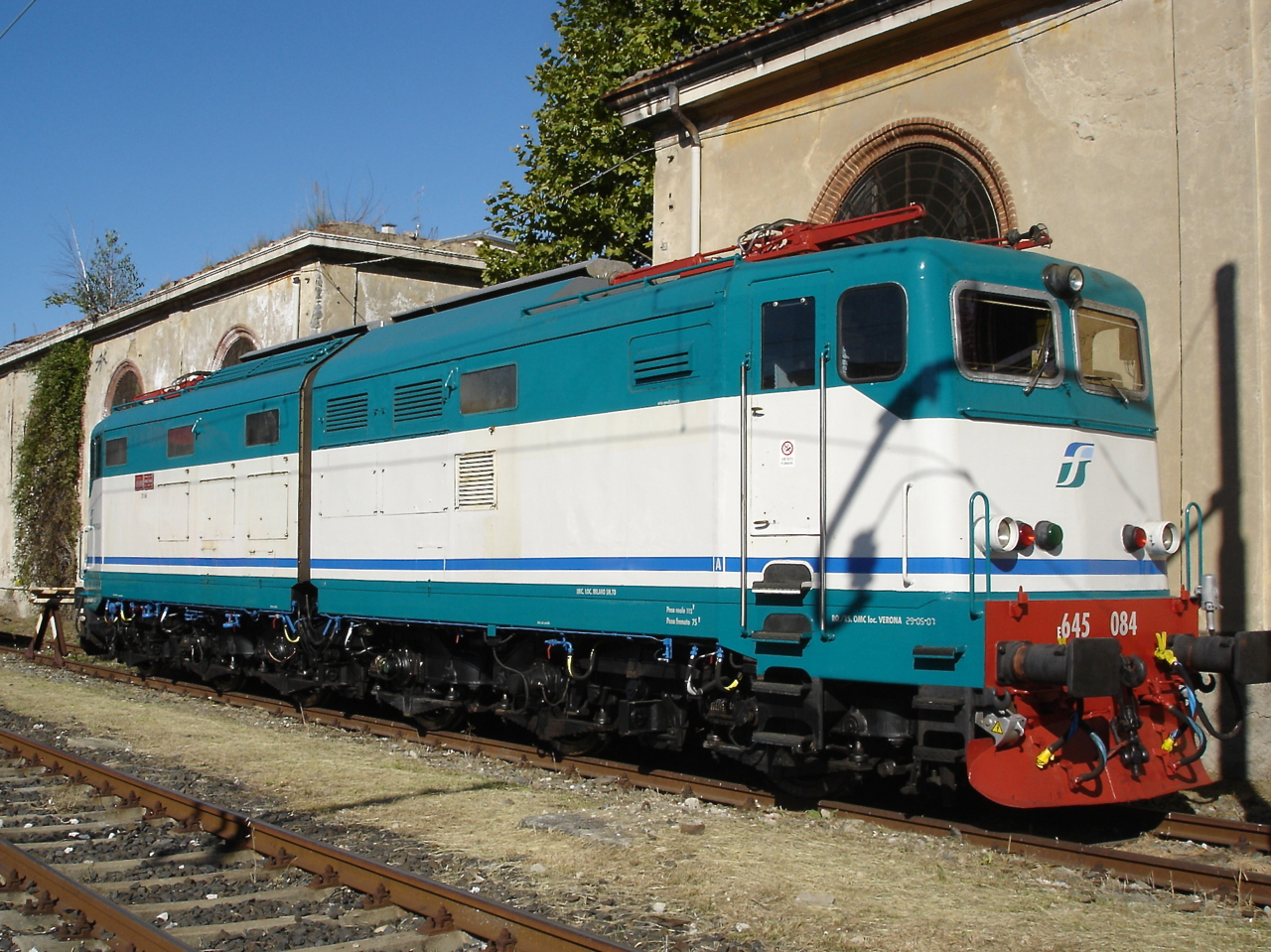
Двухсекционный сочленённый шестиосный грузовой электровоз E.645 с общей средней тележкой между секциями (Италия)
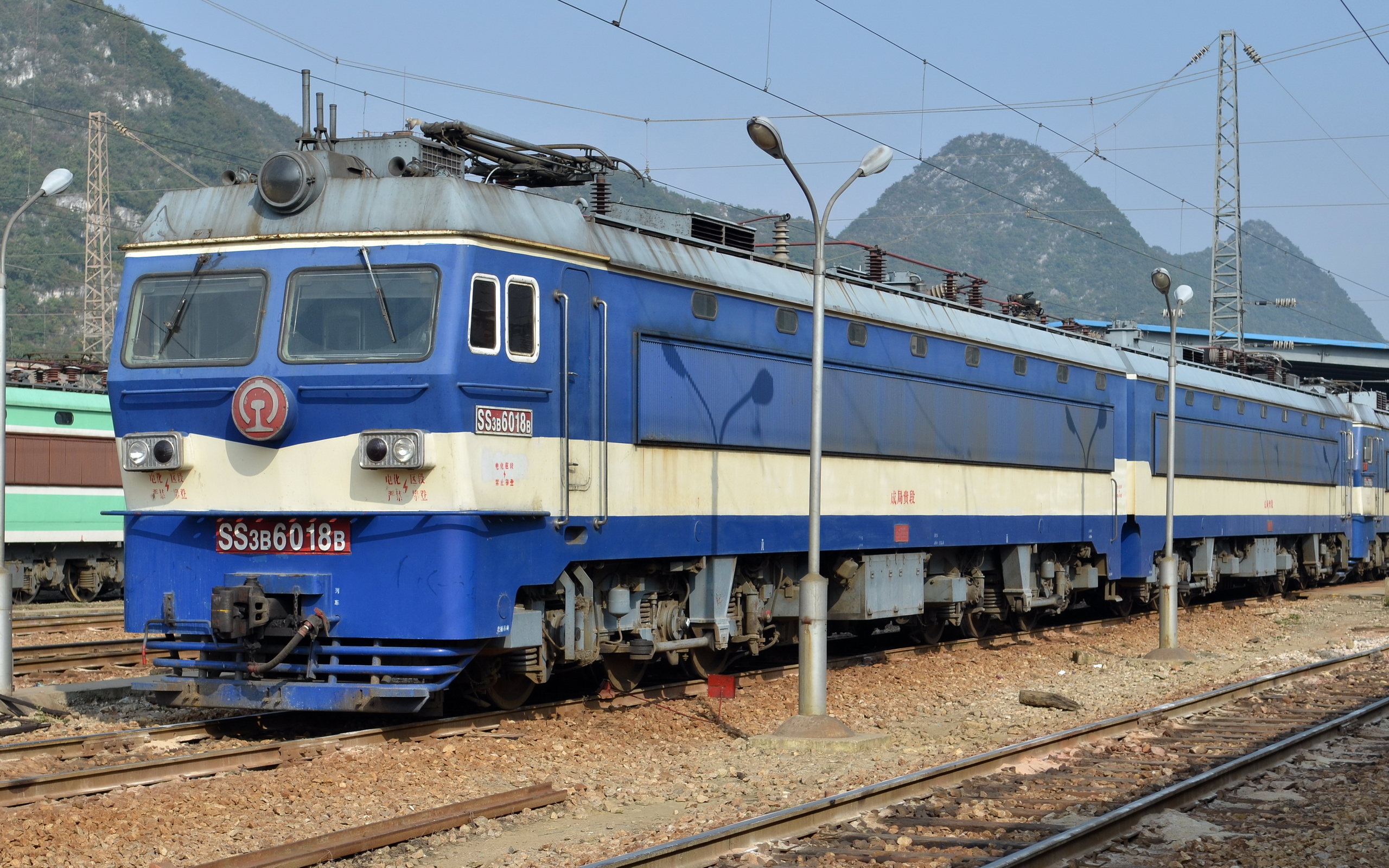
Двухсекционный двенадцатиосный грузовой электровоз SS3B c раздельными секциями и трёхосными тележками (Китай)
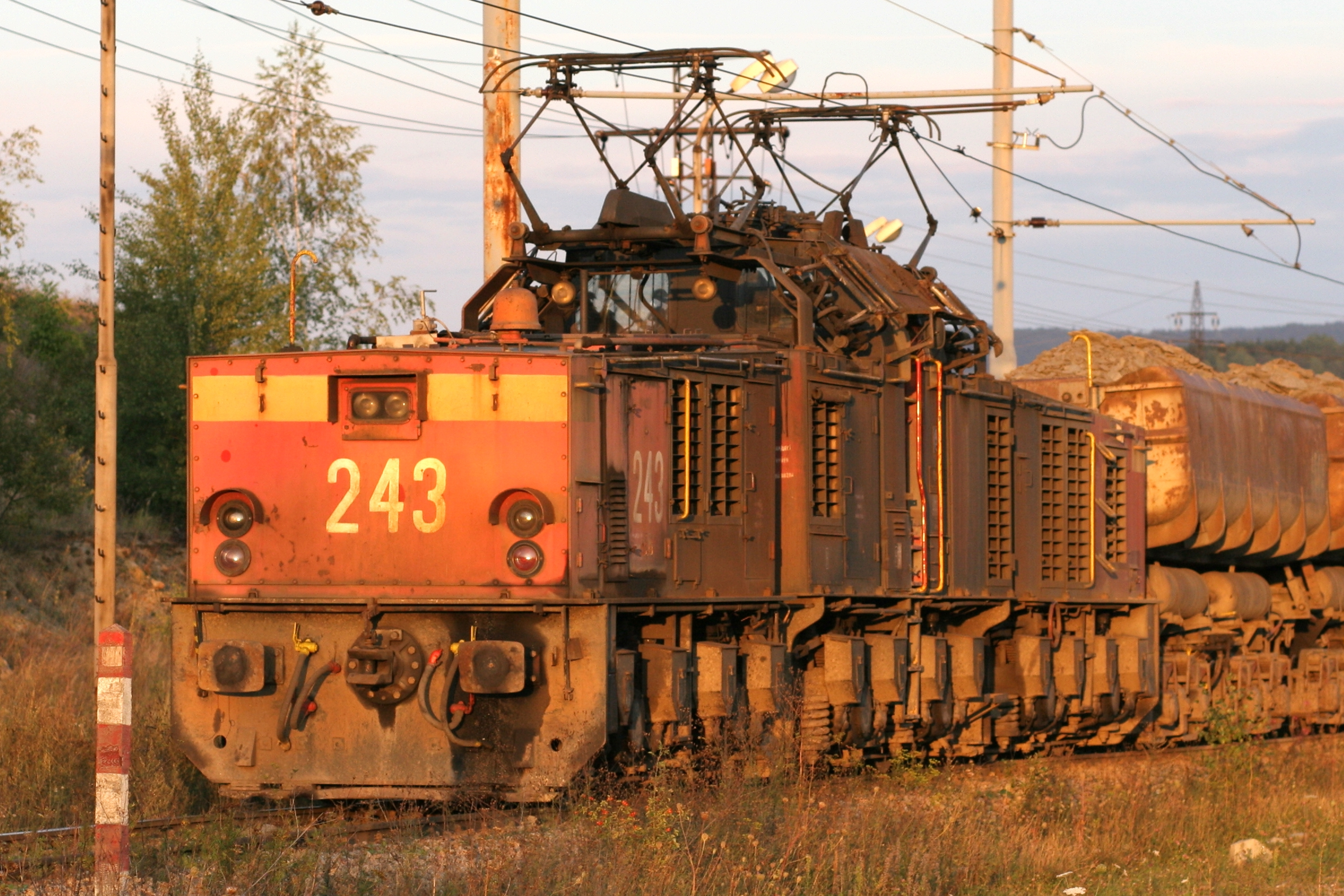
Трёхсекционный сочленённый шестиосный электровоз промышленный электровоз Škoda 26Em с двусторонней кабиной в средней секции (Чехия)
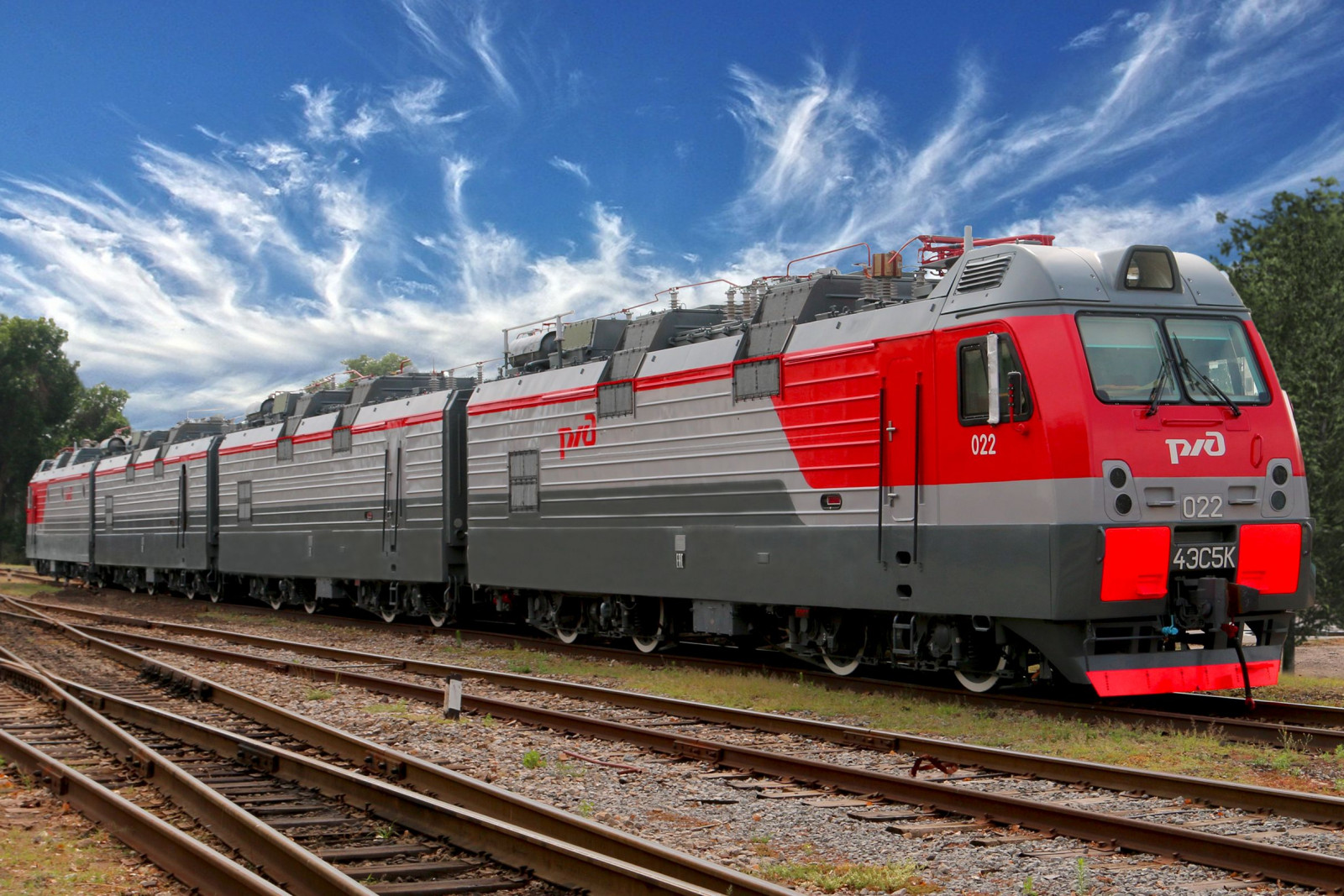
Четырёхсекционный грузовой электровоз 4ЭС5К с раздельными секциями (Россия)

## Конструкция
Электровоз состоит из механической части, электрического и пневматического оборудования. Особенности конструкции определяются его мощностью, максимальной скоростью и другими условиями эксплуатации, для которых проектируется электровоз.

### Механическая часть
Механическую часть электровоза составляют: кузов и его опоры, ударно-тяговые устройства, тележки, рессорное подвешивание и тормозное оборудование.
Кузов электровоза (секции электровоза) опирается через опоры на тележки. Под каждой секцией электровоза может быть две двух-, трёх- либо четырёхосных или три двухосных тележки (ВЛ85, ЭП1). Тележка электровоза включает в себя раму, колёсные пары, тяговые двигатели, буксы, тормозное оборудование и элементы тяговой передачи — редукторы. Рама тележки опирается на колёсные пары через систему рессорного подвешивания и буксы.
Тележки служат для размещения колёсных пар и тяговых двигателей, для восприятия и передачи нагрузок от веса кузова и для передачи тяговых и тормозных усилий. Для облегчения вписывания электровоза в кривые участки пути тележки обычно имеют не более чем три колёсные пары, а четырёхосные тележки, как правило, делаются сочленёнными. У первых электровозов тележки соединялись между собой при помощи специального сочленения, через которое происходит передача тяговых и тормозных усилий от одной тележки к другой и на ударно-тяговые устройства. У последующих типов электровозов тяговые и тормозные усилия от тележек передаются через кузов, на котором укрепляются ударно-тяговые устройства. Тележки оборудуются тормозной рычажной передачей (если тормоза не дисковые) и тормозными цилиндрами.
Колёсные пары через буксовые подшипниковые узлы воспринимают на себя вес всех частей электровоза, что обеспечивает их сцепление с рельсами. Колёсные пары приводятся во вращение тяговыми электрическими двигателями, с которыми они постоянно соединены при помощи зубчатой передачи. При вращении колёсных пар благодаря их сцеплению с рельсами создаётся сила тяги, которая передаётся от колёсных пар на тележки электровоза и от них, либо непосредственно, либо через опоры и главную раму кузова, либо через опоры и несущий кузов — на ударно-тяговые устройства (автосцепку) и через неё на сцепленный с электровозом состав.
Тяговая передача — промежуточные механические устройства, обеспечивающие передачу крутящего момента от тяговых двигателей к колёсным парам. Колёсные пары приводятся во вращение тяговыми двигателями через тяговую передачу. Редукторная тяговая передача состоит из: одной или двух спараллеленных шестерён, напрессованных на вал тягового двигателя, одного или двух (соответственно) зубчатых колёс, напрессованных на колёсную пару (на ось или же на специальный прилив в подступичной части колёсного центра). На некоторых сериях электровозов (например, ЧС2, ЧС4, ЭП1) в тяговую передачу также входит карданный привод. Имеются варианты исполнения тяговой передачи: с односторонним расположением прямозубой тяговой передачи и карданным валом (ЧС4), с односторонним расположением шевронной тяговой передачи и карданным валом (ЭП1), с двусторонним расположением косозубой тяговой передачи (ВЛ80). На всех эксплуатирующихся в России электровозах применяется индивидуальный тяговый привод, при котором каждая колёсная пара вращается своим ТЭД. Характеристики опытного электровоза с групповым приводом — моноприводом, — построенного в СССР (ВЛ83), оказались хуже характеристик электровозов с индивидуальным приводом, что и обусловило отказ от схемы с моноприводом.
Кузов электровоза состоит из рамы, боковых и торцевых стен, кабин машиниста, элементов каркаса и крыши и предназначен для размещения внутри него устройств электрической и пневматической частей, а также постов управления локомотивной бригады. Магистральные электровозы, как правило, имеют кузов вагонного типа, у которого кабины машиниста располагаются по концам и образуют единое пространство с машинным отделением, в то время как маневровые и промышленные зачастую оснащаются кузовом капотного типа с расположенной посередине кабиной управления и двумя капотами по краям, внутри которых размещается оборудование. Односекционные магистральные электровозы, как правило, имеют две симметрично расположенные кабины управления по концам, маневровые и промышленные зачастую имеют иметь только одну кабину управления, смещённую от края к центру. У двухсекционных электровозов головные секции имеют кабину по концам только с одной стороны, а с противоположной располагается торцевая стенка с межсекционным переходом. У трёх- и четырёхсекционных электровозов между головными сцепляются промежуточные секции без кабин управления с межсекционными переходами по обеим концам.
В кузове электровоза размещаются: кабины машиниста, коммутационное оборудование, вспомогательные электрические машины, компрессор и пневматическое оборудование. Всё оборудование электровоза, находящееся под напряжением, опасным для жизни человека, размещается в высоковольтной камере (ВВК) или в закрытых шкафах. Для предотвращения доступа человека в ВВК или шкафы предусмотрена система электромагнитных или пневматических блокировок.
Электровоз с вагонами соединяется при помощи автосцепного устройства или винтовой упряжью, в зависимости от региона, где он эксплуатируется. На электровозах с сочленёнными тележками (ВЛ8) автосцепка размещается на крайних поперечных балках тележек. На электровозах, имеющих несочленённые тележки, автосцепка устанавливается в раме кузова.

### Электрическая часть
Электрическая часть электровоза включает в себя тяговые двигатели, преобразователи тока и напряжения, аппараты, осуществляющие подключение двигателей и вспомогательных машин под напряжение и регулирующие их работу, аппараты управления, вспомогательные машины, токоведущее оборудование, а также приборы освещения, отопления электровоза и электроизмерительные приборы.

#### Токоведущее оборудование

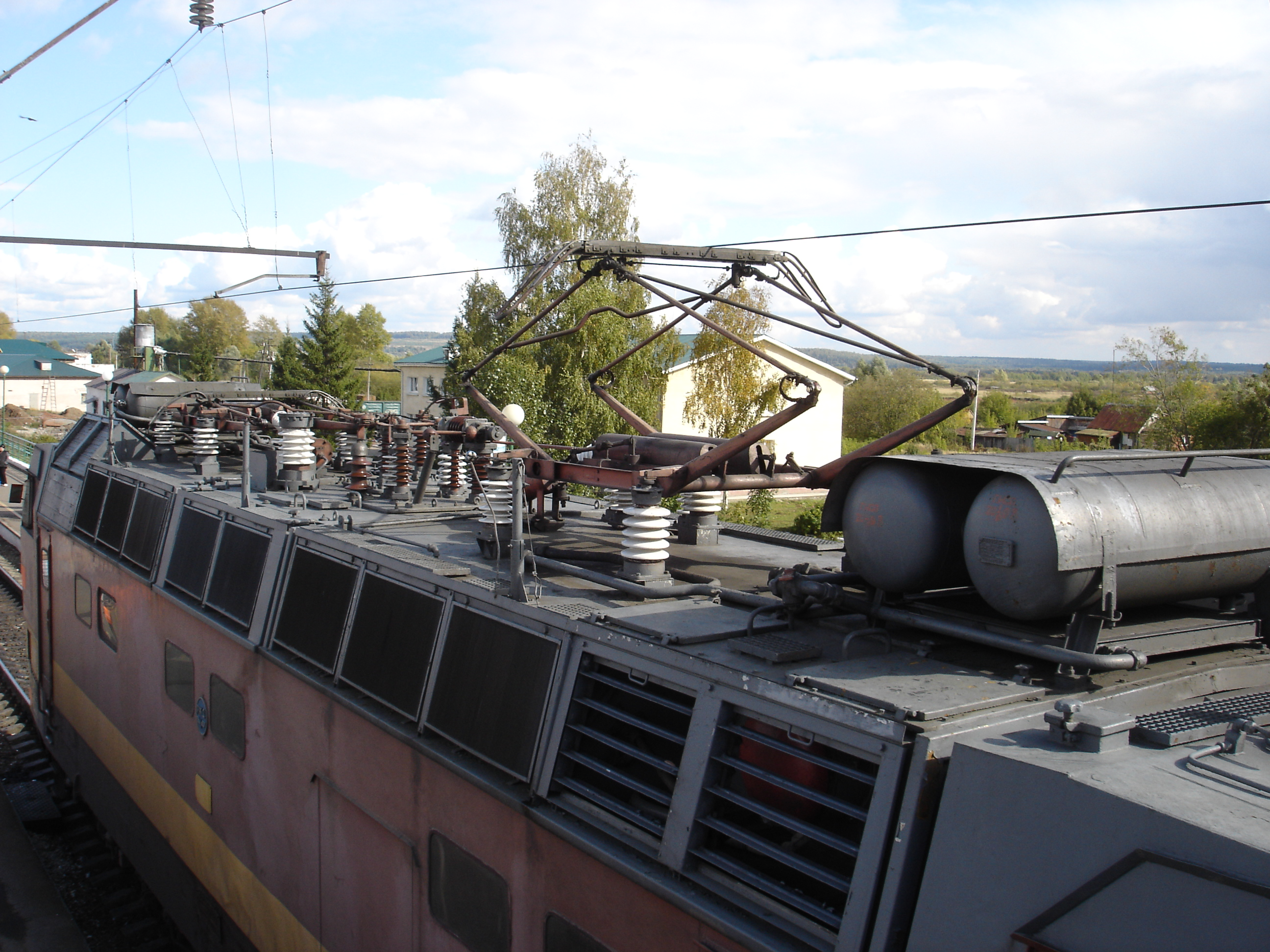
Пантограф и другое электрооборудование на крыше электровоза ЧС4т

Токоведущее оборудование, размещаемое на крыше или капотах электровоза, служит для присоединения электрических устройств электровоза к контактной сети, через которую электровоз получает энергию для своей работы, и подвода питания к электрическим аппаратам локомотива. Для обеспечения токосъёма с контактной сети используются токоприёмники, устанавливаемые на крыше электровоза. Для передачи энергии от токоприёмника к электрическим аппаратам используются токоведущие шины и проходные изоляторы. Также на крыше электровоза устанавливаются различные коммутационные аппараты, такие как главные воздушные выключатели (служат для отключения цепи на электровозах переменного тока), переключатели родов тока (на многосистемных электровозах) и разъединители для отключения от электрической цепи неисправных токоприёмников.
В системе электровоза ток проходит от контактной сети через токоприёмник, затем через токоведущие шины, аппараты защиты и главный ввод подаётся на включающие, преобразующие и регулирующие аппараты, затем поступает в тяговые двигатели или вспомогательные машины, после которых через специальные электрические соединения переходит на колёсные пары и проходит по рельсовой цепи.

#### Преобразователи электрической энергии
Преобразователи электрической энергии служат для преобразования рода тока и понижения входного напряжения контактной сети до требуемых величин перед подачей на тяговые электродвигатели, вспомогательные машины и прочие цепи электровоза. На электровозах переменного тока устанавливается тяговый трансформатор для понижения входного высокого напряжения, а также выпрямительная установка и сглаживающие реакторы для преобразования входного переменного тока в постоянный. Для питания вспомогательных машин могут устанавливаться статические преобразователи напряжения и тока. На электровозах с асинхронным приводом обоих родов тока устанавливаются тяговые инверторы, которые преобразуют постоянный ток в переменный ток регулируемого напряжения и частоты, подаваемый на тяговые двигатели.

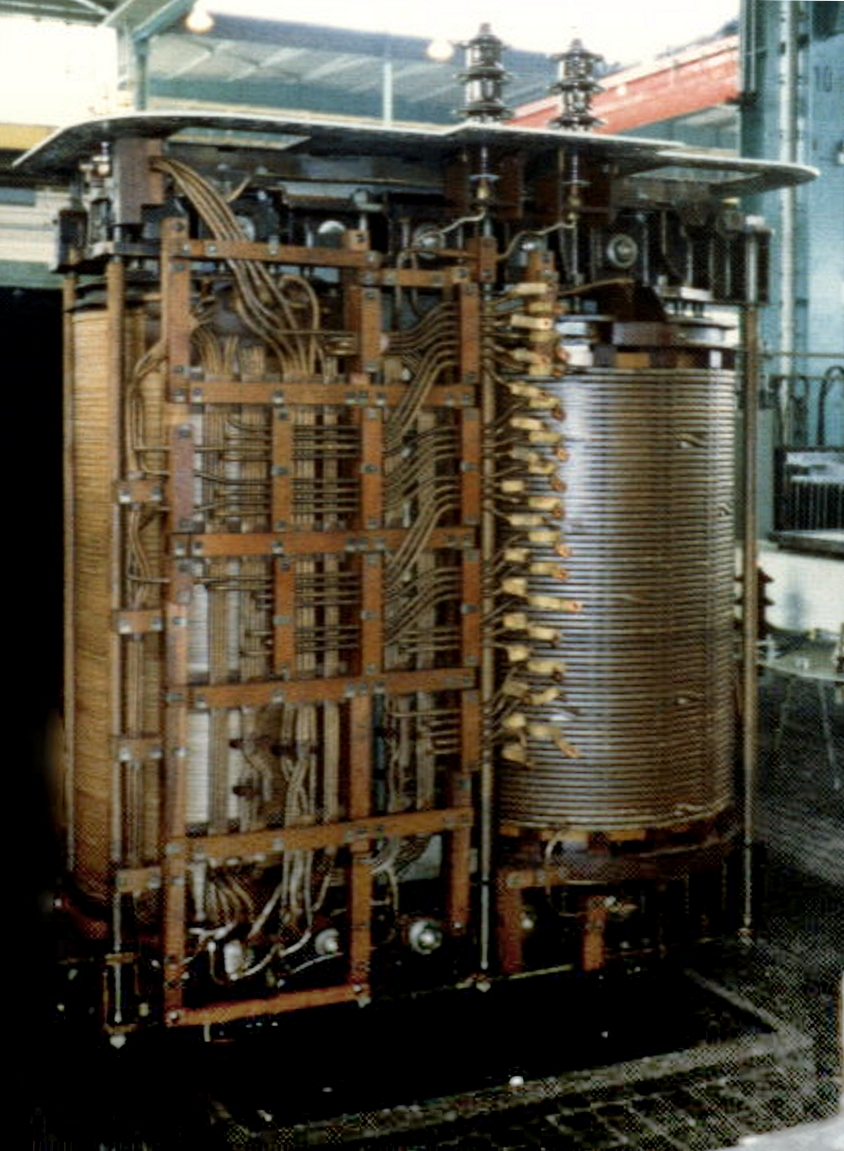
Трансформатор электровоза со снятым защитным кожухом
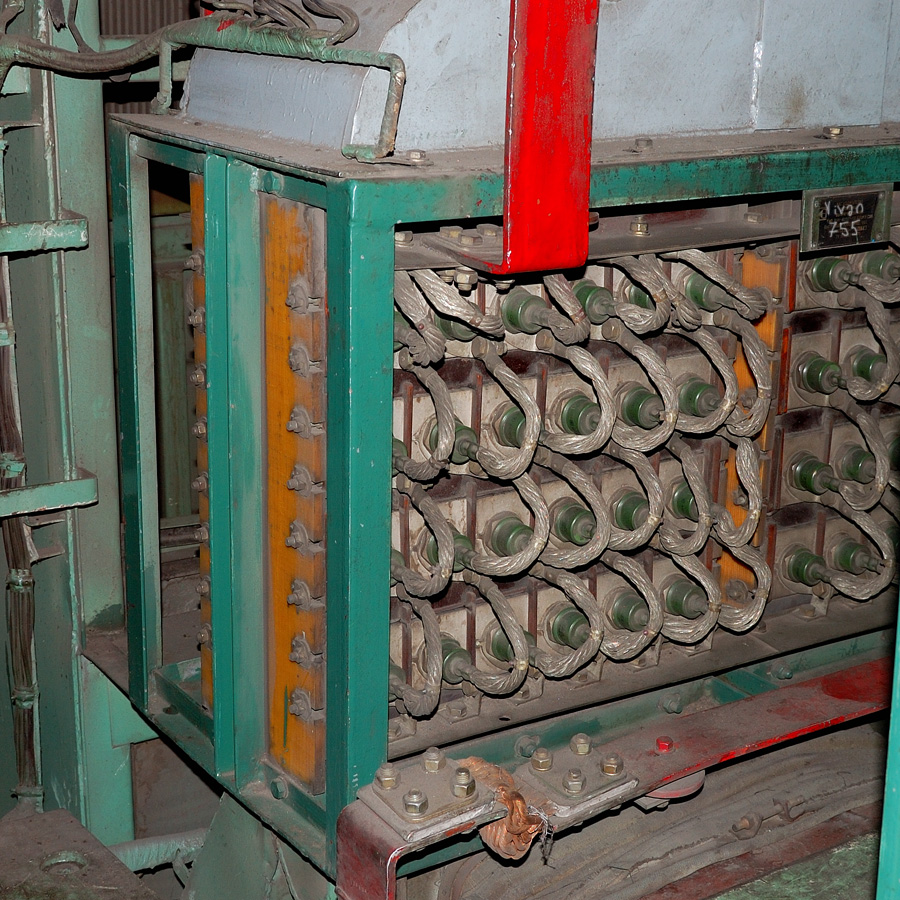
Диодная выпрямительная установка электровоза ВЛ80С
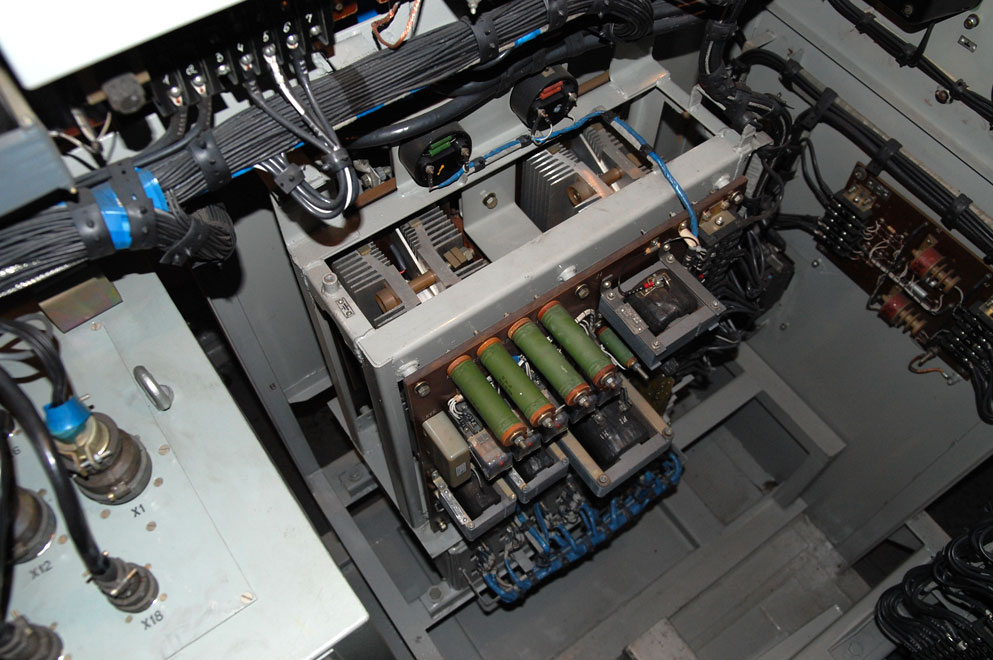
Преобразователь частоты и числа фаз для вспомогательных цепей электровоза ЭП1М

#### Коммутационное и регулирующее оборудование
Коммутационное оборудование электровоза состоит из индивидуальных и групповых контакторов, служащих для выполнения переключений в силовой цепи электровоза и цепях вспомогательных машин. Аппараты коммутации обеспечивают включение тяговых двигателей и электромашинных агрегатов в работу и их выключение, устанавливают требуемое направление и скорость вращения тяговых двигателей. Аппараты дистанционного управления, установленные в кабине, посредством управляющего воздействия машиниста приводят в действие приводы управления аппаратов коммутации и тем самым регулирует работу двигателей и вспомогательных машин.

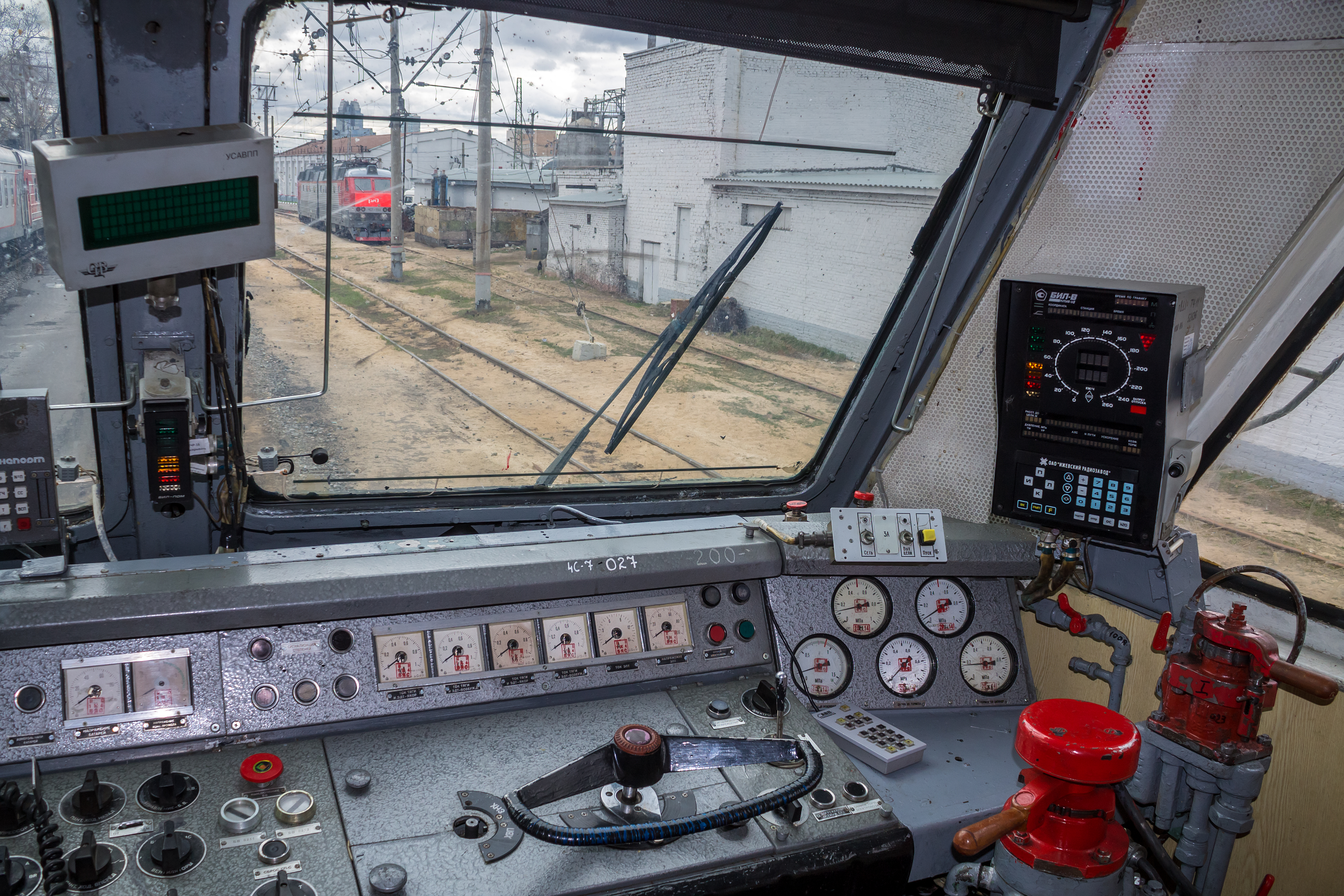
Пульт управления электровоза ЧС7

Регулирование мощности и скорости движения (и тягового усилия) электровоза производится путём изменения напряжения на якоре и коэффициента возбуждения на коллекторных ТЭД или изменением частоты и напряжения питающего тока на асинхронных ТЭД. Регулирование напряжения выполняется несколькими способами:
- на электровозах постоянного тока — путём переключения групп тяговых двигателей с последовательного соединения (все ТЭД электровоза соединяются последовательно, напряжение на один ТЭД восьмиосного электровоза — 375 В при напряжении в контактной сети 3 кВ) на последовательно-параллельное (2 группы по 4 ТЭД, соединённых последовательно, напряжение на один ТЭД — 750 В), на параллельное (4 группы по 2 ТЭД, соединённых последовательно, напряжение на один ТЭД — 1500 В), при этом для получения промежуточных значений напряжения на ТЭД в цепь включаются группы реостатов, что позволяет получить ступени регулирования в 40—60 В, но в то же время приводит к потере части электроэнергии, преобразуемой на реостатах в тепло и выбрасываемой в атмосферу.
- на электровозах переменного тока — путём переключения выводов вторичной обмотки трансформатора (электровозы ВЛ60, ВЛ80 (кроме ВЛ80р)), путём переключения выводов первичной обмотки трансформатора (электровозы ЧС4, ЧС4Т, ЧС8), путём плавного регулирования напряжения с помощью ВИП (выпрямительно-инверторного преобразователя) (электровозы ВЛ80р, ВЛ85, ВЛ65, ЭП1, 2ЭС5К).
- на электровозах с асинхронным тяговым приводом — путём преобразования постоянного тока в переменный ток регулируемой частоты и напряжения, модулируемого на тяговых инверторах. Данная схема может применяться на электровозах как постоянного, так и переменного тока; на последних она используется с выпрямительно-инверторными преобразователями, осуществляющими первичное преобразование входного переменного тока в постоянный.

Переключение ступеней регулирования осуществляется либо вручную, путём поворота ручки контроллера машиниста, либо автоматически в современных моделях с микропроцессорной системой управления (на основе заданных машинистом скорости движения и максимального тока ТЭД).

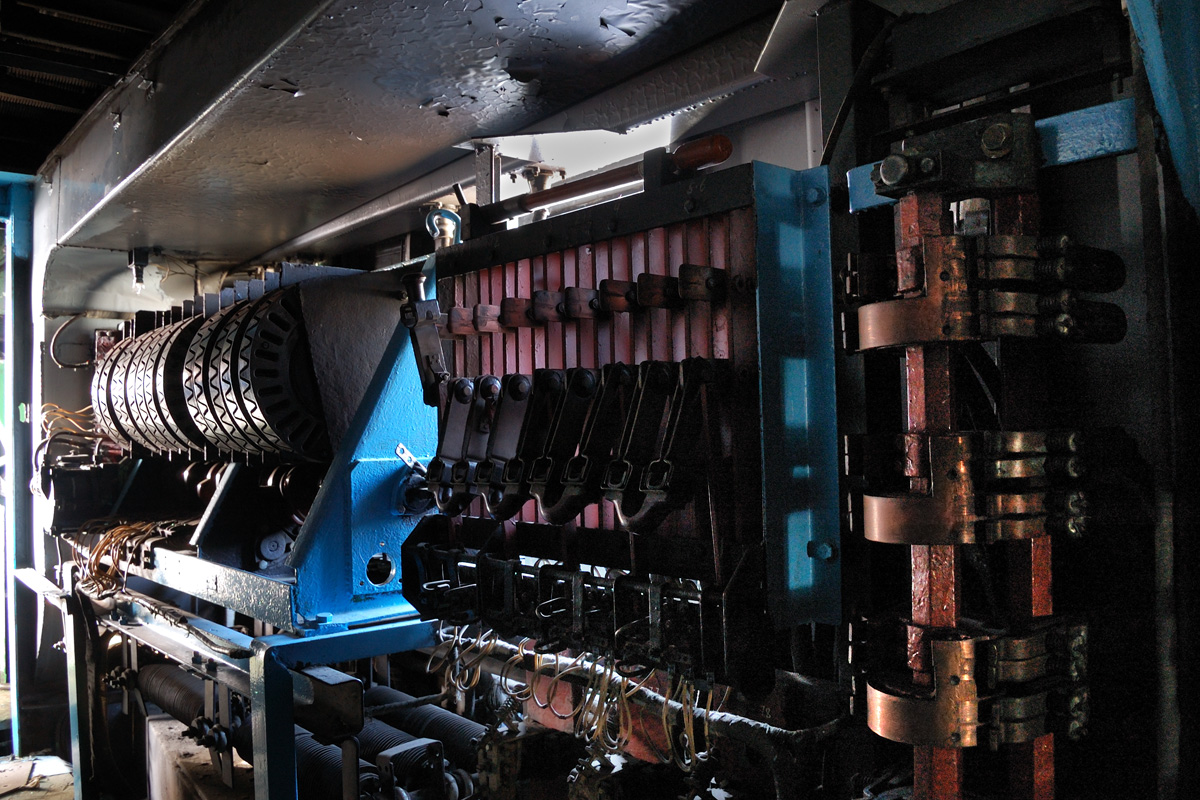
Групповой реостатный переключатель, отключатель двигателей и реверсор электровоза постоянного тока ВЛ23
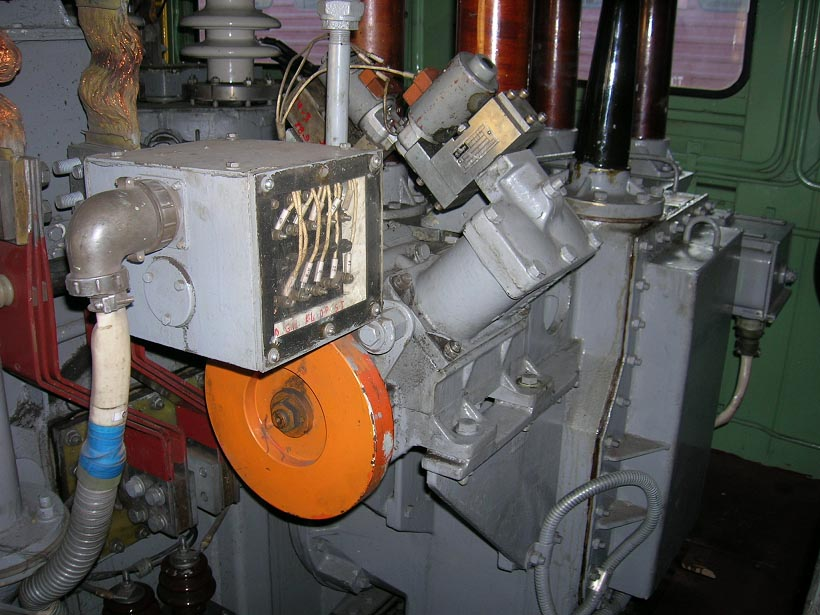
Переключатель ступеней обмотки трансформатора электровоза переменного тока ЧС4т
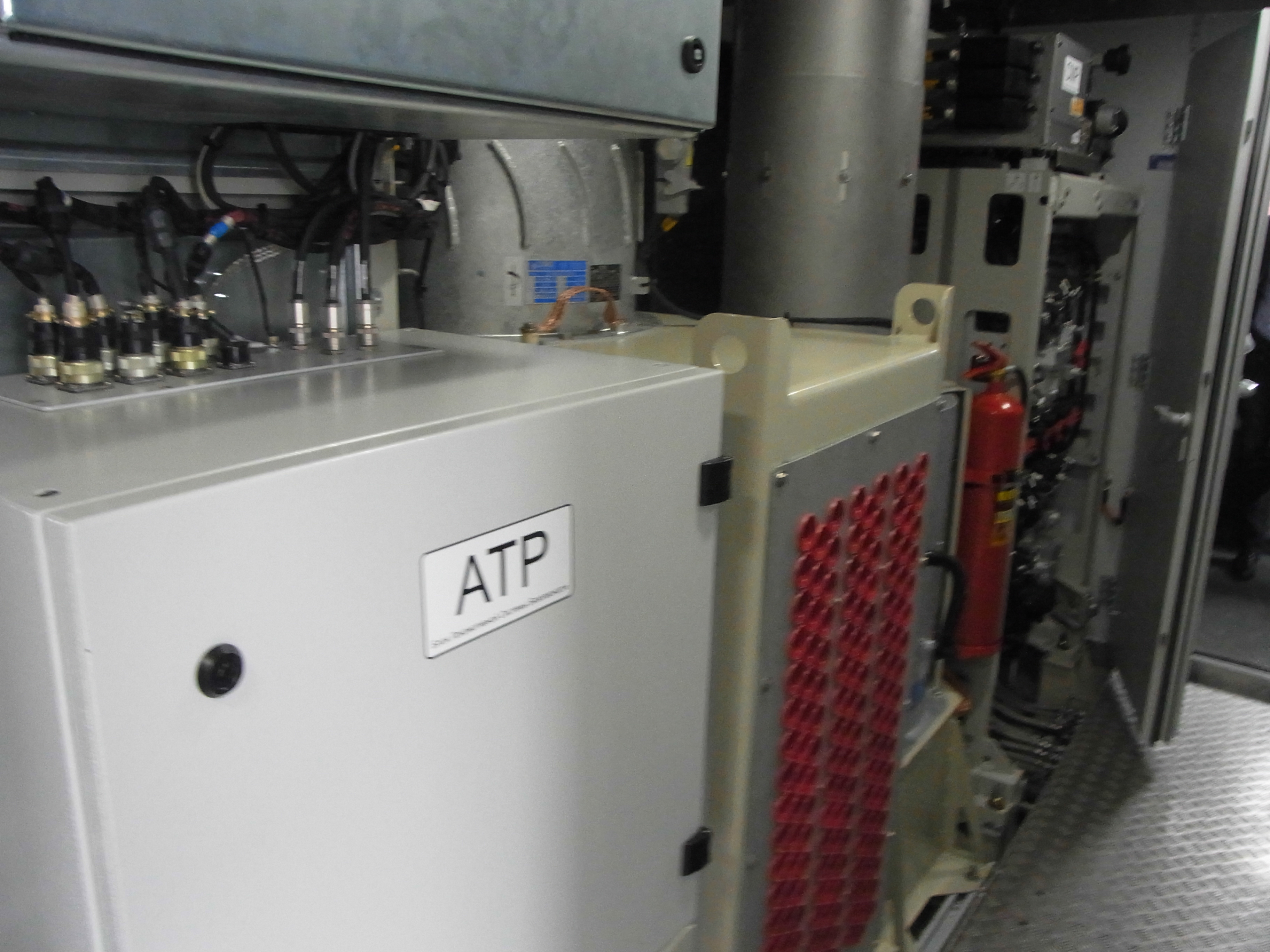
Блок управляющей электроники электровоза 2ЭВ120 с асинхронным тяговым приводом

#### Тяговые электродвигатели
Двигатели, приводящие электровоз в движение, называют тяговыми электродвигателями (ТЭД). Тяговые двигатели могут работать также и в режиме генератора. Это свойство используется для электрического торможения. Если электроэнергия, вырабатываемая при вращении ТЭД, гасится на тормозных реостатах, это называется реостатным торможением. Если электроэнергия возвращается в контактную сеть, то такое торможение называется рекуперативным.

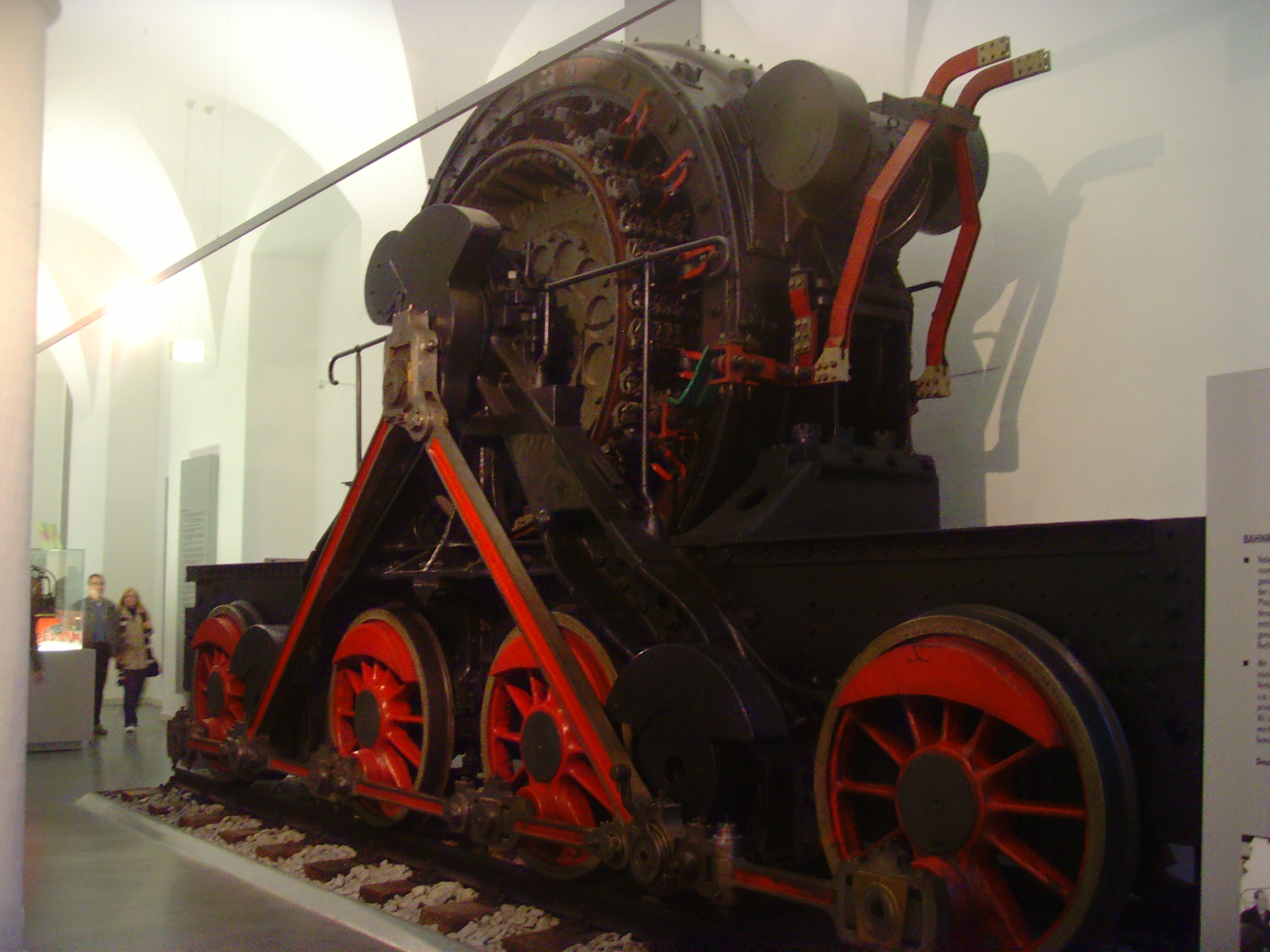
На первых электровозах тяговые двигатели были очень громоздкими, размещаясь внутри кузова, и приводили в движение несколько колёсных пар. На фото — тележка и тяговый двигатель электровоза EP242
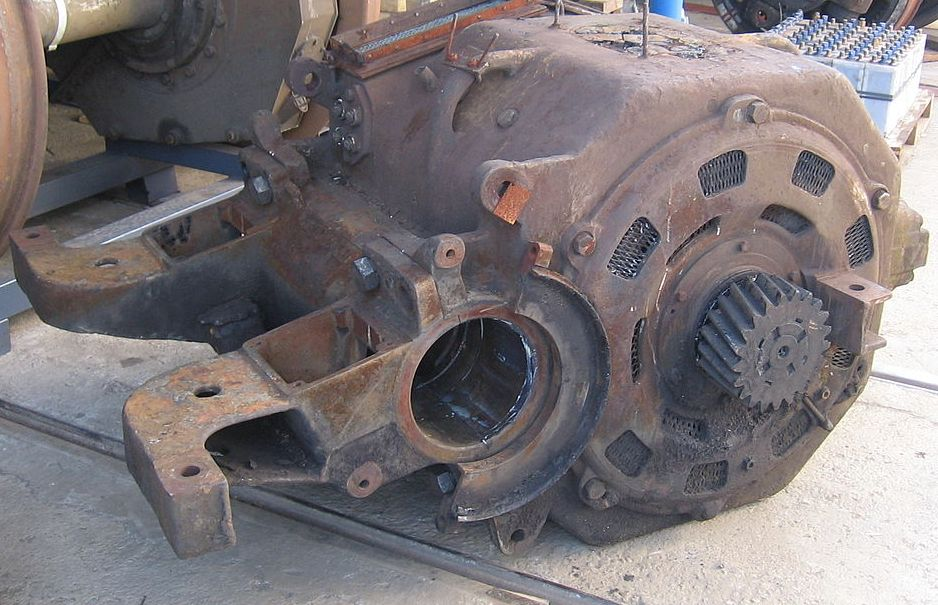
На современных электровозах тяговые двигатели размещаются на тележках и приводят индивидуальную колёсную пару через редуктор. На фото — двигатель электровоза 181, снятый с колёсной пары

#### Вспомогательные машины
Вспомогательные машины (вентиляторы, компрессоры, фазорасщепители) служат для получения сжатого воздуха, используемого при действии автоматических тормозов и для приведения в действие аппаратов электровоза, для подачи воздуха, охлаждающего тяговые двигатели во время их работы, для выработки электроэнергии низкого напряжения, используемой при управлении электровозом.

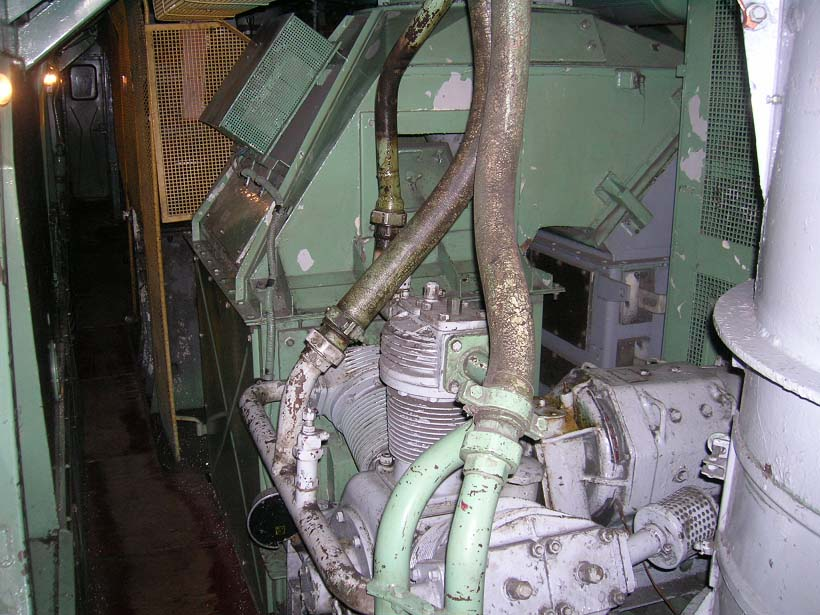
Мотор-компрессор и блок охлаждения трансформатора в электровозе ЧС4. Справа виден мотор-вентилятор
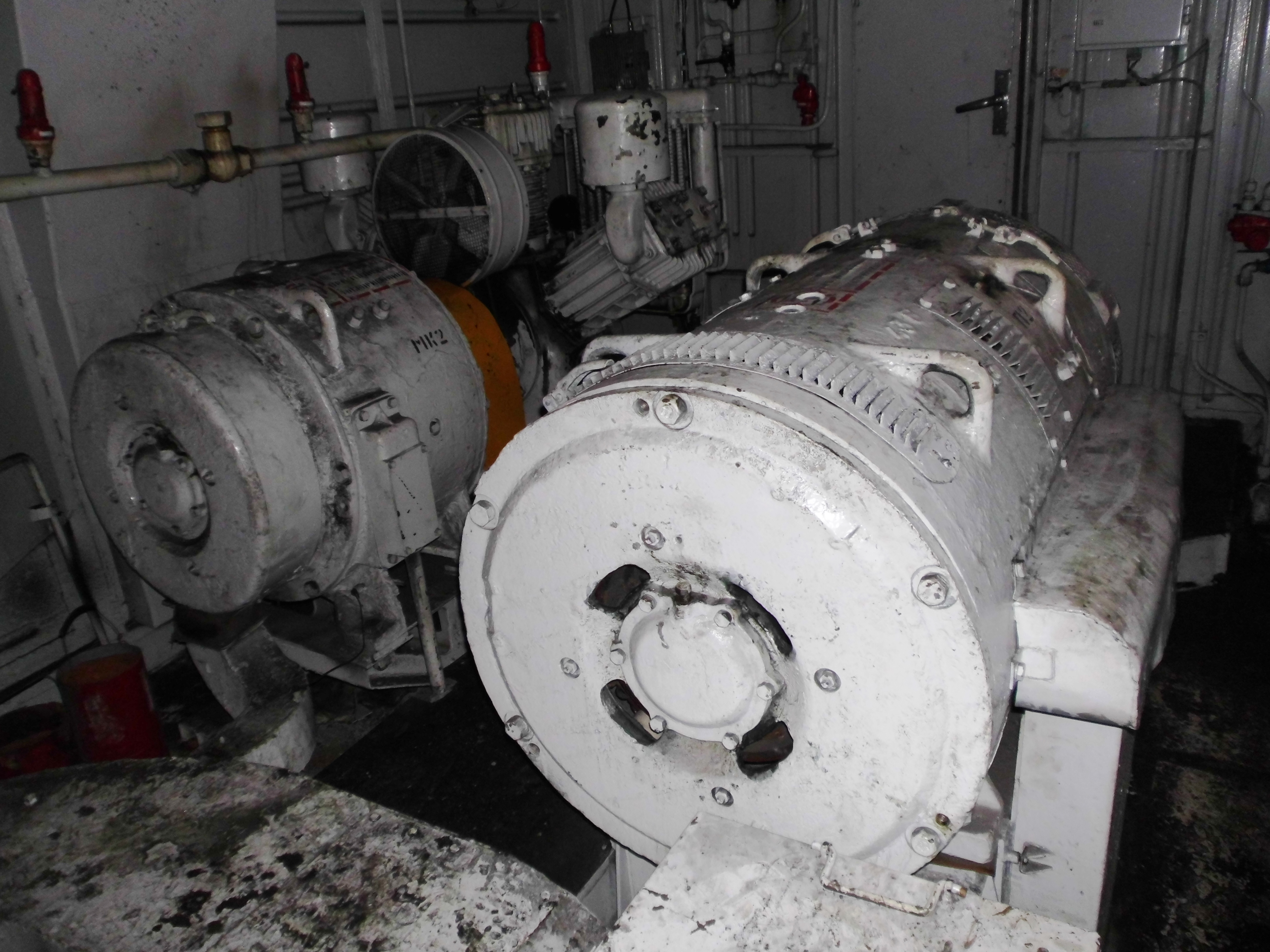
Мотор-компрессор и мотор-генератор в электровозе ВЛ10

### Пневматическое оборудование
Пневматическая часть электровоза состоит из компрессорной установки, резервуаров, трубопроводов, пневматических приводов аппаратов, автотормозных устройств и некоторых специальных аппаратов.

## История электровоза

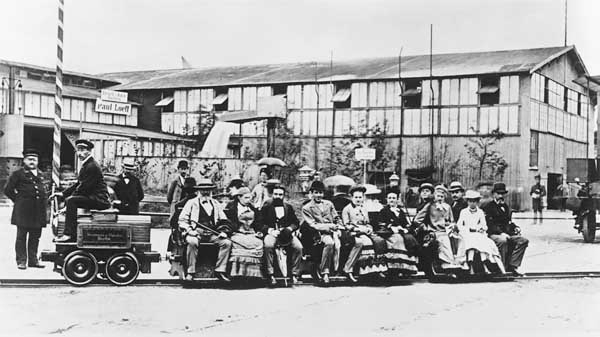
Электровоз Сименса

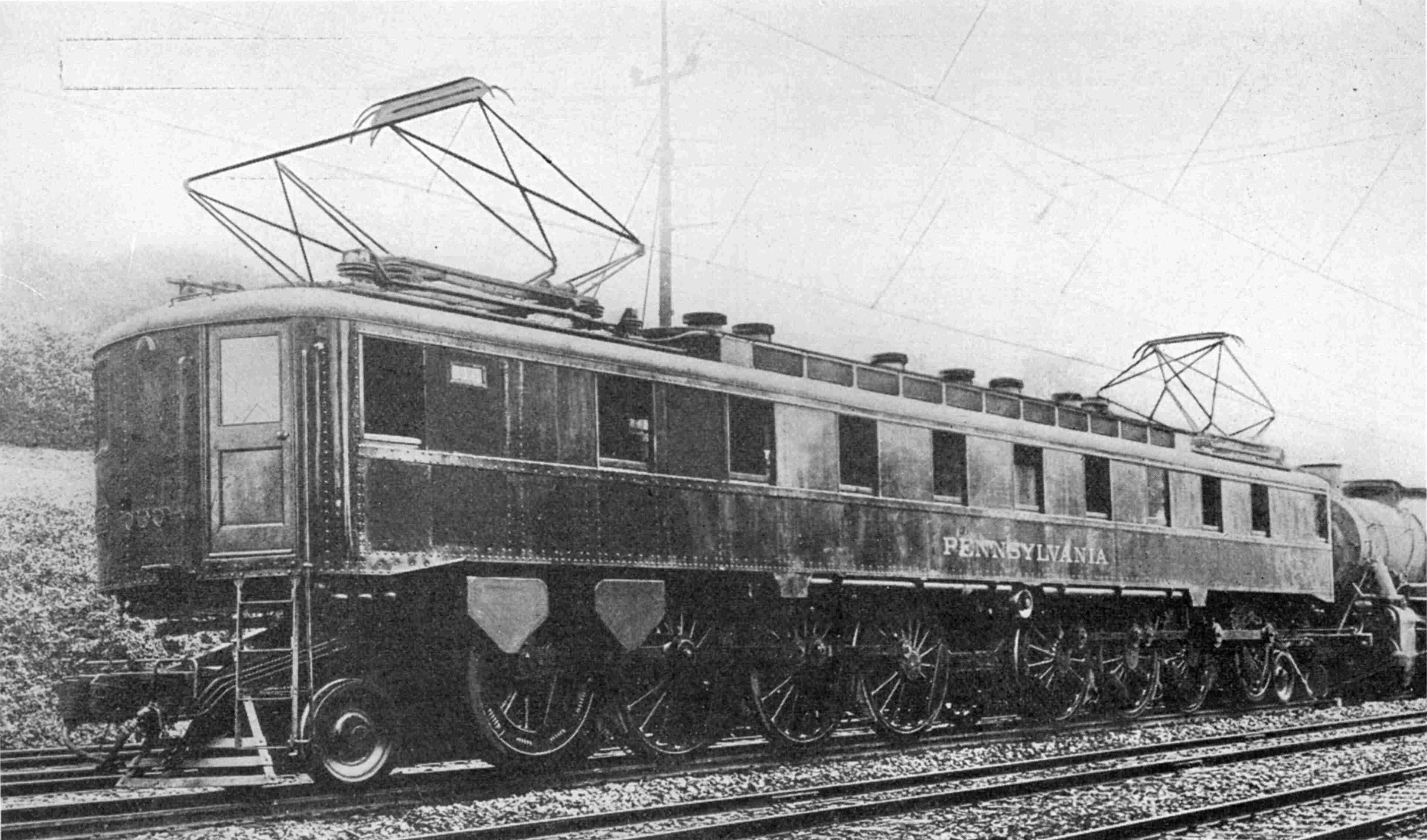
Экспериментальный электровоз на железной дороге Pennsylvania Railroad

Попытки использовать электрическую энергию для механической работы предпринимались с начала XIX века. Опыты Б. С. Якоби, проведённые в 1834 году с собранным им электродвигателем, оснащённым вращающимся якорем, имели важное значение для создания автономных видов электрической тяги. 
В 1879 году на Германской промышленной выставке демонстрировался электровоз мощностью 3 л. с., созданный немецким инженером Вернером фон Сименсом. Локомотив использовался для катания посетителей по территории выставки. Скорость составляла 6,5 км/ч, локомотив питался от третьего рельса постоянным током напряжением 160 В.

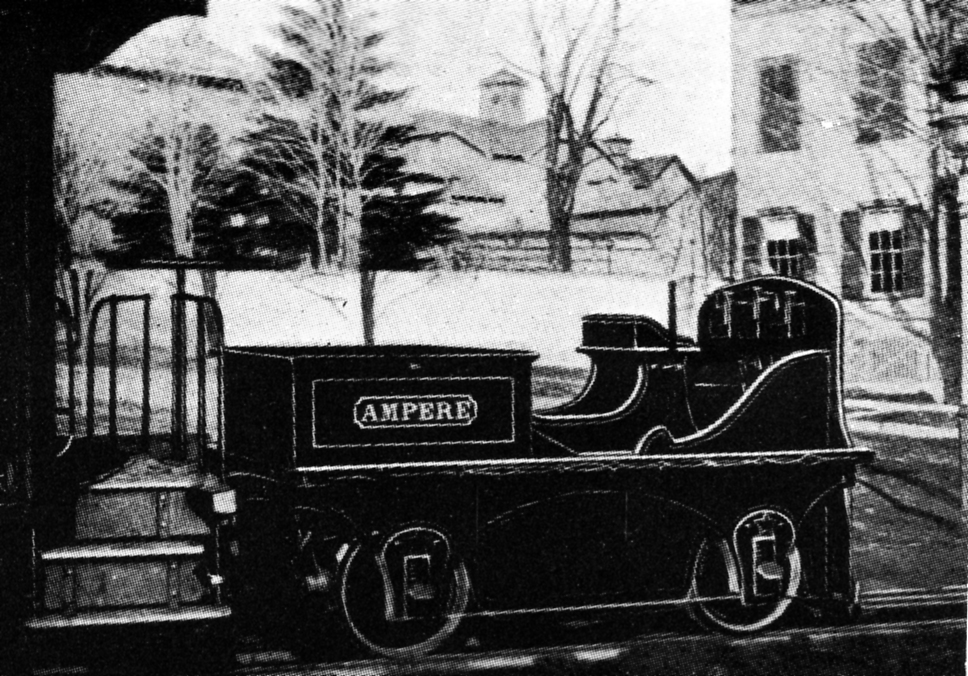
Локомотив «Ампер», 1883

Важный вклад в создание электровоза внёс американский изобретатель Лео Дафт (англ. Leo Daft). В 1883 году он построил свой первый электровоз «Ампер» (Ampère). Эта машина имела массу в две тонны и могла тянуть десять тонн с максимальной скоростью 9 миль в час (16,7 км/ч), а мощность составляла 25 л. с. — значительный прогресс по сравнению с самым первым электровозом Сименса. После «Ампера» Дафт построил локомотивы «Вольта» (Volta) и «Пачинотти» (Pacinotti). Позднее Дафт занялся электрификацией трёхмильного участка балтиморской конки, однако данный опыт к успеху не привёл, так как система с питанием от третьего рельса оказалась слишком опасной для условий города и очень капризной в эксплуатации.
Тем не менее электрическая тяга оказалась очень эффективной, и уже к 1900 году во многих странах появляются электрические локомотивы, пассажирские вагоны с тяговыми двигателями (прототип электропоездов) и трамваи.
В октябре 1903 года поезд, в составе которого был моторный вагон производства компании Сименс, развил скорость 210 км/ч на участке между Мариенфельде и Цоссеном в районе Берлина.

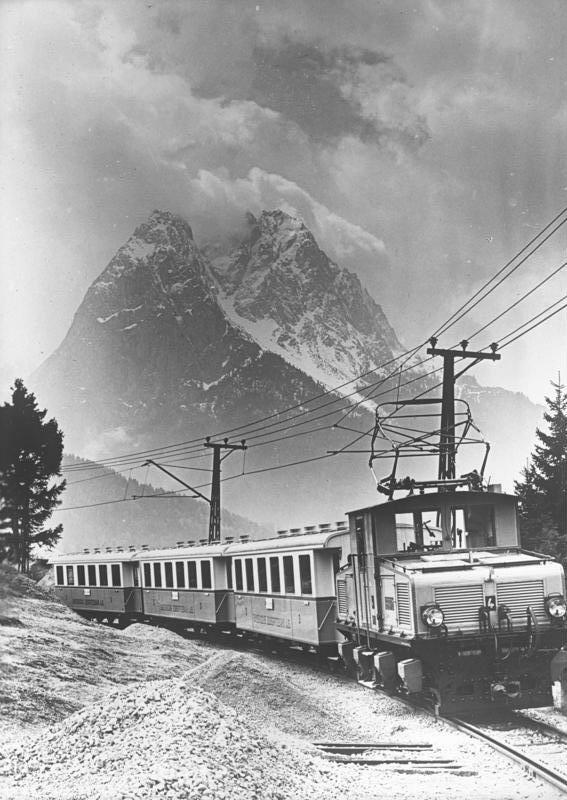
Узкоколейный электровоз ведёт поезд в горной местности. Германия, 1931 год

## Электровозы железных дорог бывшего СССР
В СССР массово выпускались грузовые электровозы:
- постоянного тока (3 кВ): ВЛ19, ВЛ22, ВЛ22м, ВЛ23, ВЛ8, ВЛ10, ВЛ11, ВЛ15;
- переменного тока (25 кВ): ВЛ60, ВЛ80к, ВЛ80т, ВЛ80р, ВЛ80с, ВЛ85;
- двойного питания (3/25 кВ): ВЛ82, ВЛ82м.

Кроме того, в СССР импортировались пассажирские электровозы из Чехословакии:
- постоянного тока: ЧС1 (102 штуки, годы выпуска 1957—1960), ЧС2 (944 шт., 1963—1973), ЧС2м (2 шт., 1965), ЧС2т (119 шт., 1972—1976), ЧС3 (87 шт., 1961), ЧС200 (12 шт., 1974—1979), ЧС6 (30 шт., 1979—1981), ЧС7 (291 шт., 1981—2000)
- переменного тока: ЧС4 (230 штук, годы выпуска 1965—1972), ЧС4т (510 шт., 1971—1986), ЧС8 (82 шт., 1983—1989);

Из Франции:
- переменного тока: Ф (50 шт., годы выпуска 1959—1960);

И из Германии:
- переменного тока: К (20 шт., годы выпуска 1959—1961, эксплуатировались в депо Батайск Северо-Кавказской ЖД до 1976 г.)

В настоящее время в России серийно выпускаются грузовые и пассажирские электровозы как постоянного (пассажирские ЭП2К; грузовые 2ЭС4К, 2ЭС6, 2ЭС10), так и переменного тока (пассажирские ЭП1М, ЭП1П; грузовые 2ЭС5К, 3ЭС5К, Э5К). Выпущена партия двухсистемных пассажирских электровозов ЭП10 (12 единиц), продолжается выпуск пассажирских двухсистемных электровозов ЭП20. Официальные результаты опытной эксплуатации ЭП10 не опубликованы, однако существует ряд негативных мнений в СМИ. Кроме большого ряда недоработок, свойственного для опытных электровозов, причиной частой отставки от эксплуатации послужили выходы из строя тяговых электродвигателей.
Ведётся производство магистрального грузовых электровозов переменного тока 2ЭС5 и 2ЭС7 в рамках программы создания электровозов нового поколения. С 2018 года вместо 2ЭС5 планируется производить электровоз 2ЭС5С, являющийся аналогом 2ЭС5К по механической и 2ЭС5 по электрической части, но с применением отечественного электрооборудования. Второй проект — двухсистемный пассажирский ЭП20 — уже закончен и пошёл в серию.
Список всех серийных электровозов:
ВЛ8, ВЛ10, ВЛ11, ВЛ15, ВЛ19, ВЛ22, ВЛ23, ВЛ60, ВЛ80, ВЛ82, ВЛ85, ВЛ65, ЭП1, ЭП2К, ЭП10, ЭП20, Э5К, 2ЭС4К, 2ЭС5, 2ЭС5К, 2ЭС6, 2ЭС7, 2ЭС10, 2ЭС20, 3ЭС5К, ЧС1, ЧС2, ЧС3, ЧС4, ЧС6, ЧС7, ЧС8, ЧС200.
Список опытных и малосерийных электровозов:
ВЛ12, ВЛ40, ВЛ61, ВЛ62, ВЛ81, ВЛ83, ВЛ84, ВЛ86ф, ЧС5, KZ4A, ЭП200, 2ЭС5С, 3ЭC5C,

### Электровозы узкой колеи
В СССР также выпускались и эксплуатировались электровозы, предназначенные для эксплуатации на железных дорогах узкой колеи.
Для работы на электрифицированных УЖД были разработаны и выпускались электровозы узкой колеи. Основным производителем таких электровозов был Днепропетровский электровозостроительный завод, для торфяной промышленности электровозы и электротепловозы выпускал Демиховский завод в г. Орехово-Зуево, некоторое количество электровозов для УЖД было приобретено за рубежом, в частности в Чехословакии.
Хронологически производство и эксплуатацию электровозов для узкой колеи в СССР можно разделить на два периода: довоенный и послевоенный. Довоенный период был связан в основном с импортом узкоколейных электровозов (заводов Baldwin, AEG, Маффей-Шварцкопф) и созданием опытных образцов в СССР (завод «Динамо»). Послевоенный связан с началом массового серийного производства таких локомотивов (К-10, К-14, П-КО-1, ЭТу-4, ЭКоу-4, ЭД-16, ЭД-18, ЭЛ-1, ЭЛ-2I0-КП, II-КП-2А/2Б, II-КП-3А, ТЭУ-1, ПЭУ1, ПЭУ2, ЧС11).

### Украина
В 1995 году по заказу Государственной администрации железнодорожного транспорта Украины на базе Днепропетровского электровозостроительного завода (ныне НПК «Электровозостроение») выпущен первый украинский электровоз постоянного тока серии ДЭ1. Локомотив предназначен для вождения грузовых поездов. Электровоз ДЭ1 — двухсекционный. Мощность электровоза — 6250 кВт, конструкционная скорость — 110 км/ч. Всего до 2008 года выпущено 40 электровозов данного типа, которые эксплуатируются на Приднепровской железной дороге (депо Нижнеднепровск-Узел) и Донецкой железной дороге (депо Красный Лиман), постепенно вытесняя электровозы серии ВЛ8. Производство локомотивов продолжается.
В 2001 году электровоз ДЭ1-008 проходил испытания на горных магистралях Львовской железной дороги. Однако ввиду сложностей его эксплуатации в горных условиях локомотив был передан на Донецкую дорогу. На данный момент два опытных образца электровоза — ДЭ1-001 и ДЭ1-002 — списаны. Одна секция электровоза ДЭ1-002 сохранена для экспозиции музея железнодорожной техники.
В 2002 году НПК «Электровозостроение» выпустил первый электровоз переменного тока с асинхронным приводом серии ДС3, предназначенный для вождения пассажирских поездов, конструкционная скорость локомотива — 160 км/ч. Разработка локомотива осуществлялась совместно с немецкой фирмой Siemens. Электровозы серии ДС3 призваны заменить локомотивы чешского производства ЧС4, ЧС8, отработавшие в большей части свой ресурс.
Луганским тепловозостроительным заводом выпускался грузовой электровоз 2ЭЛ5. Данный электровоз способен развивать скорость до 120 км/ч и отличается экономичным расходом электроэнергии. Фактически этот электровоз — импортированный 2ЭС5К, на который установлен иной блок кабины. В связи с закрытием Луганского завода в настоящее время не производится.

### Казахстан
В 2010—2011 году планируется создание сборочного производства электровозов на площадях Атбасарского электровозоремонтного завода. Сейчас[когда?] на этом заводе модернизируют электровоз ВЛ80 путём полной замены старой контакторной группы на электронно-импульсную, люлечного подвешивания кузова на пружины «ФЛЕКСИКОЙЛ», поршневого компрессора КТ6 на винтовой «КНОР-БРЕМЗЕ», устанавливают новые: современный главный выключатель и токосъёмные полупантографы, устанавливают схему поосного регулирования тяги, переводят ТЭДы НБ418 с F-изоляции на H-изоляцию, улучшают дизайн кабины внешне и внутри, оснащают её климатической установкой и так далее. Кроме того, на базе 1 грузового электровоза ВЛ80 собирают 2 отдельных универсальных электровоза ВЛ40У. 4 декабря 2012 года в Астане АО «Национальная компания „Қазақстан темір жолы“» совместно с компанией ЗАО «Трансмашхолдинг» и компанией Alstom Transport запустило электровозостроительный завод. Завод выпускает электровозы KZ8A, разработанный компанией Alstom Transport.

## Электровозы других стран мира

### Северная Америка

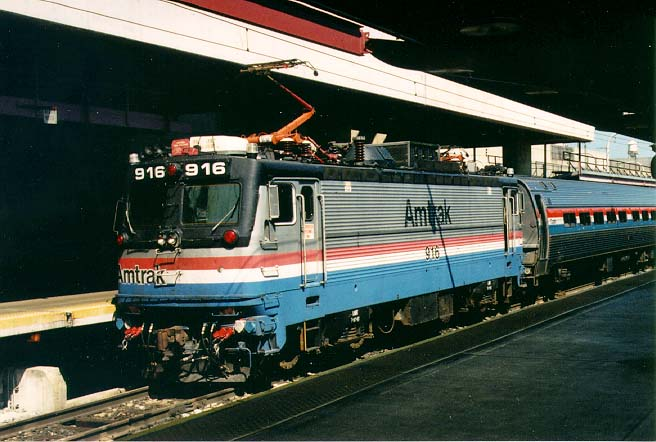
Электровоз AEM-7

США были пионерами в электровозостроении и электрификации железных дорог, и в 20—30-х гг. XX века являлись страной с самым развитым производством электровозов. Основной компанией-производителем американских электровозов была Дженерал электрик. Но дальнейшее развитие и совершенствование дизелестроения и особенности эксплуатации железных дорог США приостановили дальнейшее развитие электровозов и электрификации в США.
В результате производство электровозов сошло на нет, так как импорт электровозов из-за рубежа был более рентабельным (по причине ограниченной потребности в них), нежели налаживание собственного производства.
В результате с 1970-х гг. практически все вновь поступающие в эксплуатацию электровозы — импортные, и только небольшая часть МВПС (моторовагонного подвижного состава), производилась в самих США и зачастую по иностранным лицензиям. Основным поставщиком новых электровозов в США за это время стала шведская компания ASEA (ныне являющаяся подразделением канадской компании Bombardier). По её же лицензии производилась большая часть электроподвижного состава в США.
В Канаде производителем электровозов является компания Bombardier.

### Европа

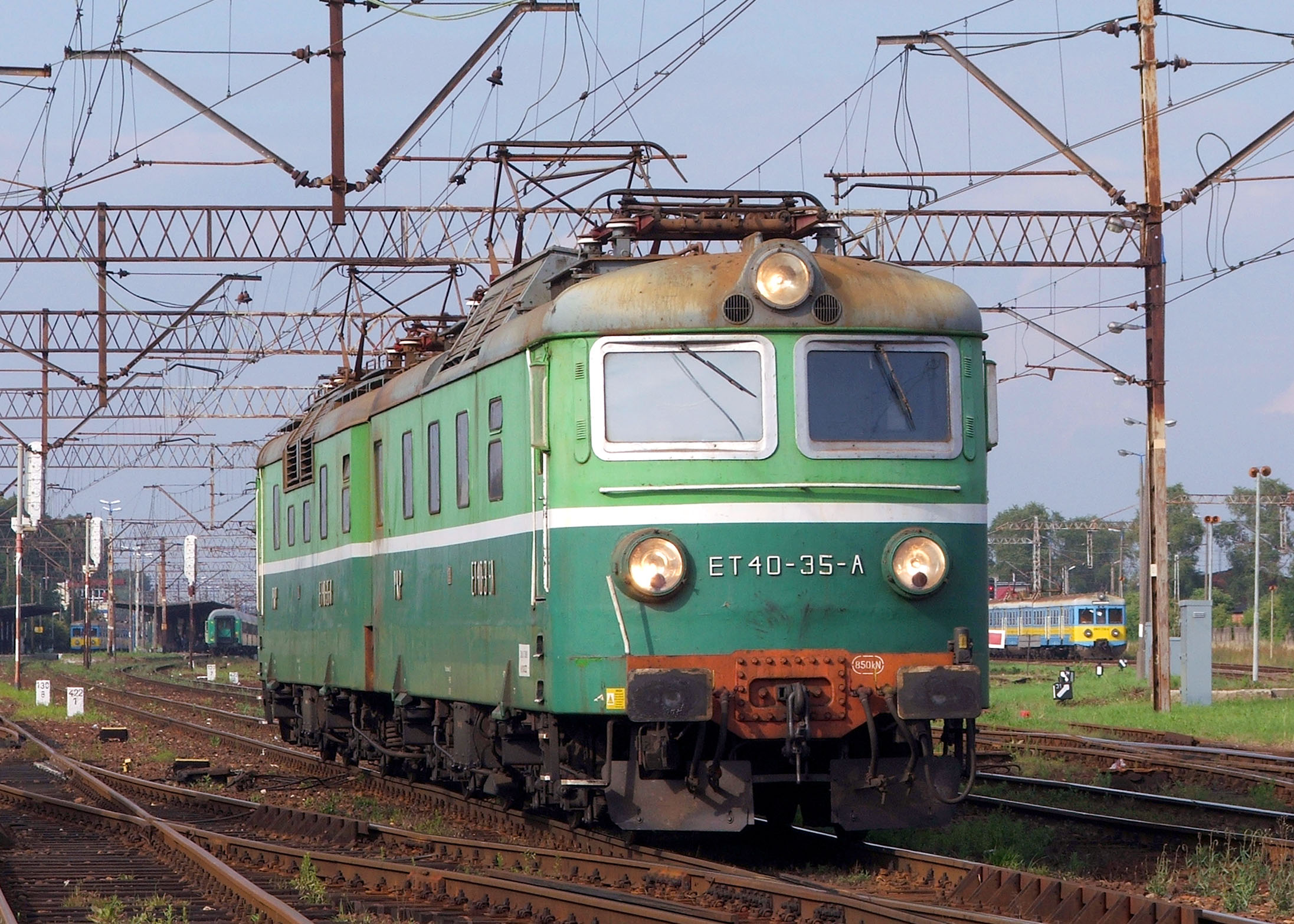
Двухсекционный электровоз ET40 (производство Škoda Works) на PKP

Производителями электровозов в Европе являются корпорации Alstom, ADtranz, Bombardier, Škoda, Siemens AG (например, BR 185, E44, E64. Производство электровозов осуществляется в Германии, Франции, Италии, Швейцарии, Австрии, Швеции, Испании, Великобритании, Турции, Чехии, Польше.
На Европу приходится большая часть всех электрифицированных железных дорог в мире, соответственно в Европе же электровозостроение получило наибольшее развитие. Производство электровозов в Европе покрывает не только внутриевропейские потребности в данных типах локомотивов, но и составляют большую часть всего общемирового экспорта электровозов.
На электрифицированных железных дорогах Европы вследствие присутствия разных видов электрификации используются электровозы различных систем питания и напряжения: Нидерланды — 1500 В, Бельгия, Италия, Польша, Россия, Испания — 3000 В, Великобритания — 750 В.

### Азия
Электровозы в странах Азии производятся в Японии, Южной Корее, Индии, Китае и КНДР. (На железных дорогах прочих азиатских странах электротяга широкого распространения не получила.) Кроме указанных стран, электрическая тяга получила развитие в Казахстане, Узбекистане, Иране, но собственного производства ЭПС в этих странах нет. Например, Казахстан значительную часть электровозов импортирует из Франции.

#### Япония
Электрифицированные железные дороги получили широкое распространение в Японии. Хотя используются такие дороги в основном для пассажирских перевозок с помощью высокоскоростных поездов Синкансэн, имеет место и грузовое движение на электрической тяге. В Японии электровозы производят концерны: Hitachi, Kawasaki, Mitsubishi и Toshiba Electric.

#### Китай

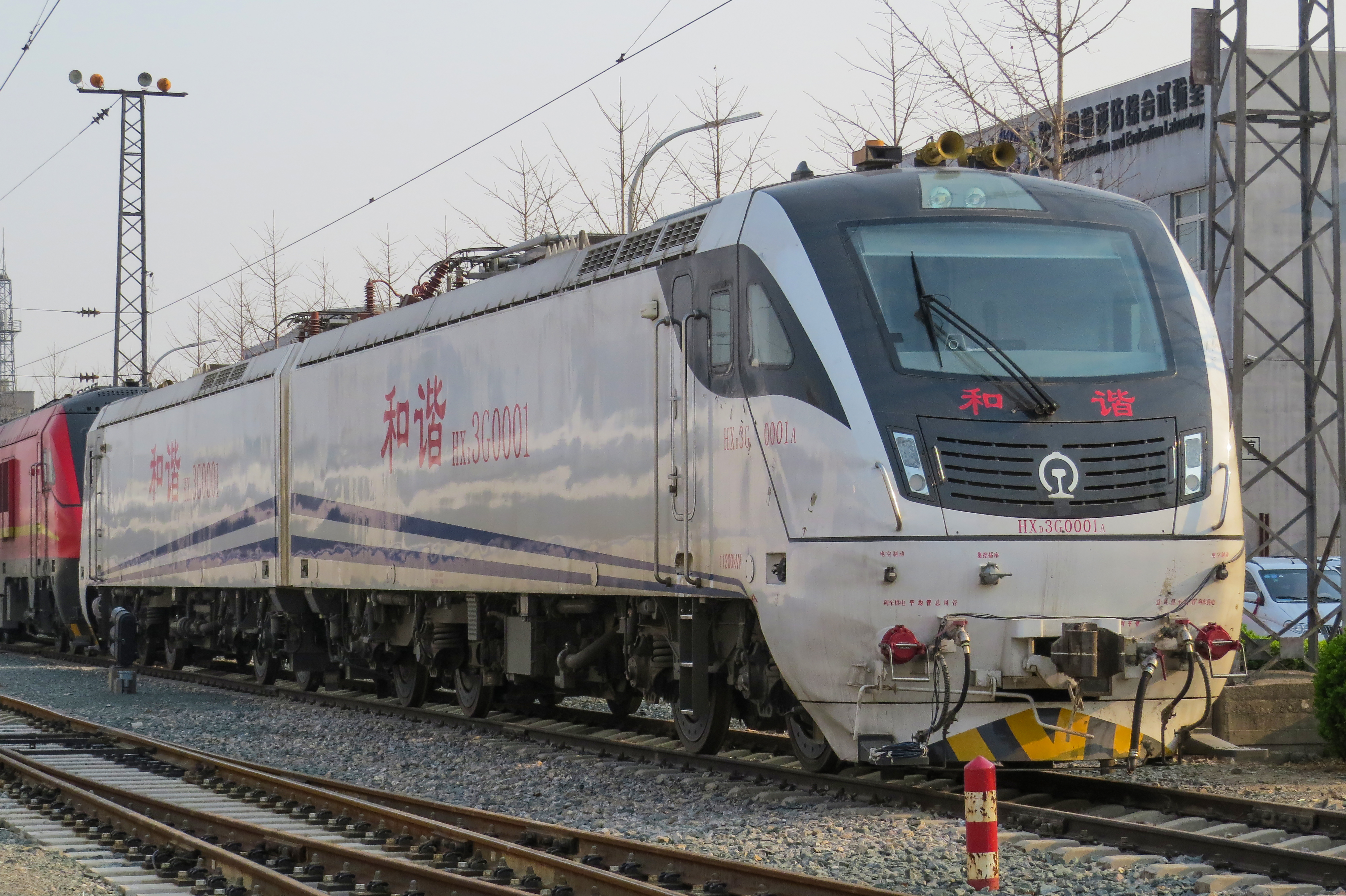
Современный двухсекционный грузовой электровоз HXD3G с асинхронными двигателями мощностью 1600 кВт каждый (суммарная мощность — 12 800 кВт) — один из самых мощных в мире по удельной мощности секций

На 1995 год в Китае лишь 88,5 % от объёма перевозок было выполнено тепловозами и электровозами, 11,5 % всё ещё составляют перевозки, выполненные паровозами. Производством электровозов в Китае занимается корпорация LORIC (завод расположен в Чжучжоу).
На 1999 год выпускались: SS3 с фазовым регулированием напряжения на тяговых двигателях, SS4 — двухсекционные восьмиосные для вождения тяжёлых составов (также с фазовым регулированием напряжения на тяговых двигателях), SS6B с двухсегментным бесступенчатым фазовым регулированием напряжения на тяговых двигателях и SS7 с таким же регулированием напряжения и тремя двухосными тележками для работы на линиях с большим числом кривых малого радиуса.
Пассажирские электровозы SS6 и SS8, разработанные в 1990-х годах, имеют опорно-рамное подвешивание тяговых двигателей и тяговую передачу с полым валом.
Все выпускаемые в Китае электровозы в соответствии с принятой на китайских электрифицированных железных дорогах системой тягового электроснабжения рассчитаны на питание от сети переменного тока напряжением 25 кВ и частотой 50/60 Гц.
В 2004 году Китай начал поставку партии из 12 электровозов в Узбекистан. В Казахстан были отправлены 3 экспериментальных универсальных электровозов KZ4A.
В 2008 году Китаем отправлено в Казахстан ещё 2 электровоза серии KZ4A.

### Австралия

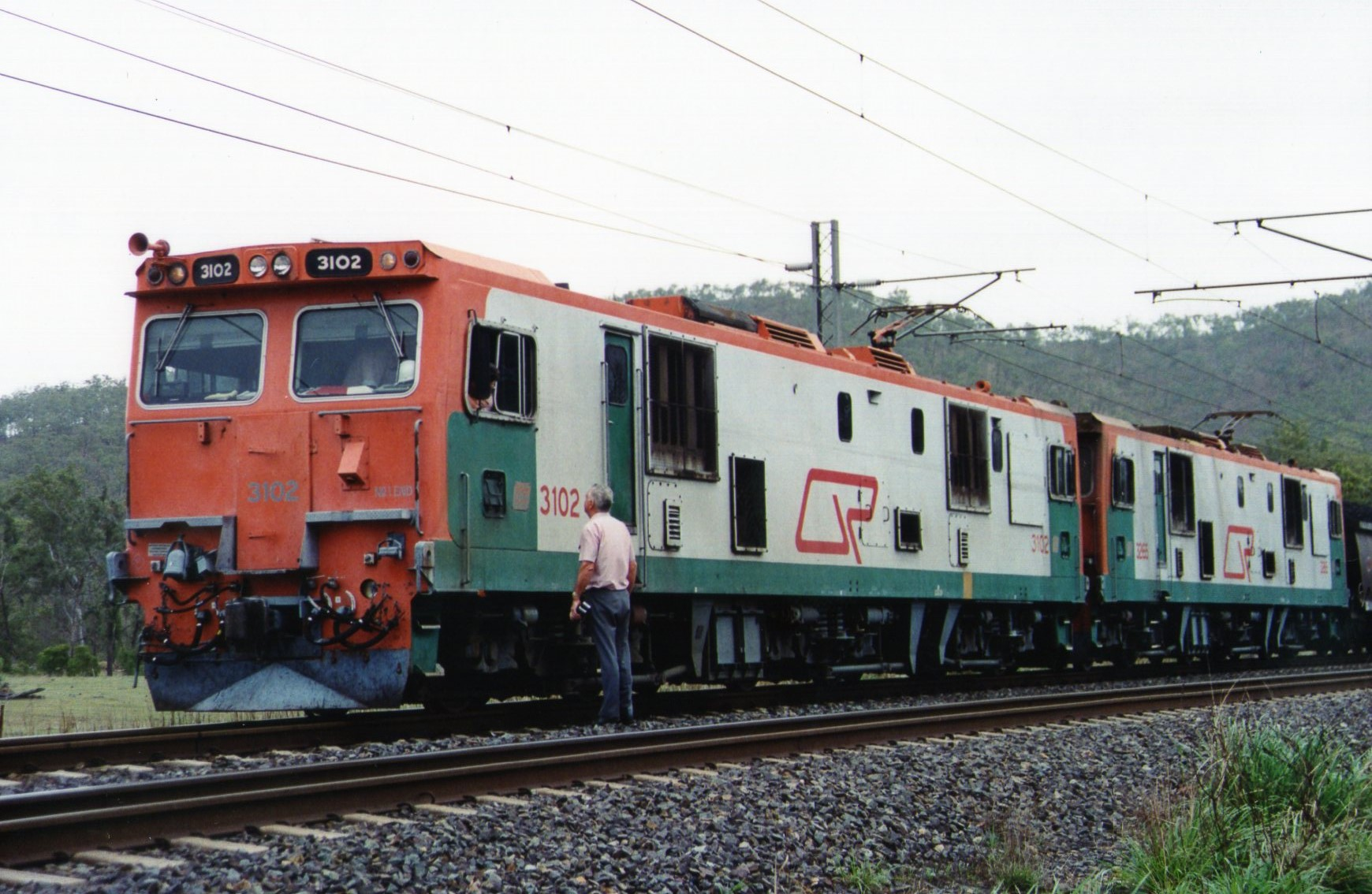
Электровозы 3102 и 3255 железных дорог Квиснленда с грузовым поездом

Начиная с 1919 года начата электрификация на пригородных участках. Первым был электрифицирован на постоянном токе 1500 В участок железной дороги вблизи Мельбурна. По той же системе был электрифицирован участок вблизи Сиднея в 1926 году. Значительно позднее, в 1979 году на переменном токе 25 кВ были электрифицированы пригородные участки Брисбена и Перта.
В 1980-е годы была электрифицирована на переменном токе также часть линий, задействованных для грузовых перевозок (главным образом для перевозки угля). Для перевозок использовались четырёхосные электровозы Victorian Railways E class и Victorian Railways L class.
Из общей протяжённости железных дорог континента 41 300 км электрифицированы на 2000 год всего 2540 км или всего 6,1 %.

### Новая Зеландия
По лицензии английской компании English Electric было освоено производство электровозов в Новой Зеландии, позднее электровозостроение в Новой Зеландии развивалось на основе кооперации с иностранными компаниями, в основном с британскими, австралийскими и японскими.

### Африка

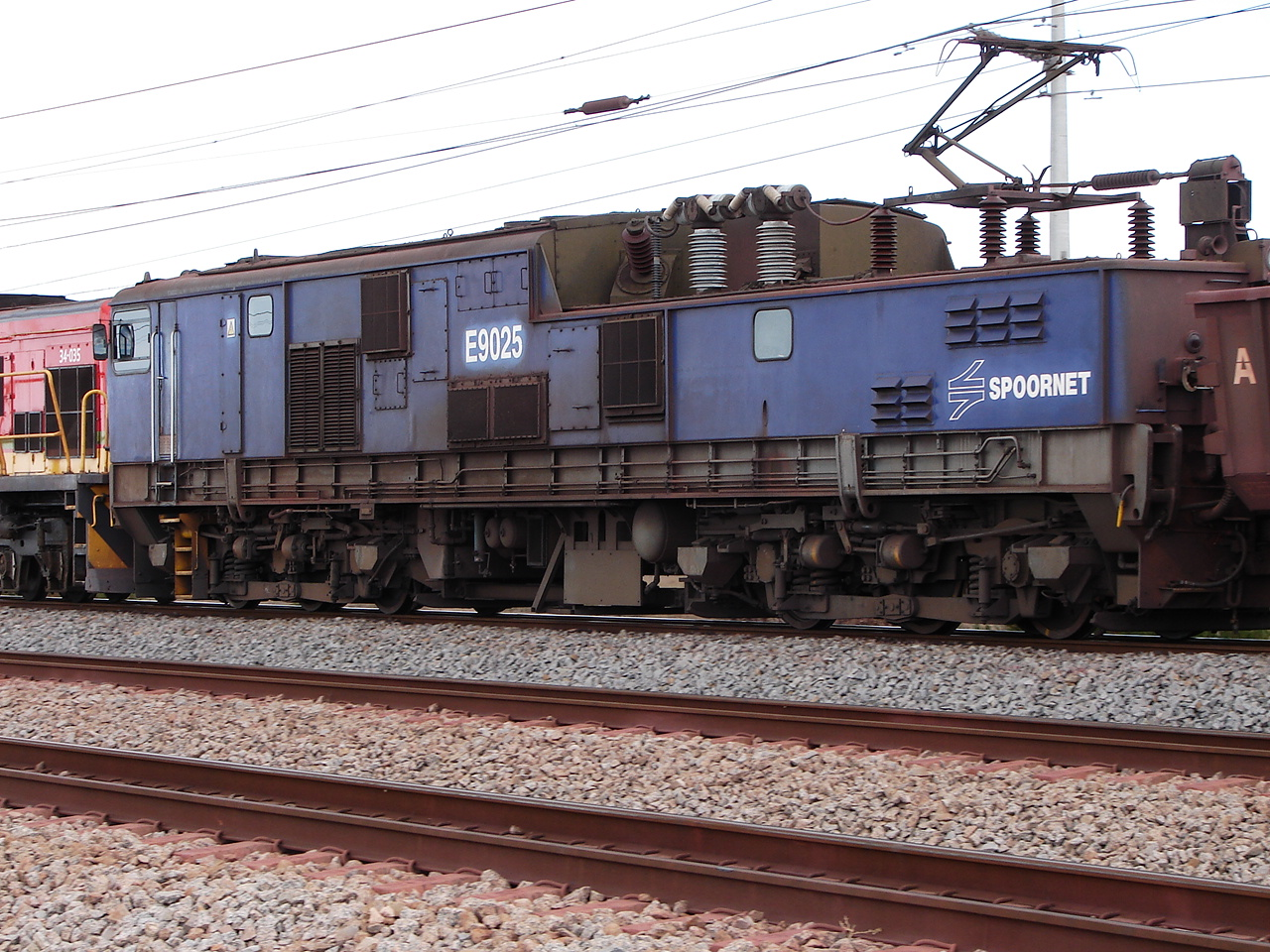
Электровоз 9E (электровоз) переменного тока напряжения 50 кВ — наибольшего из применяемых на железных дорогах. Ввиду сравнительно небольших габаритов локомотива колеи 1067 мм при большом значении напряжения крышевое оборудование размещено на заниженной части

Электрификация получила слабое развитие на железных дорогах африканского континента. Единственная африканская страна с большой протяжённостью электрифицированных железных дорог — Южно-Африканская Республика.
Кроме ЮАР, электрифицированные железные дороги имеются в Намибии, Зимбабве, Замбии, Заире, Марокко, Тунисе, Алжире, Египте. Но, не считая Марокко, на электрифицированных железных дорогах вышеуказанных стран объём перевозок незначителен по сравнению с тепловозной тягой.
Промышленное производство электровозов имеется в ЮАР, мелкосерийное производство электровозов по иностранным лицензиям налажено и в Зимбабве.

## Преимущества и недостатки электровозов
Как и другим типам локомотивов, электровозам присущи как преимущества, так и недостатки.
Преимущества:
- Электровоз — экологически чистый локомотив. Сам по себе электровоз не создаёт выбросов в атмосферу, как это делают тепловоз и особенно паровоз. По причине «чистоты» массовое применение электровозов началось именно на тоннельно-перевальных участках, где паровозный дым существенно затруднял работу. И даже с учётом загрязнений от ТЭС, которые вырабатывают электроэнергию для тяговых подстанций, электровоз значительно чище тепловозов.
- Электровоз при тех же габаритах, массе и технологическом уровне имеет значительно большую мощность, чем тепловоз, а тем более, паровоз. Например, двухсекционный двенадцатиосный электровоз переменного тока ВЛ85 имеет мощность 10000 кВт, аналогичный ему электровоз постоянного тока ВЛ15 — 9000 кВт, а равный им по массе и числу осей тепловоз 2ТЭ116 — всего 4500 кВт.
- Высокий КПД. Даже с учётом КПД электростанций и энергосетей полнота использования теплоты сгораемого топлива в системе «ТЭЦ — энергосистема — электровоз» выше, чем для тепловоза и газотурбовоза, а тем более для паровоза. При питании электровозов от ГЭС, АЭС, ГеоТЭС, гелиоэлектростанций КПД ещё выше.
- Конструкция электровоза, особенно современного, с электронным управлением тяговыми двигателями, проще конструкции тепловоза и газотурбовоза.
- Электровоз не несет на себе устройств, аккумулирующих значительное количество энергии, по этой причине он значительно менее пожаро- и взрывоопасен, по сравнению с тепловозом (имеющим топливные баки большой ёмкости), газотурбовозом (имеющий газовые баллоны очень большой ёмкости) и, особенно, паровозом, имеющем взрывоопасный котёл.
- Среди всех локомотивов электровозы характеризуются наиболее простым управлением (кроме старых электровозов постоянного тока с РКСУ первого поколения, где необходимо выдерживать ходовые позиции) и лучше всего поддаются автоматизации. По этой причине системы автоведения поездов впервые стали применять именно на электровозах.
- Достижимы высокие скорости движения, рекорд скорости (на сентябрь 2006 года) — 357 км/ч[38] (для сравнения: пассажирский тепловоз ТЭП80 на испытаниях развил скорость 271 км/ч).
- Экипированный электровоз готов к поездке сразу же после поднятия токоприемника в любое время года. Тепловоз и газотурбовоз нуждаются в длительной процедуре запуска и прогрева дизельного (газового в случае газотурбовоза) двигателя, особенно зимой в сильные морозы, а подготовка холодного паровоза к первому рейсу занимает около 8 часов.

Недостатки:
- Для эксплуатации электровозов требуется сложная инфраструктура: контактная сеть, многочисленные тяговые подстанции (особенно на линиях постоянного тока) и питающие их высоковольтные линии электропередач — по этой причине электровозы экономически выгодно использовать только в качестве магистральных локомотивов на железных дорогах с большим трафиком (маневровые электровозы рентабельно использовать только на крупных электрифицированных станциях, либо необходимо иметь контактно-аккумуляторные электровозы с автономным ходом с подзарядкой от контактной сети, например ВЛ26 и ЭМКА2).
- Необходимость остановки поездов для замены их локомотивов при окончании/начале участков постоянного/переменного тока контактного провода (применение электровозов двойного питания решает эту проблему, но цена таких электровозов существенно выше).
- Невозможность обеспечить полную изоляцию железнодорожных рельс вызывает утечку электричества в землю и порождает блуждающие токи, приводящие к коррозии металлических трубопроводов железобетонных фундаментов зданий и других конструкций, находящихся под землёй вблизи от рельс[39][40].
- Повышенная электрическая опасность как самого электровоза, так и электрифицированных железнодорожных путей. Особенно при использовании электрификации на переменном токе высокого напряжения (25000 V, 50 Гц).
- Повышенная, как и у тепловозов с электротрансмиссией, металлоёмкость электрооборудования. Особенно это относится к электровозам переменного тока, имеющим тяговый трансформатор с кремниевыми выпрямителями и старым электровозам постоянного тока с РКСУ. У современных электровозов металлоемкость существенно снижена.
- Электровозы, особенно мощные, являются сильными источниками электромагнитных помех и создают сильно неравномерную нагрузку на питающую сеть.
- Мощность одного электровоза типа ВЛ80 или 3/4ЭС5К сопоставима с мощностью, потребляемой примерно 1500-2000 квартирам. Поэтому применение электровозной тяги существенно ухудшает качество энергоснабжения населённых пунктов, питаемых от одной ЛЭП с железной дорогой: возникает дефицит мощности, возникают значительные колебания напряжения сети.
- Ограниченность ресурса мощности тяговых подстанций и контактной сети не позволяет увеличивать размер движения по участку на электрической тяге, даже если это позволяет путевая инфраструктура и СЦБ. Поэтому на электрифицированных линиях с большими размерами движения часть поездов приходится водить тепловозами, например, на восточной части Транссиба, где тяговые подстанции расположены достаточно редко (нередко в 80-100 км друг от друга).
- Сложность постановки в депо, а особенно в здания депо для техобслуживания — требуется маневровый локомотив. В зданиях депо, по соображениям безопасности, часто отсутствует контактный провод — это ещё одна причина, по которой электровоз целесообразно использовать только в качестве магистрального локомотива.

## Производители электровозов

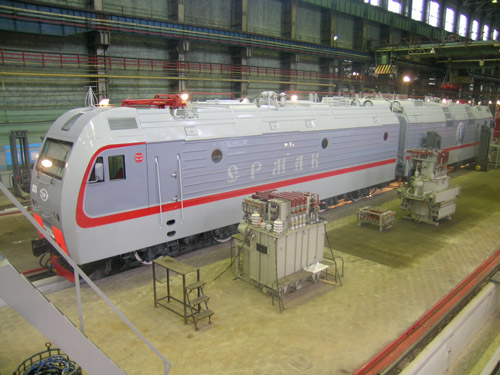
Электровоз 2ЭС5К в цехе Новочеркасского завода при сборке. Сбоку от него видны трансформаторы

- Московский завод «Динамо»  СССР — выпуск электровозов с 1929 по 1944 год
- Новочеркасский электровозостроительный завод  Россия (НЭВЗ) — серийный выпуск электровозов с 1946 год
- Тбилисский электровозостроительный завод  СССР (ТЭВЗ) — серийный выпуск электровозов с 1957 года
- Коломенский тепловозостроительный завод  Россия (КЗ) — выпуск электровозов с 1929 по 1944 год, 1996 и с 2006 года
- Уральский завод железнодорожного машиностроения  Россия (УЗЖМ) — серийный выпуск грузовых магистральных электровозов постоянного тока с 2006 года
- Энгельсский локомотивный завод  Россия — выпуск электровозов с 2015 года
- Днепропетровский электровозостроительный завод  Украина (ДЭВЗ, с 2000 — НПК «Электровозостроение») — выпуск промышленных и маневровых электровозов в СССР и строительство магистральных электровозов на Украине (ДЭ1, ДС3)
- Ворошиловградский тепловозостроительный завод  Украина
- Пльзеньский завод им. В. И. Ленина  Чехословакия
- Electro-Motive Diesel  США
- Siemens AG  Германия
- Alstom  Франция
- Allmänna Svenska Elektriska Aktiebolaget  Швеция
- Астанинский Электровозосборочный завод Казахстан — серийный выпуск электровозов КZ4AT, KZ8A на переменном токе с 2013 года

## Заводы, ремонтирующие электровозы

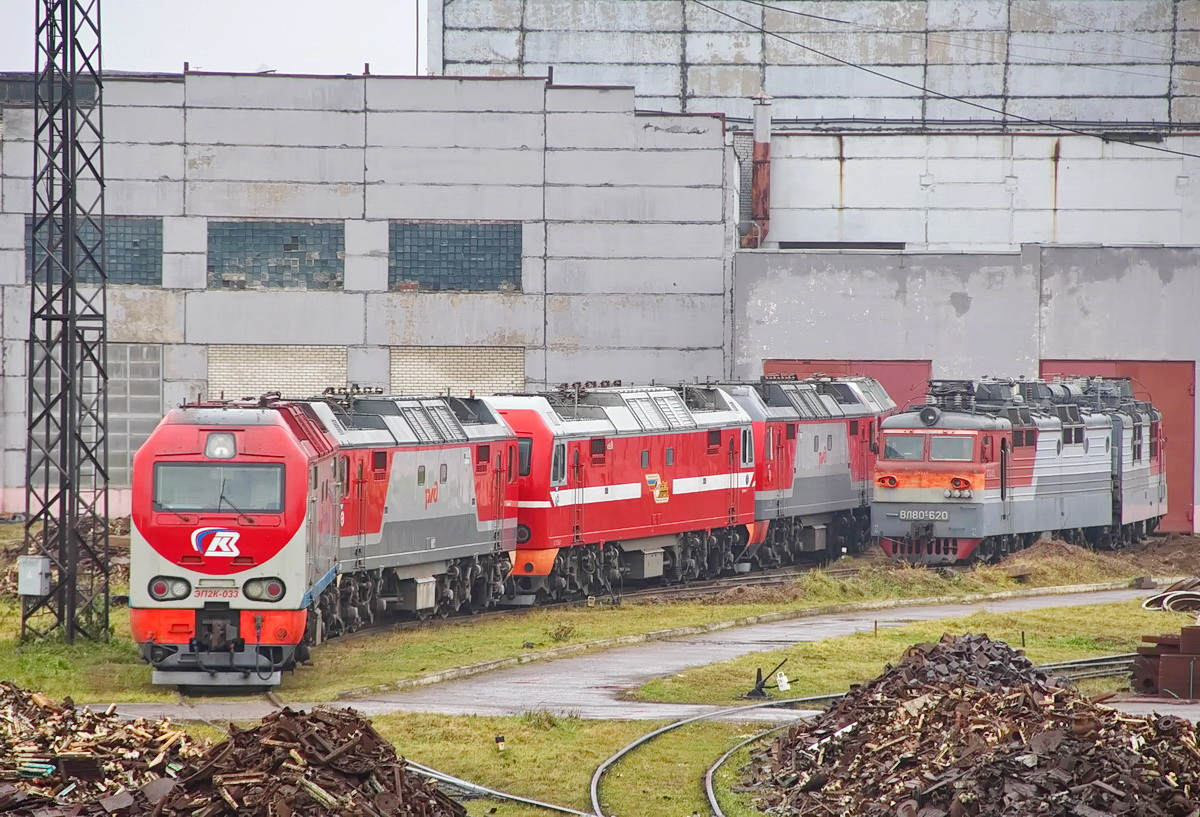
Электровозы ЭП2К и ВЛ80С на территории Ярославского электровозоремонтного завода

- Запорожский электровозоремонтный завод
- Львовский локомотиворемонтный завод
- Новосибирский электровозоремонтный завод
- Оренбургский локомотиворемонтный завод
- Ростовский электровозоремонтный завод
- Екатеринбургский электровозоремонтный завод (Свердловский)
- Улан-Удэнский локомотивовагоноремонтный завод
- Уссурийский локомотиворемонтный завод
- Челябинский электровозоремонтный завод
- Ярославский электровозоремонтный завод
- Атбасарский электровозоремонтный завод